# Lijst van personen betrokken bij de Tiendaagse Veldtocht
Dit is een lijst van militairen of burgers betrokken bij de Tiendaagse Veldtocht.

## A
| - Johan Daniël Cornelis Carel Willem d'Ablaing van Giessenburg - Cornelis Hendrik van Amerom | - Ferdinand Folef d'Aulnis de Bourouill (1807-1837) - Jan Carel Ferdinand d'Aulnis de Bourouill |

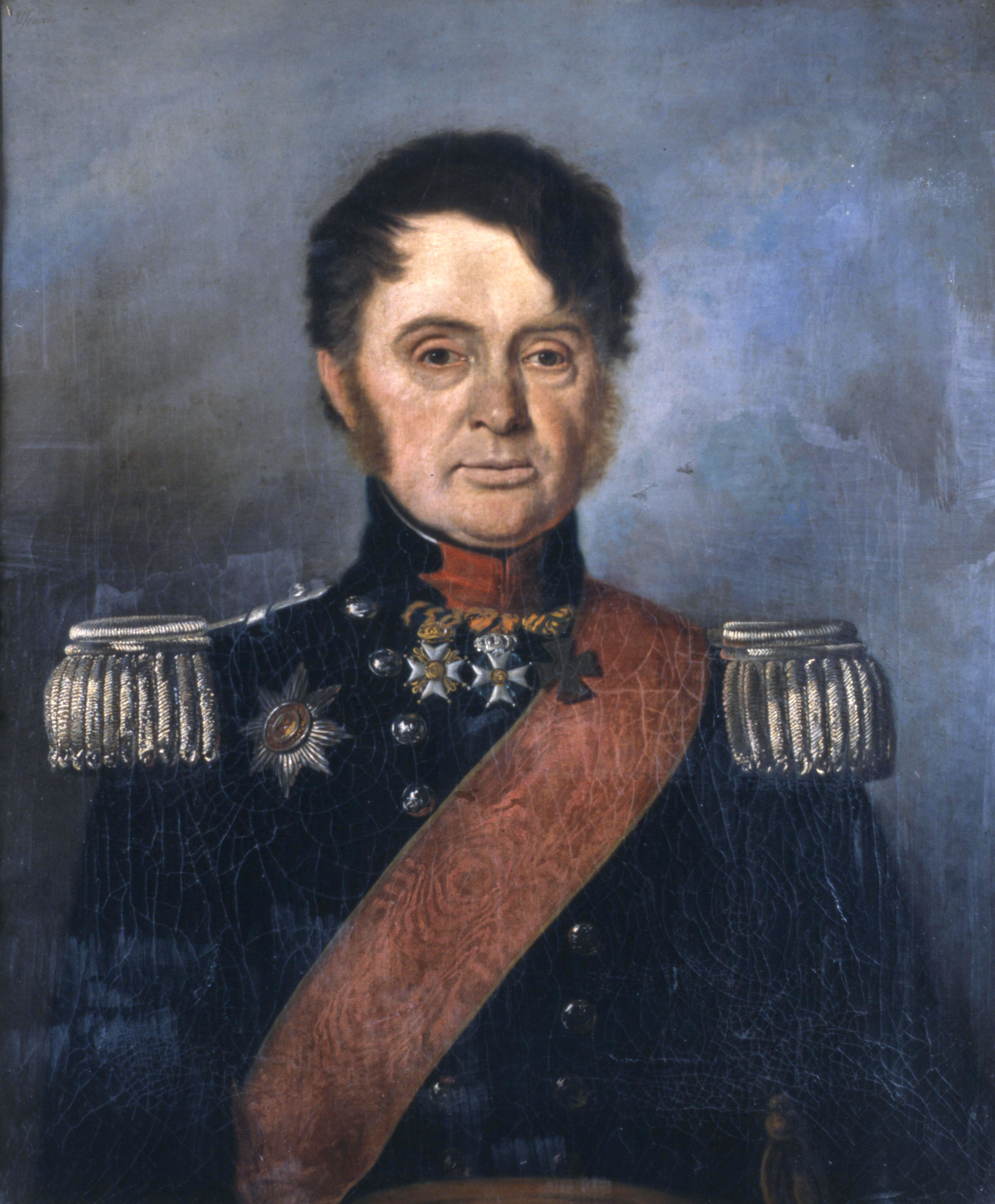
Johan Daniël Cornelis Carel Willem d'Ablaing van Giessenburg
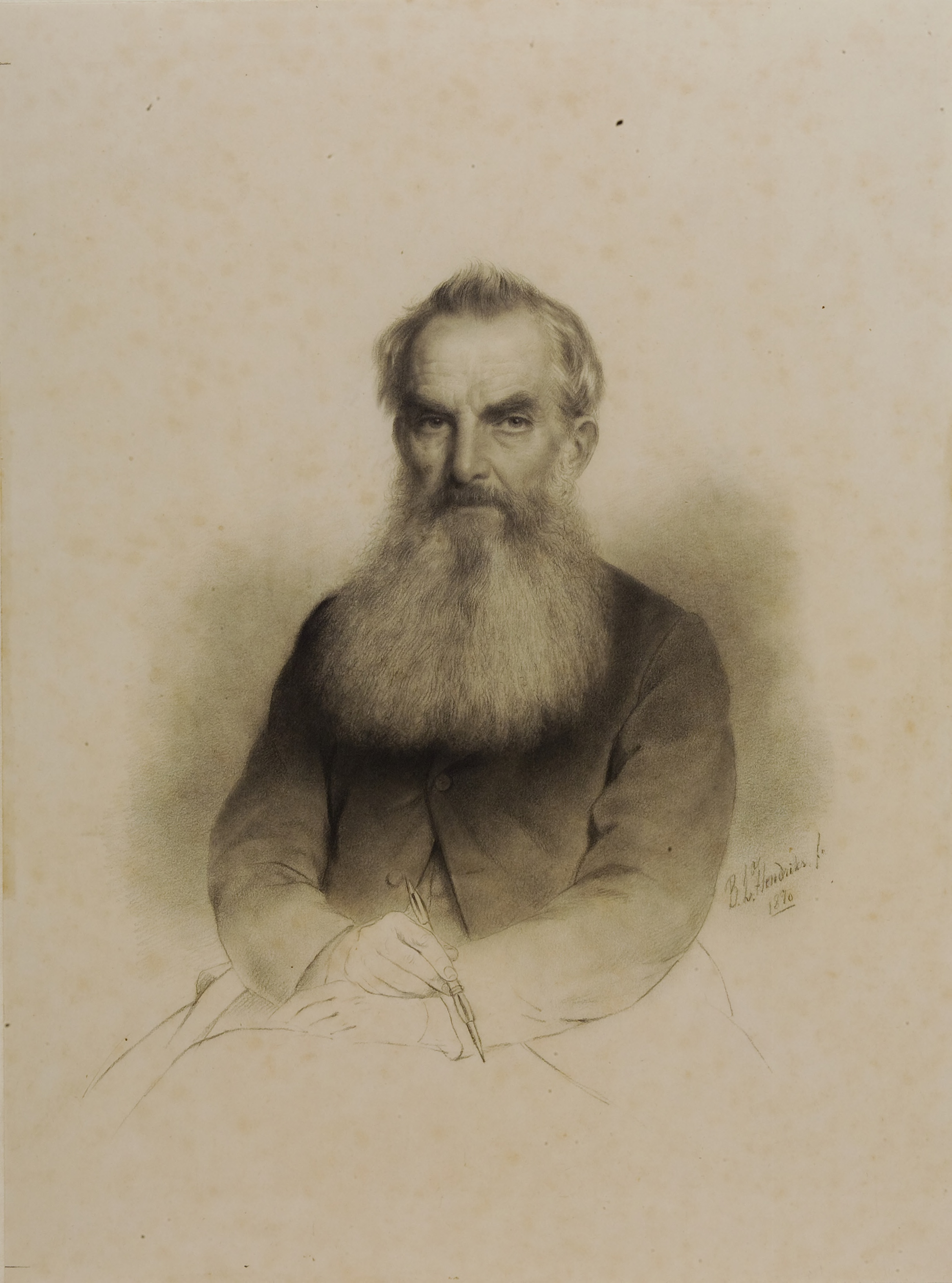
Cornelis Hendrik van Amerom
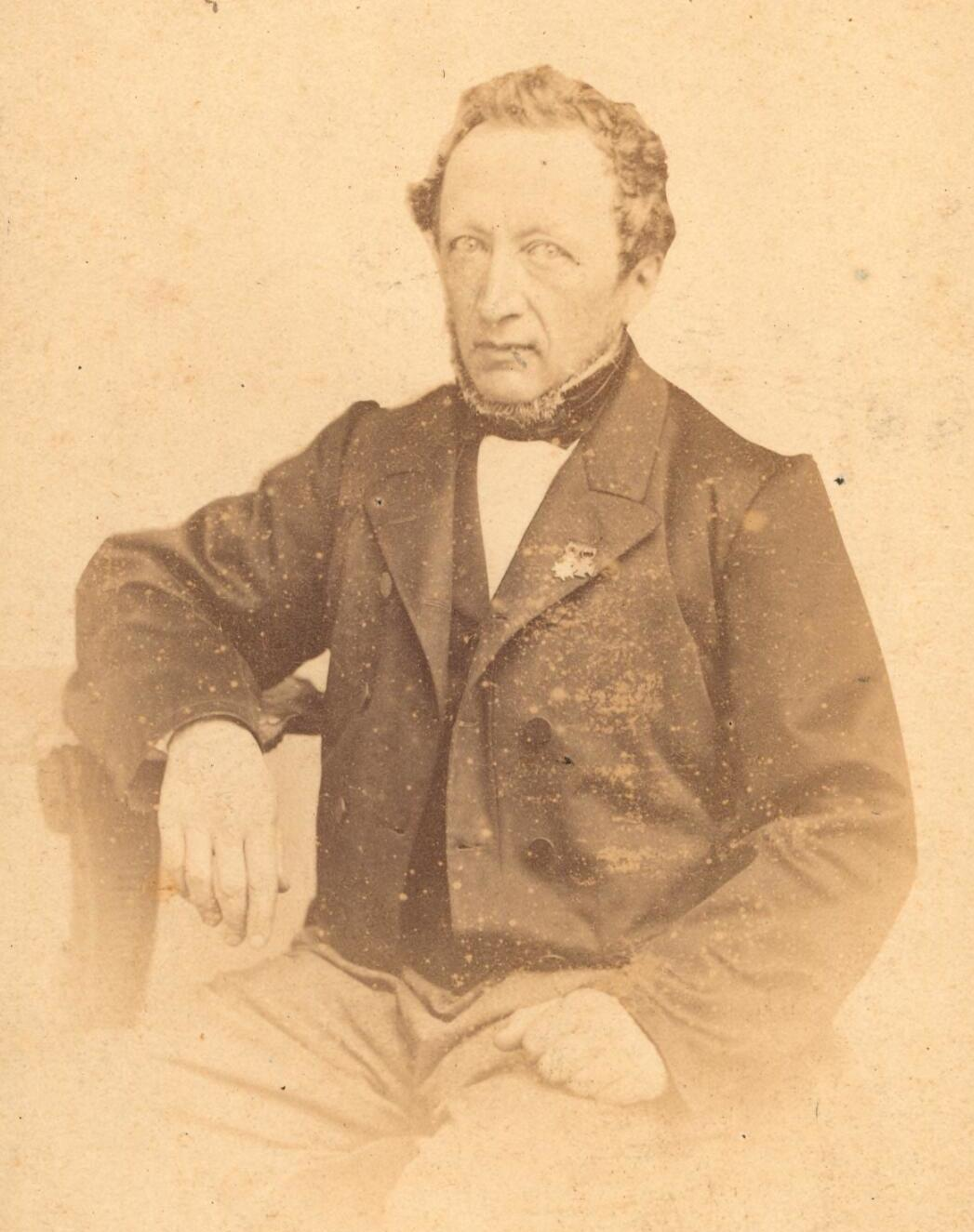
Jan Carel Ferdinand d'Aulnis de Bourouill

## B
| - Daniël Otto Bagelaar - Lodewijk Justinus Wilhelmus Beeckman - Diederik Jacobus den Beer Poortugael - Henri Belletable - Augustin Daniel Belliard - Willem Bentinck (1795-1861) | - Laurens Philippe Charles van den Bergh - Johan Wilhelm Blanken - Joannes Petrus van Blarkom - Johan Cornelis Gerard Boot - Willem François Boreel - Jeronimo de Bosch Kemper | - Hinderikus Braams - George Isaäc Bruce - Huibert Jacobus Budding - Gijsbert Buitendijk Kuyk - Marcus Busch |

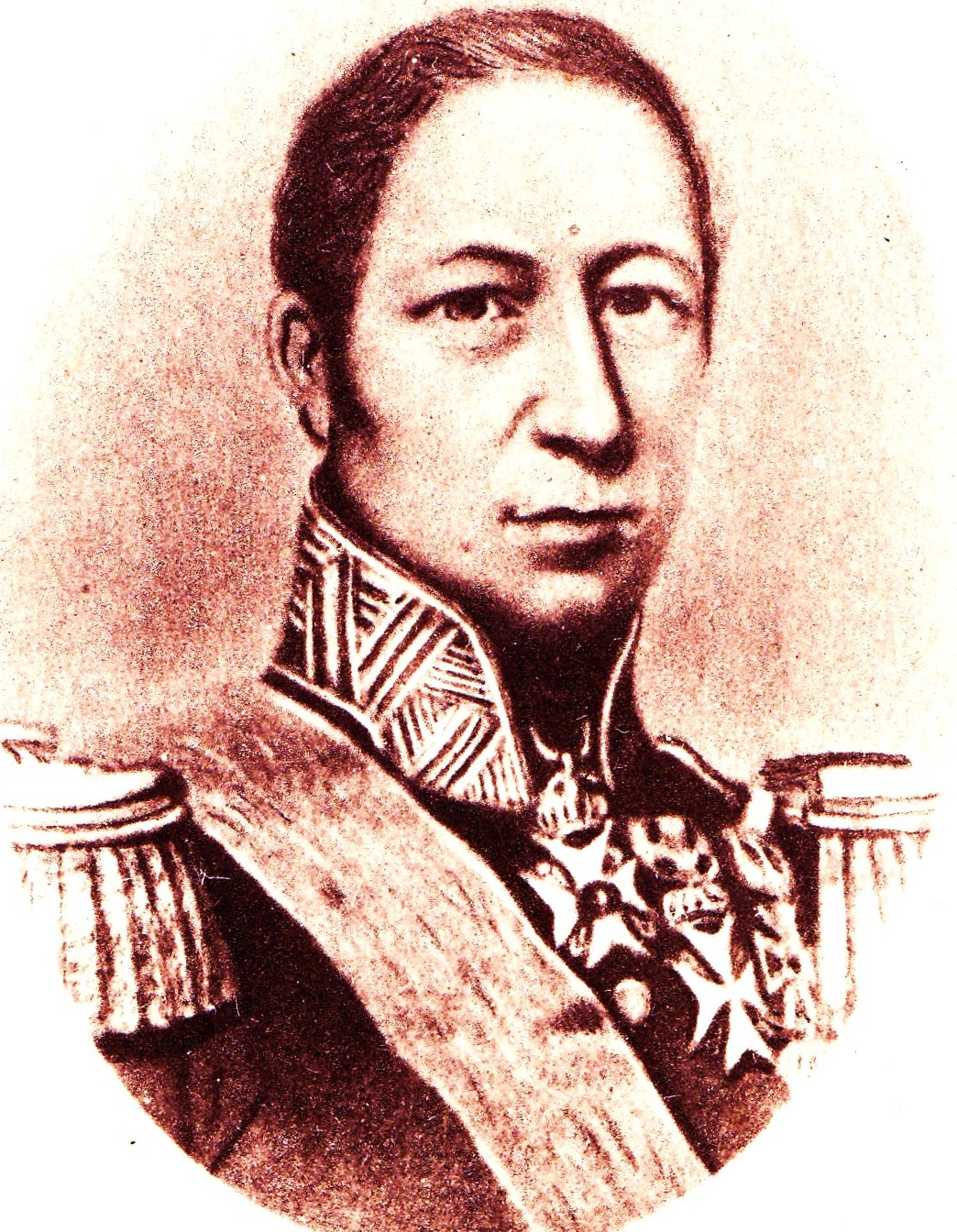
Daniël Otto Bagelaar
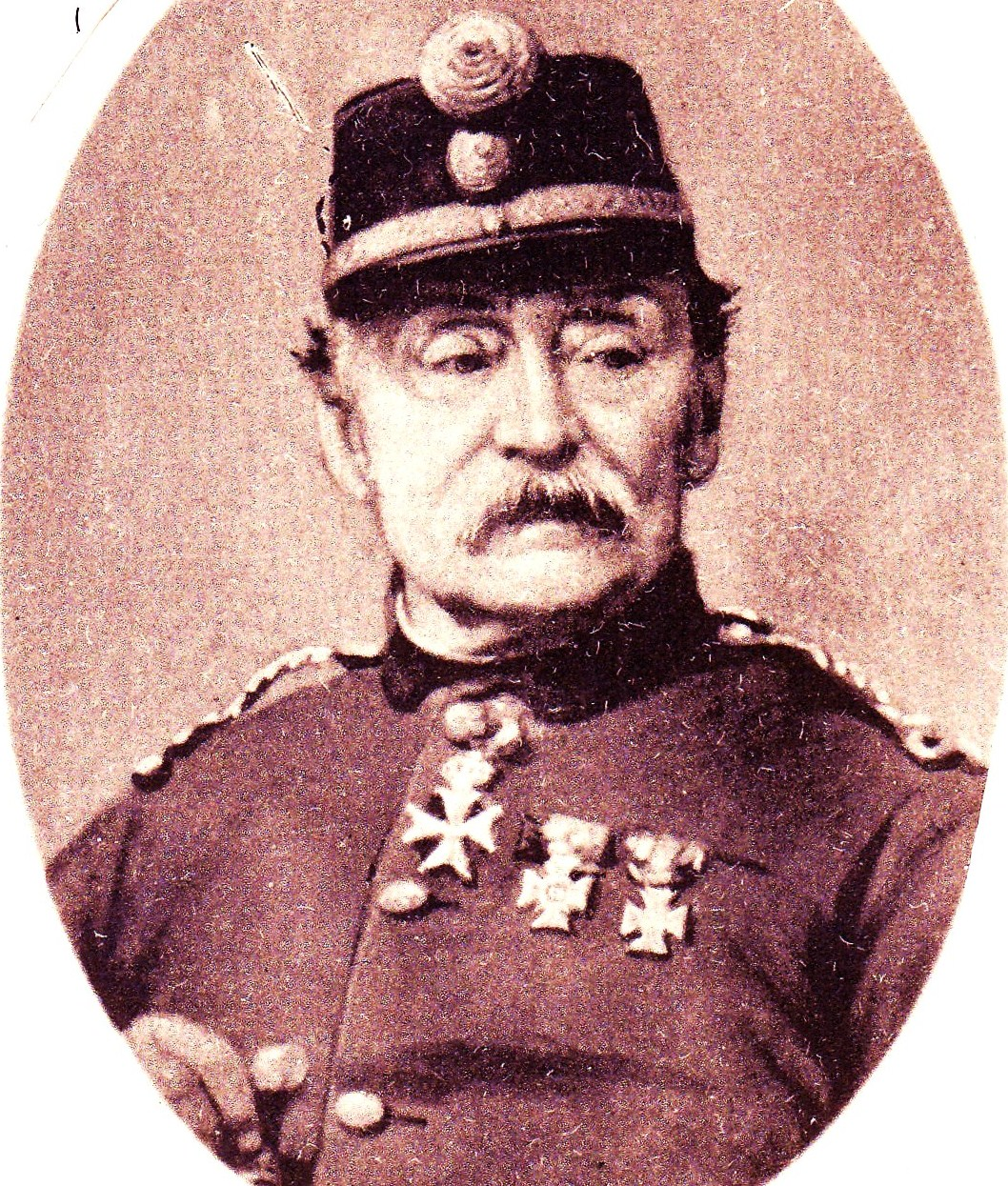
Diederik Jacobus den Beer Poortugael
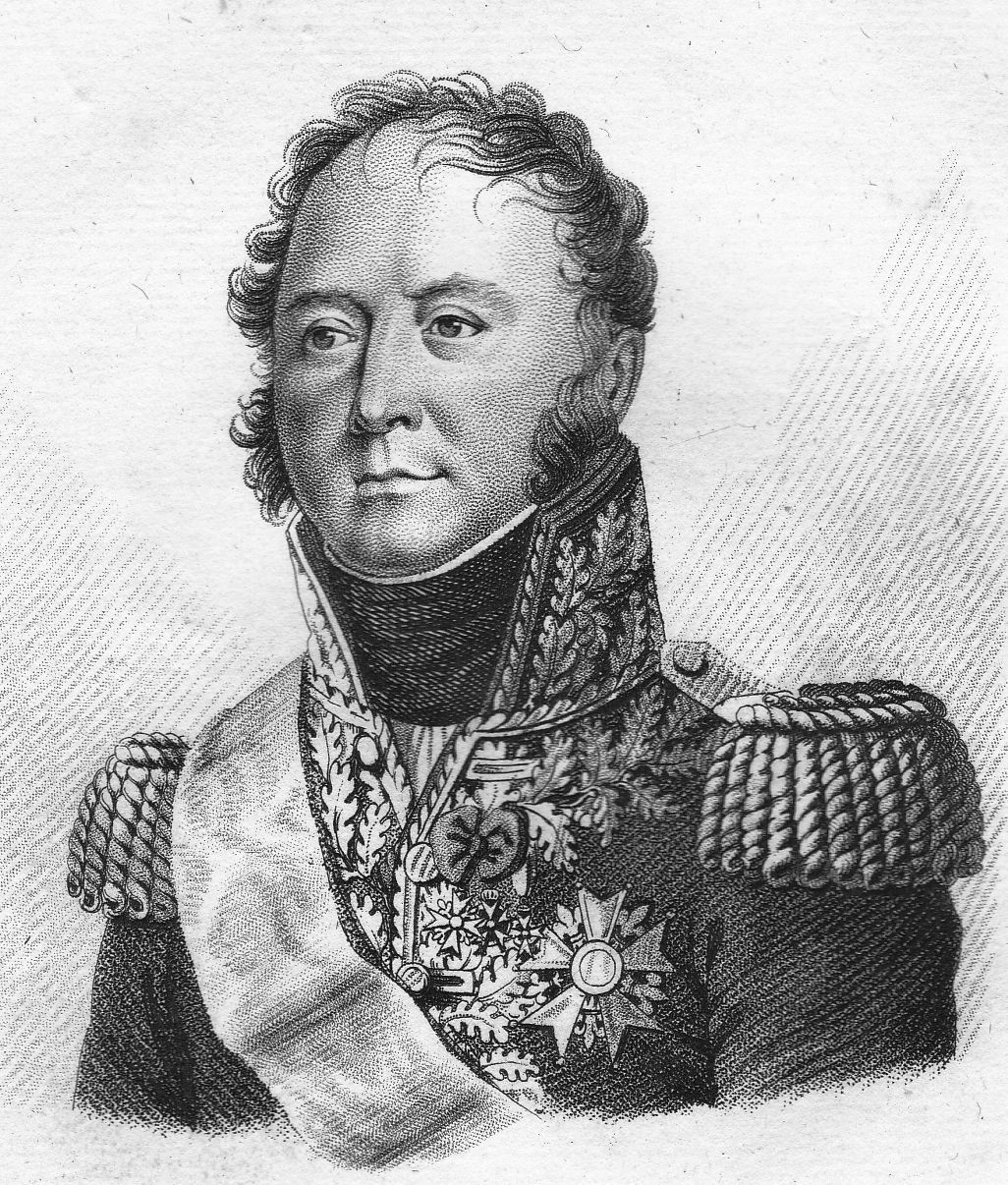
Augustin Daniel Belliard
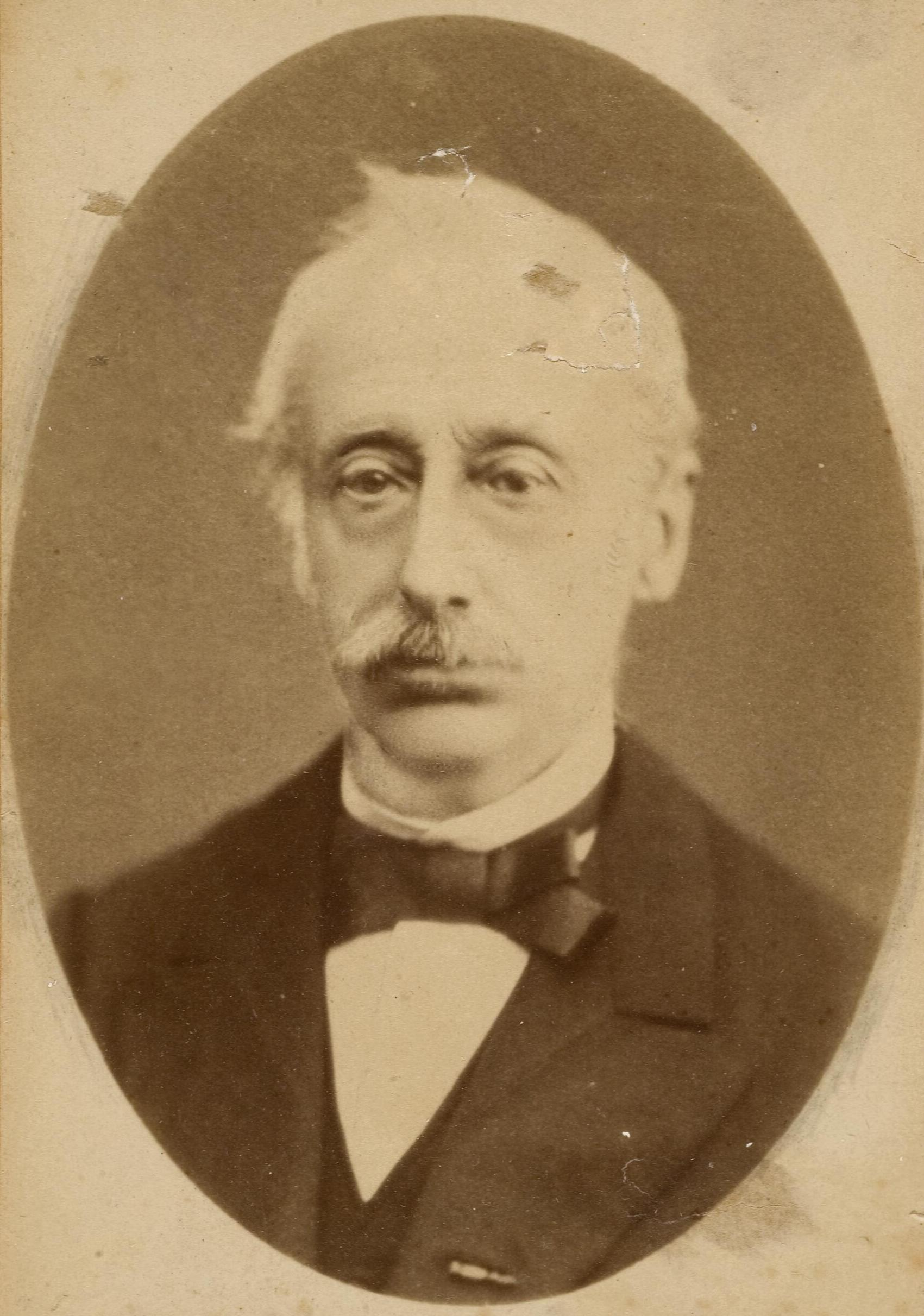
Laurens Philippe Charles van den Bergh
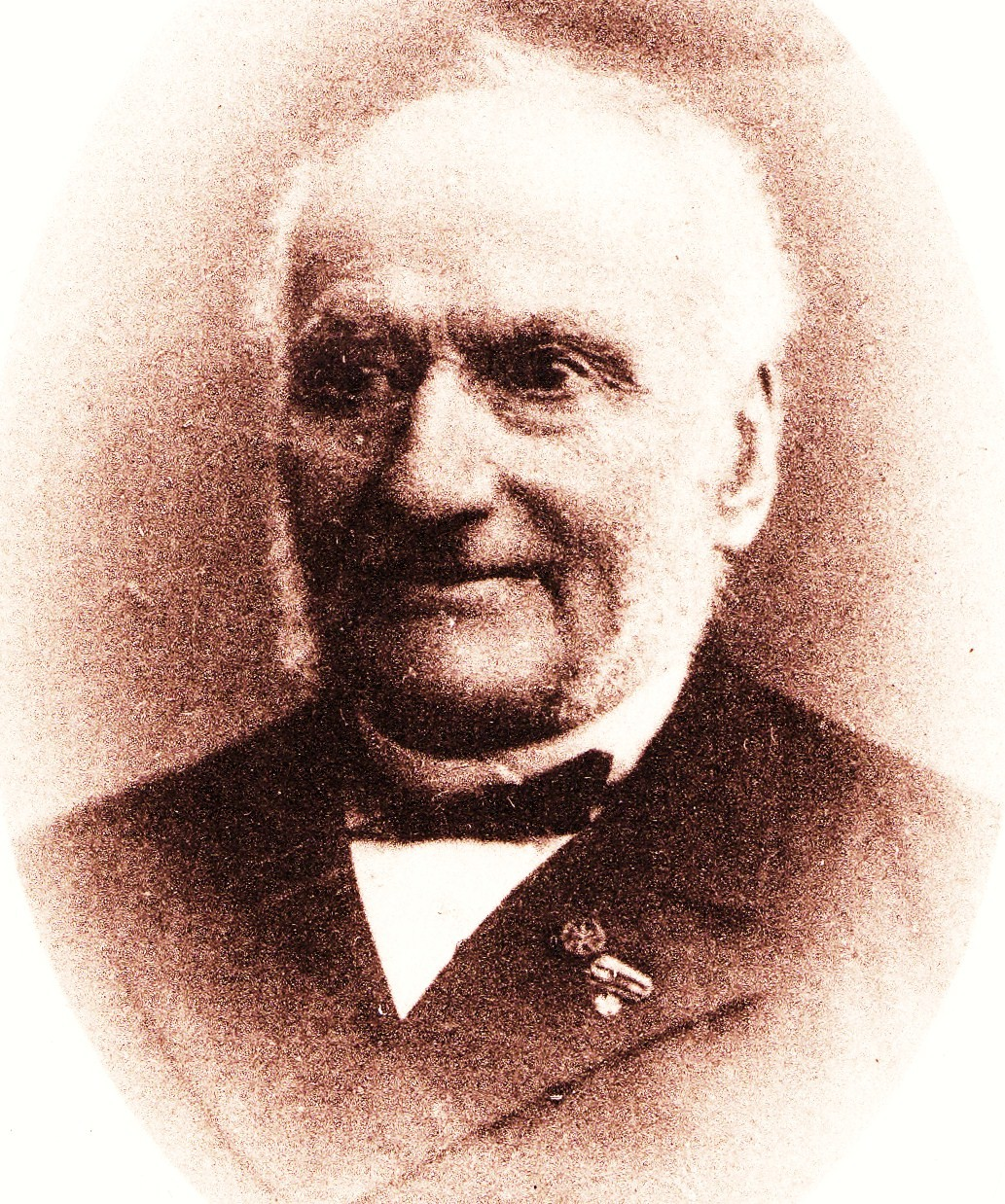
Joannes Petrus van Blarkom
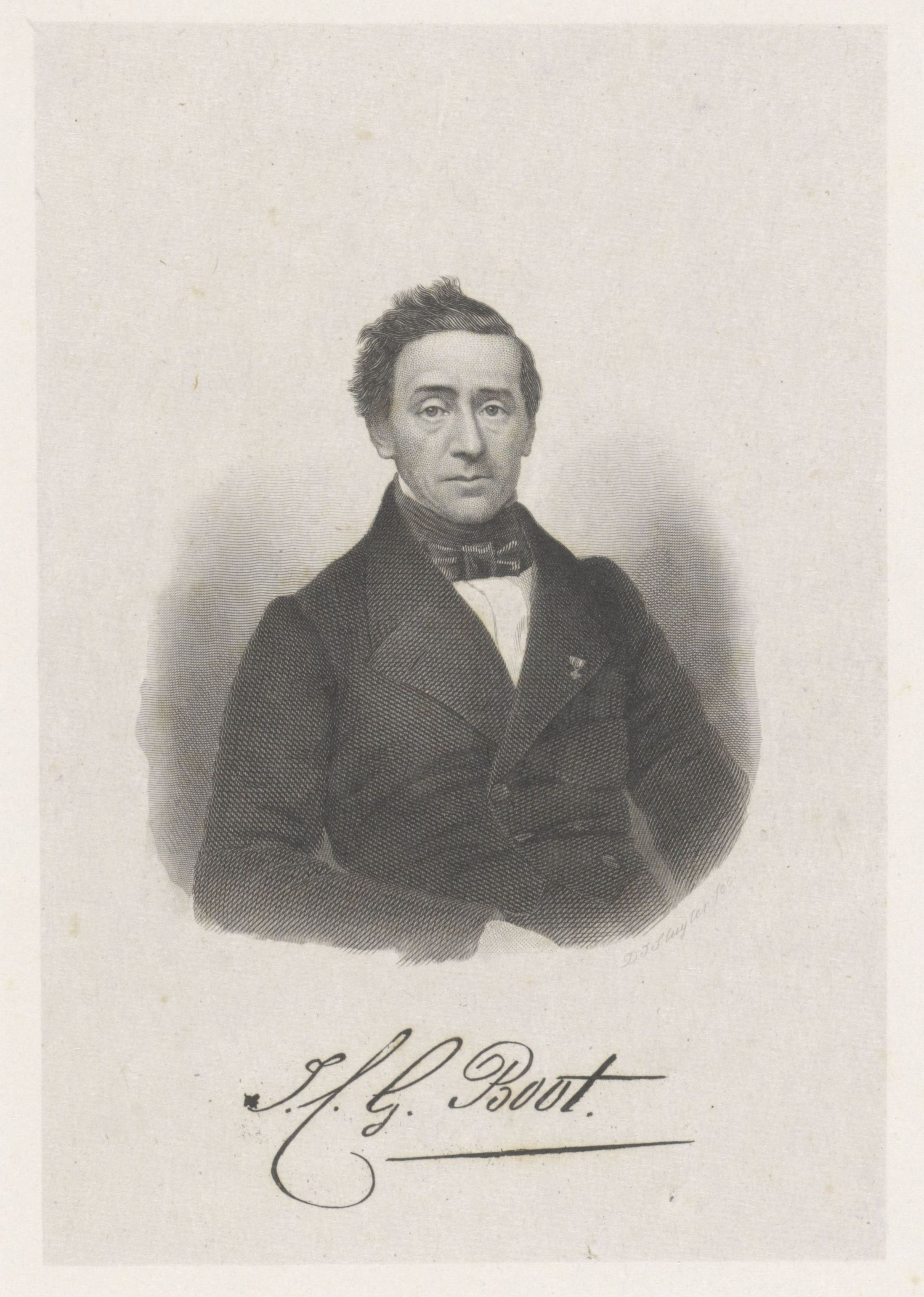
Johan Cornelis Gerard Boot
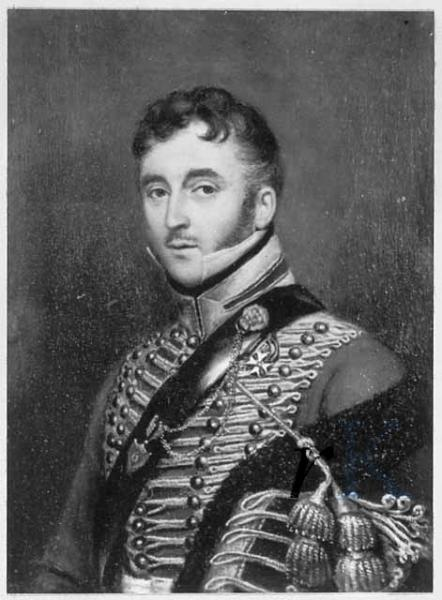
Willem François Boreel
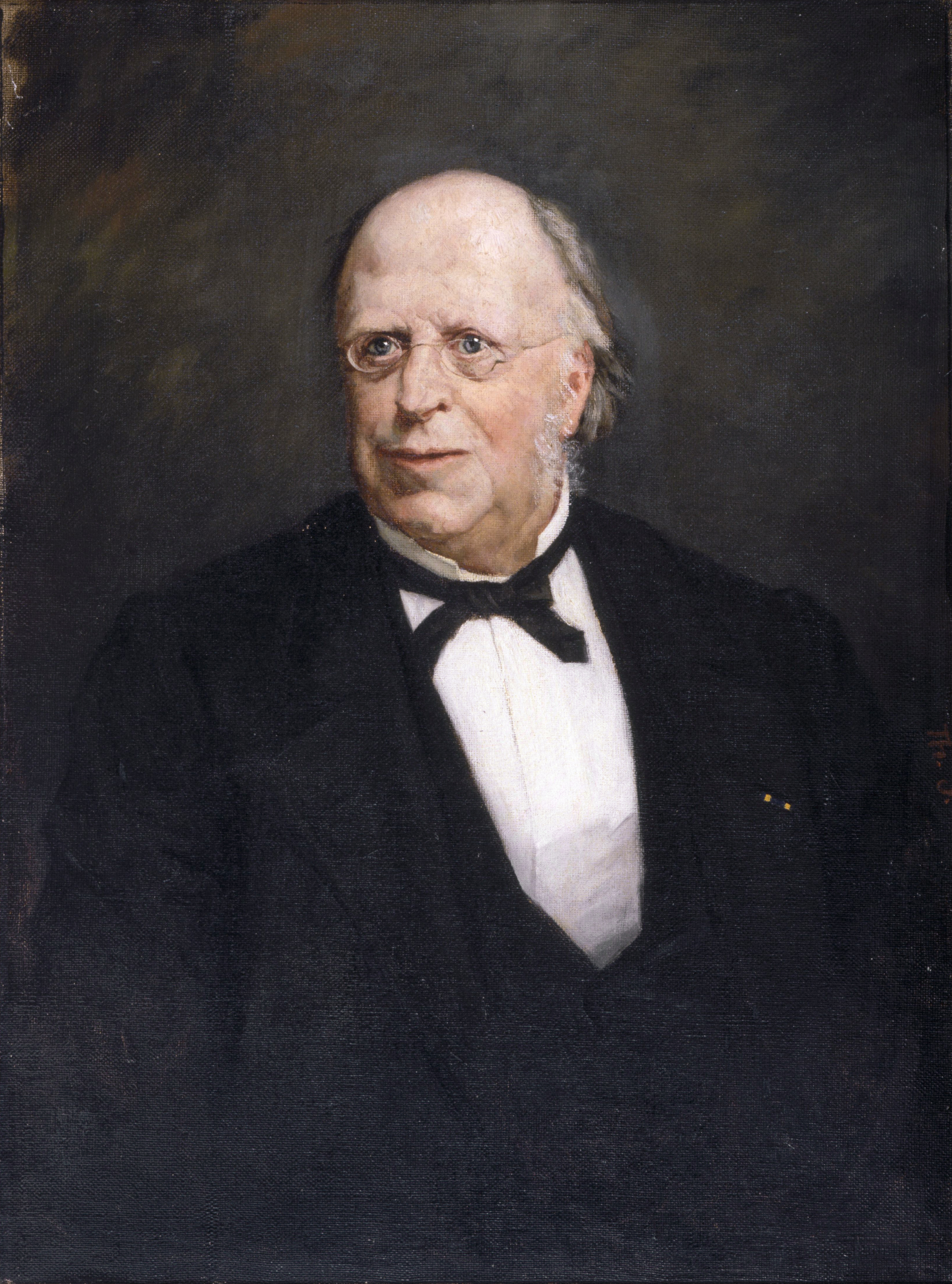
Jeronimo de Bosch Kemper
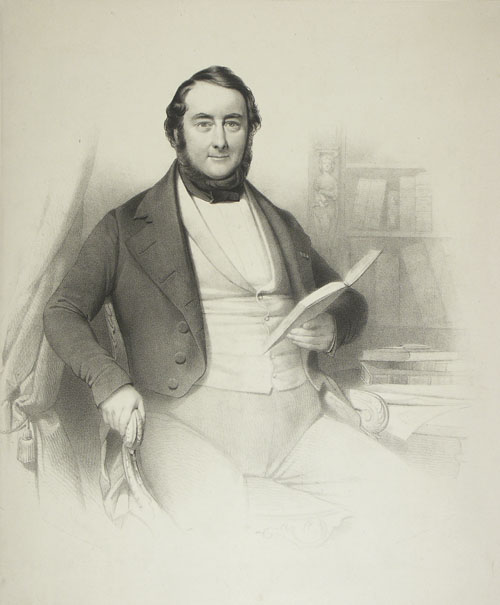
George Isaäc Bruce
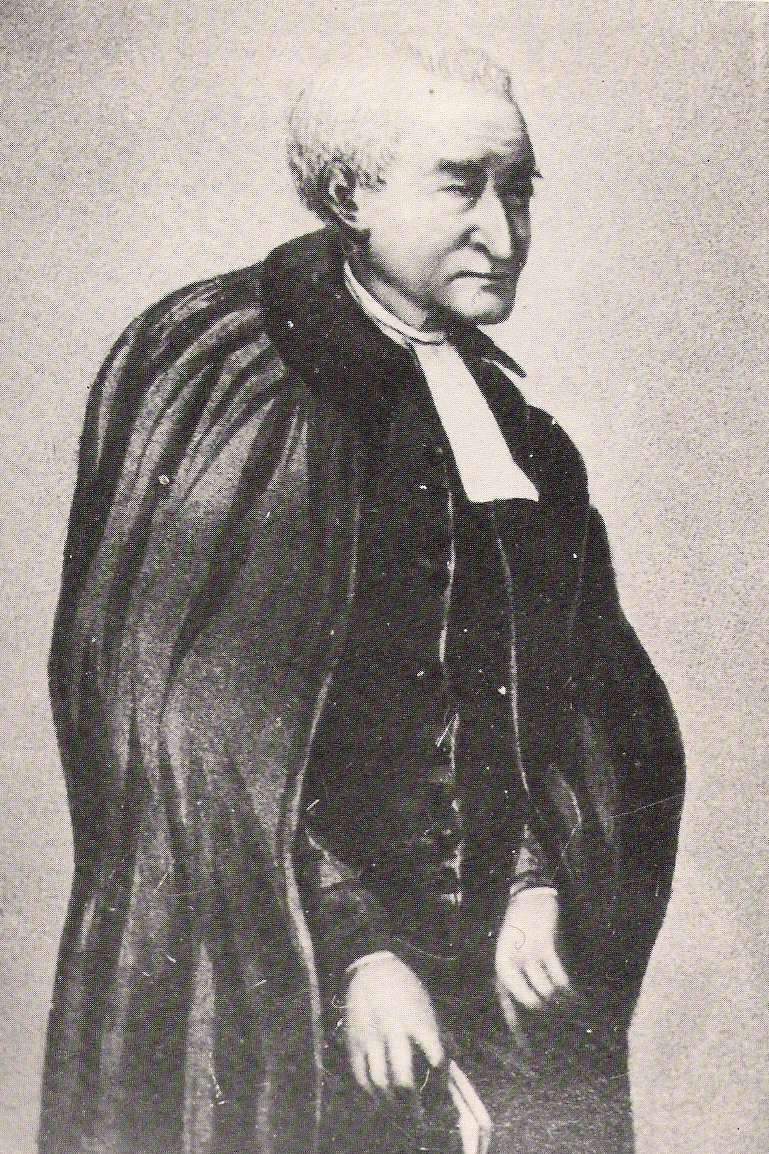
Huibert Jacobus Budding
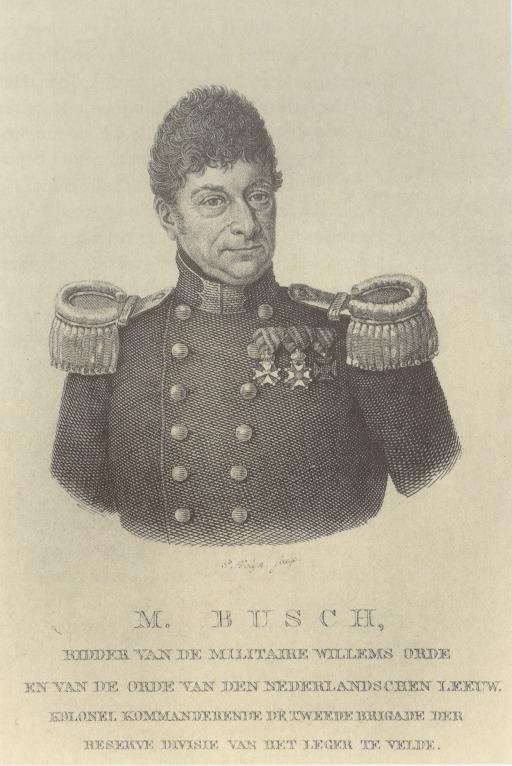
Marcus Busch

## C
| - Alexis Capiaumont - David Hendrik Chassé - Jean Baptiste Cleerens - Charles Theodore Jean de Constant Rebecque | - Pierre Francois Athanase le Cocq d'Armandville - Jean Victor de Constant Rebecque - Christiaan Cordes - Gijsbertus Martinus Cort Heyligers |

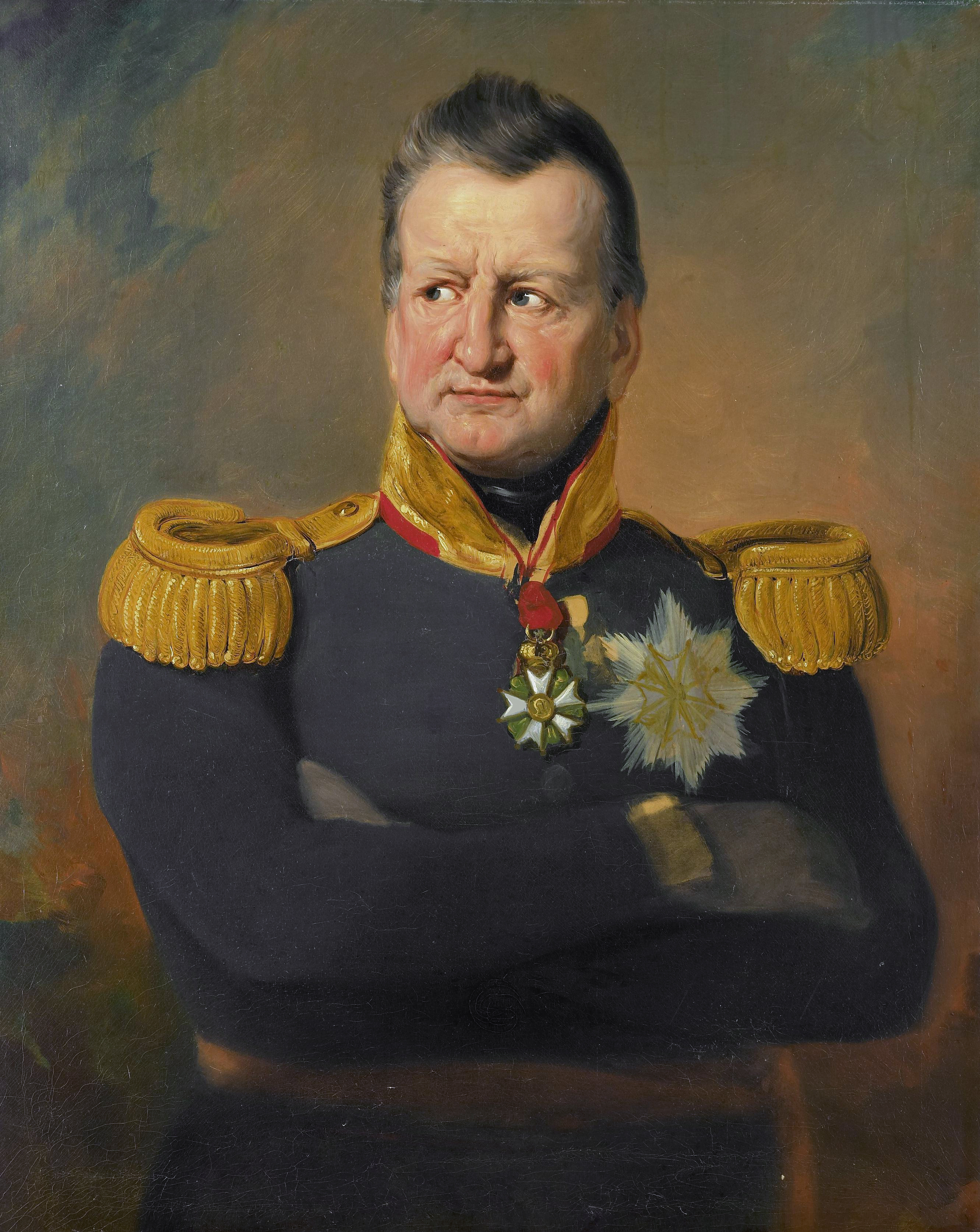
David Hendrik Chassé
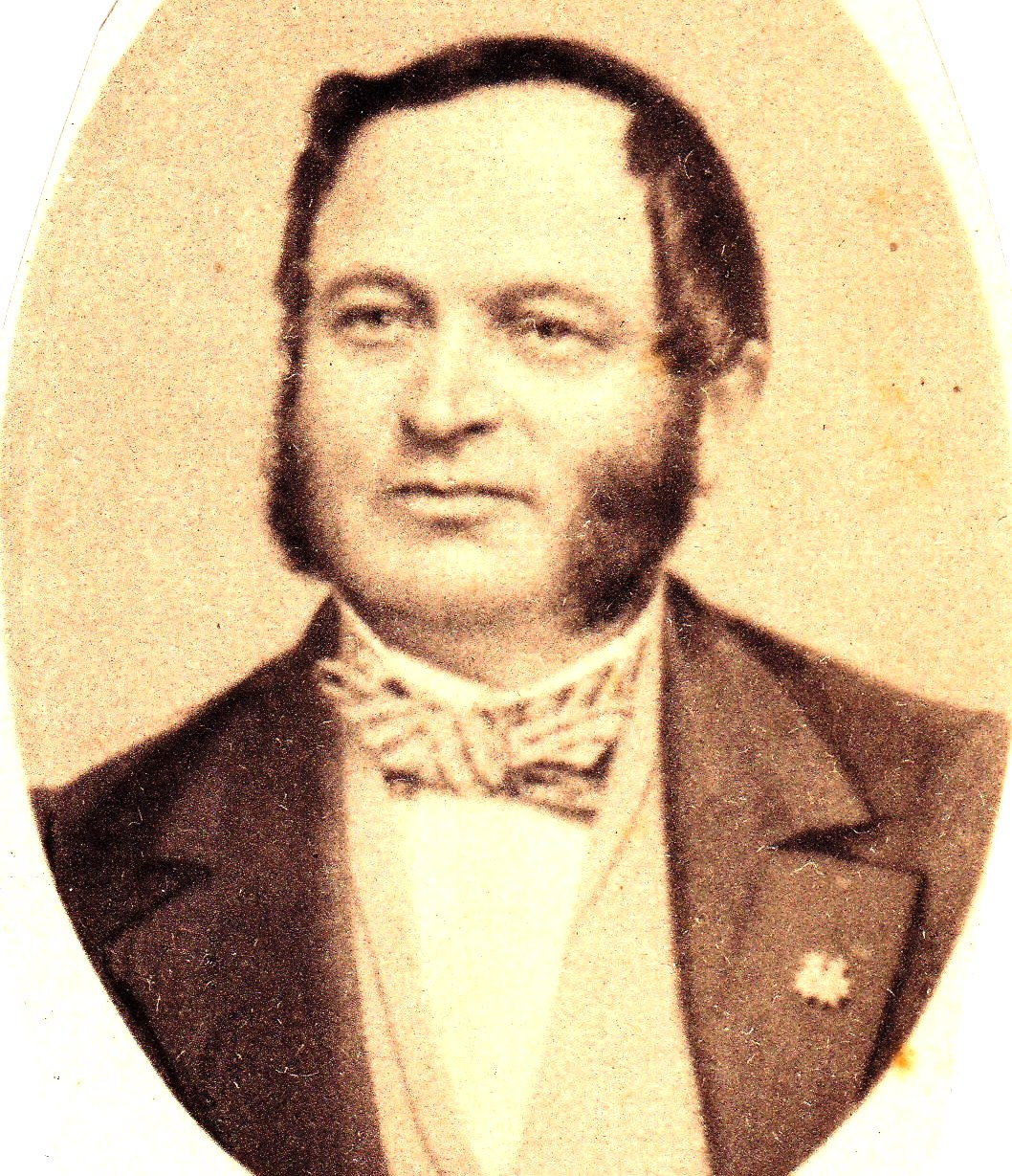
Charles Theodore Jean de Constant Rebecque
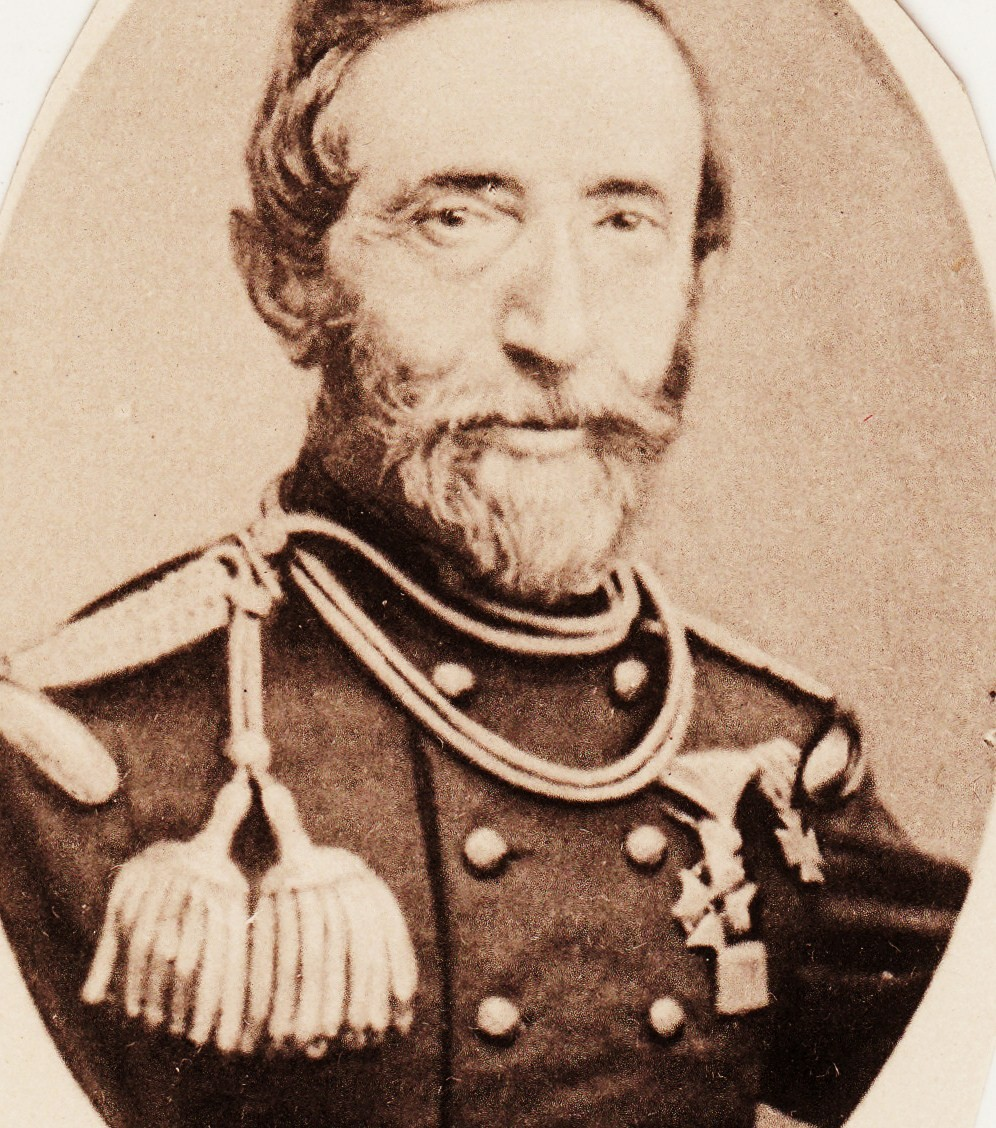
Pierre Francois Athanase le Cocq d'Armandville
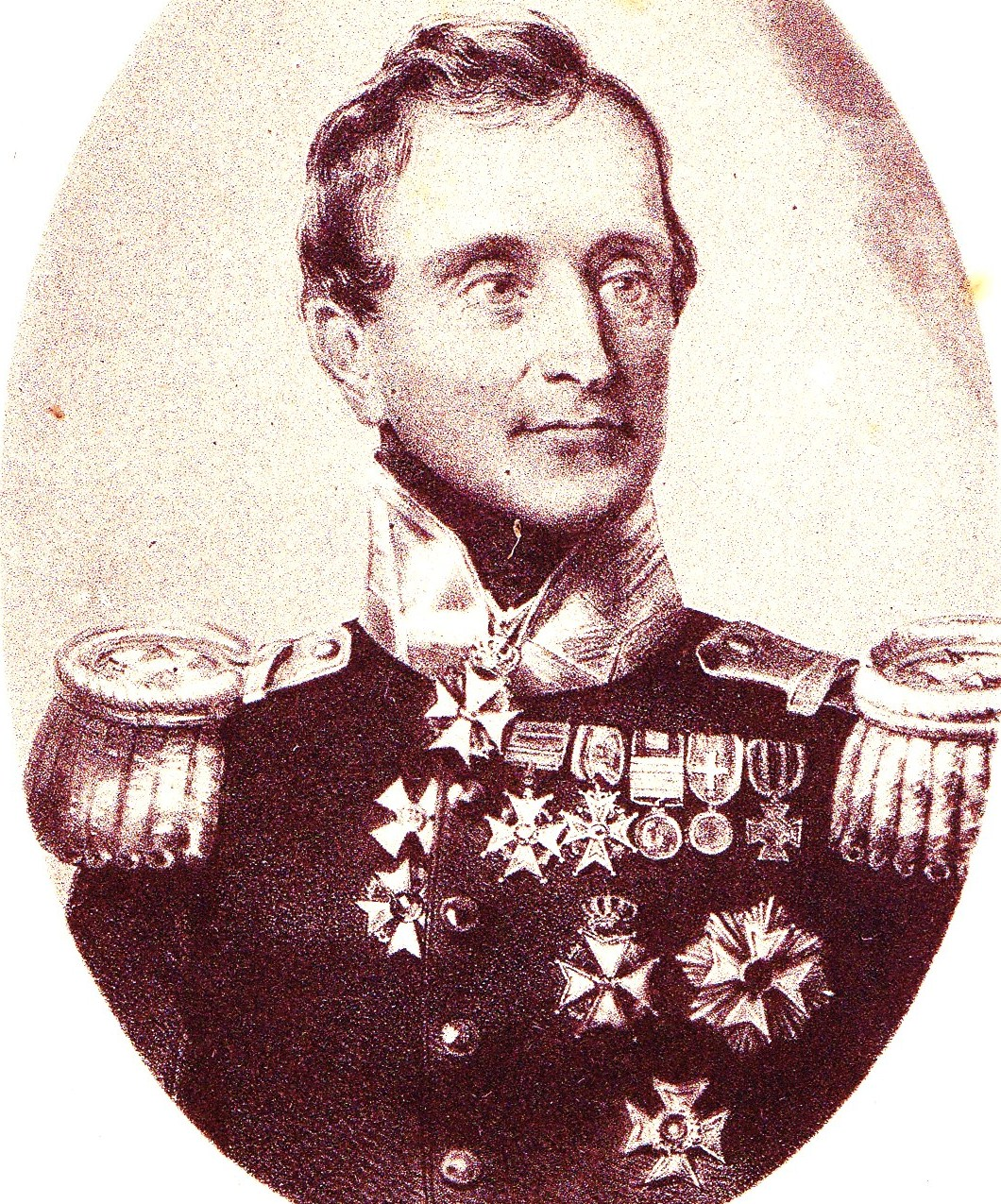
Jean Victor de Constant Rebecque
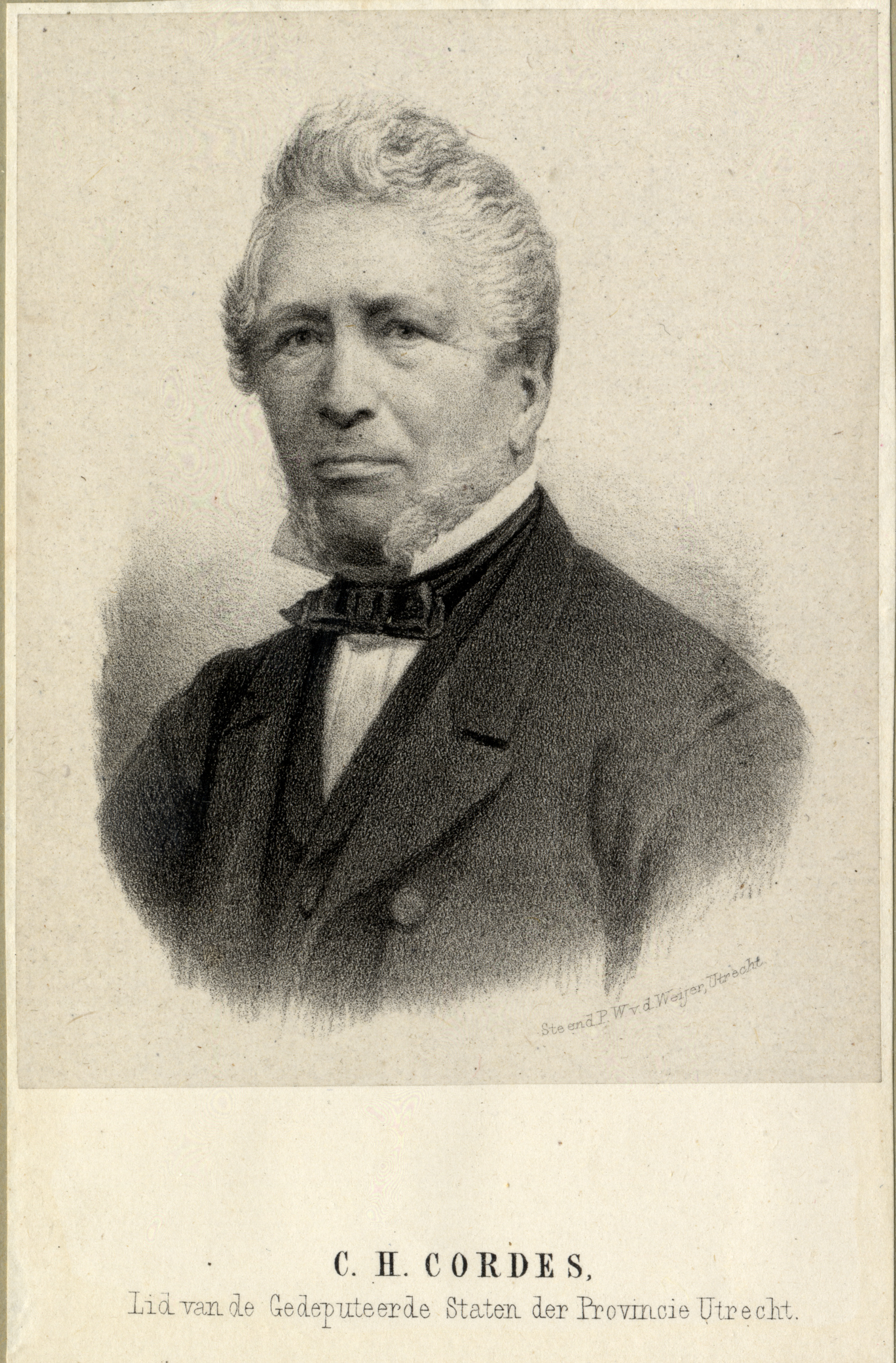
Christiaan Cordes
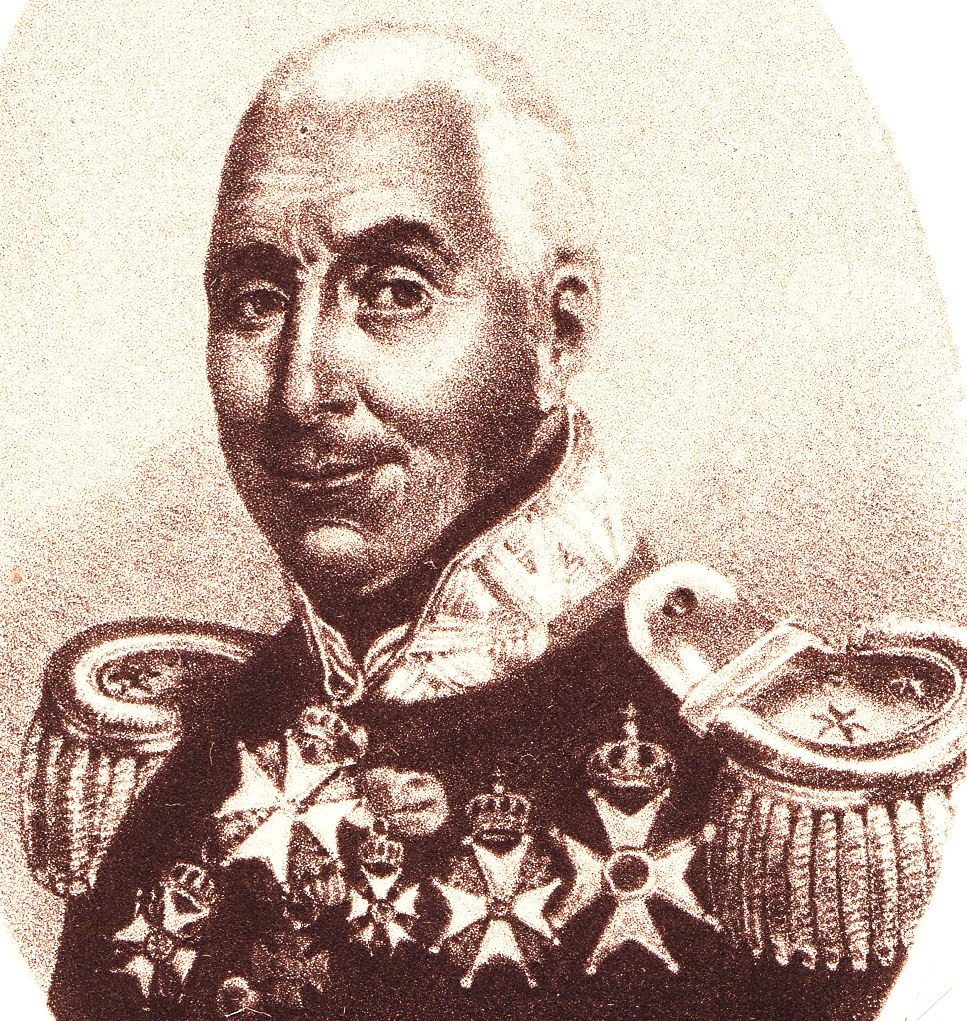
Gijsbertus Martinus Cort Heyligers

## D
| - Pieter Albert von Daehne - Nicolas Joseph Daine - Edmond Willem van Dam van Isselt - Willem Theodore Gevers Deynoot - Félix Albert Théodore Delprat - Bernard Dibbets | - Nicolaas Bernhard Donkersloot - Albertus Jacobus Duymaer van Twist - Jean François Dumonceau - Pierre Dupont - Frederik Willem Cornelis Dyserinck Dekker |

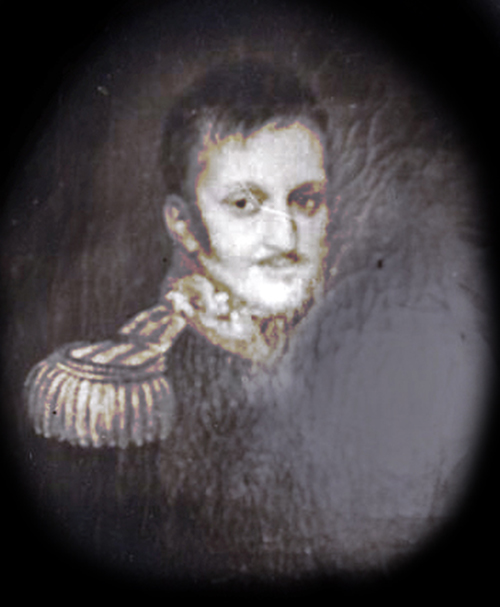
Pieter Albert von Daehne
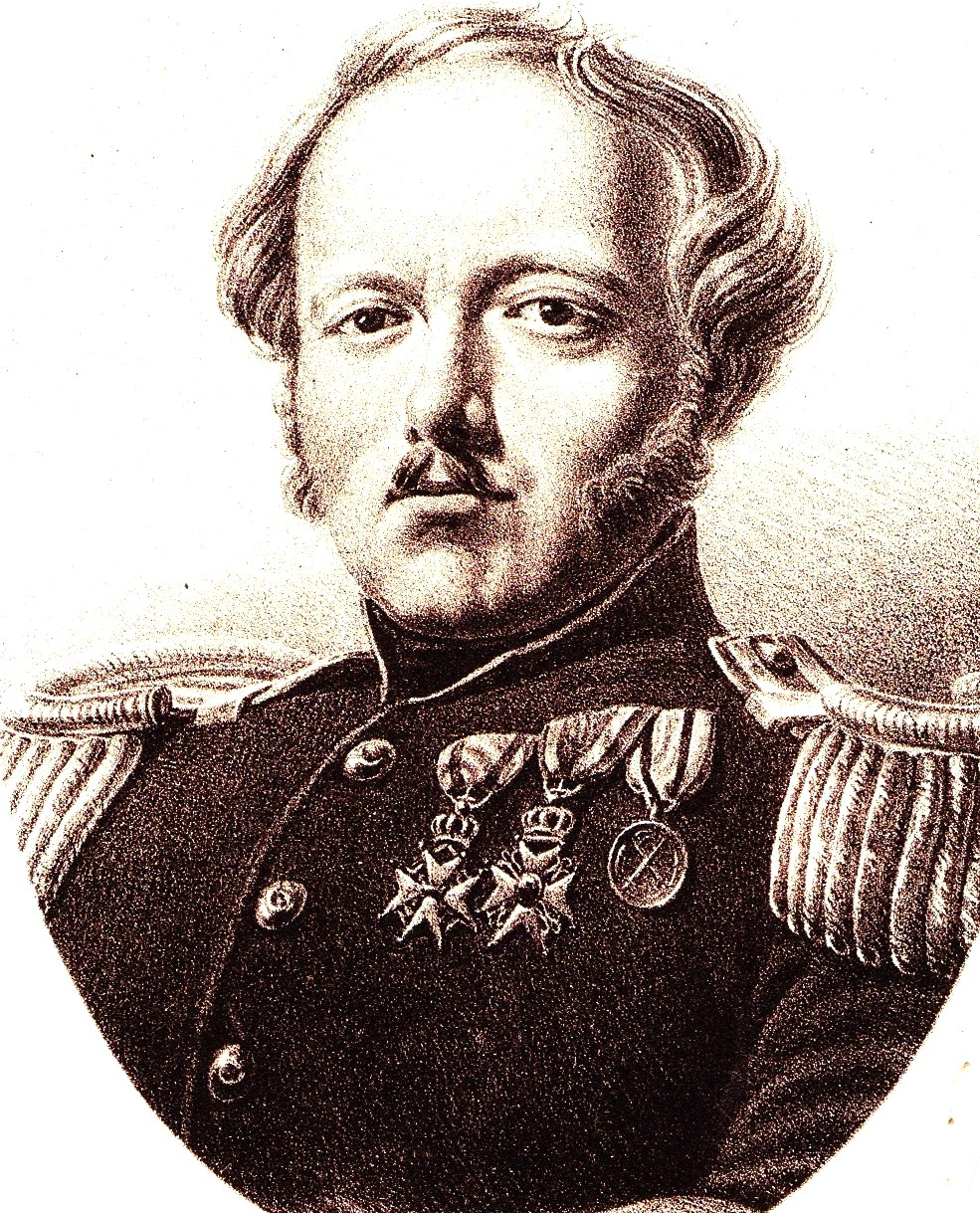
Edmond Willem van Dam van Isselt
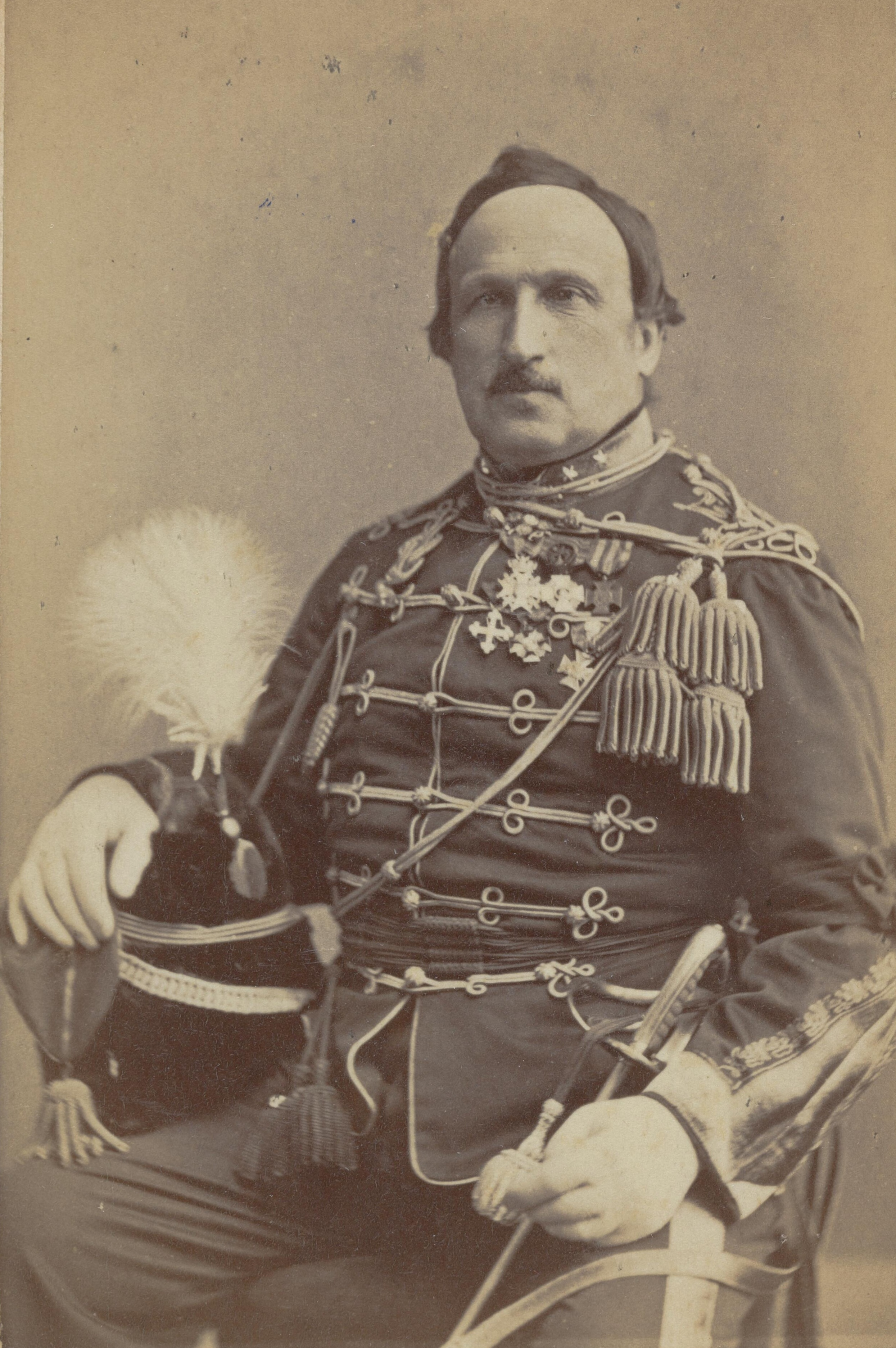
Félix Albert Théodore Delprat
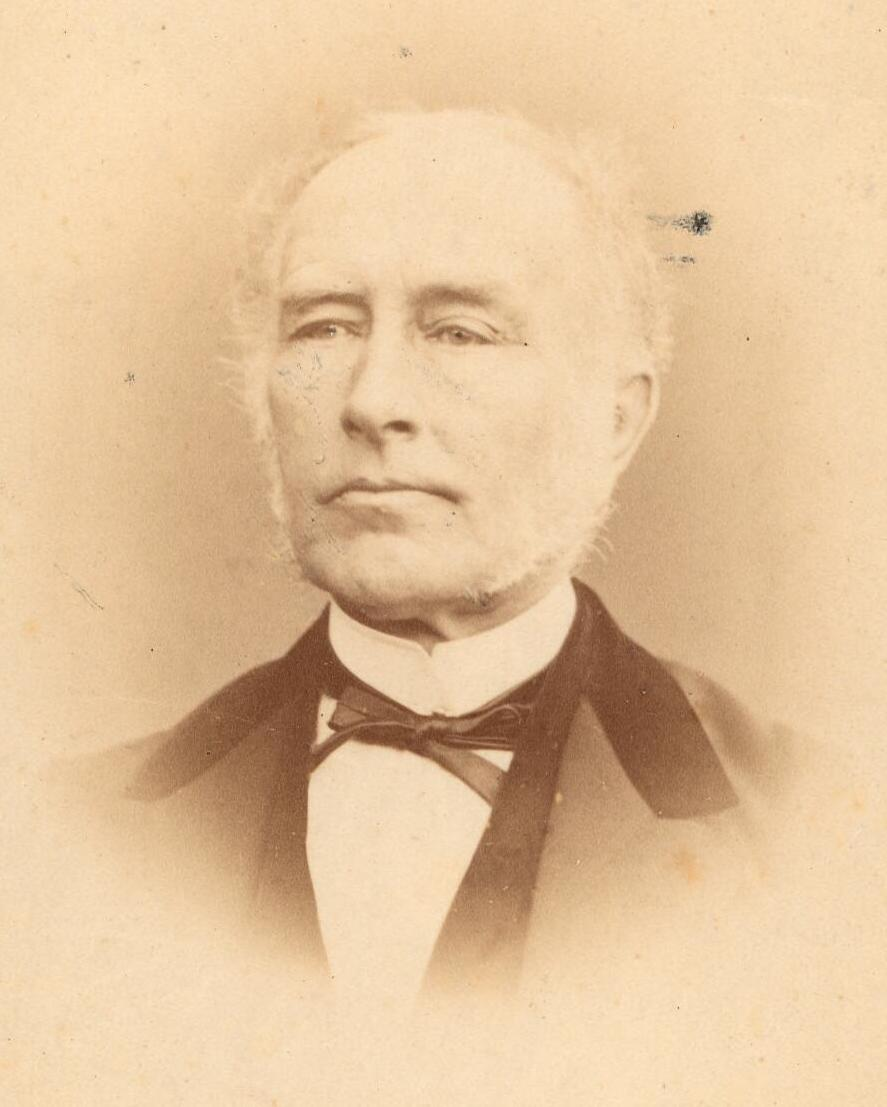
Willem Theodore Gevers Deynoot
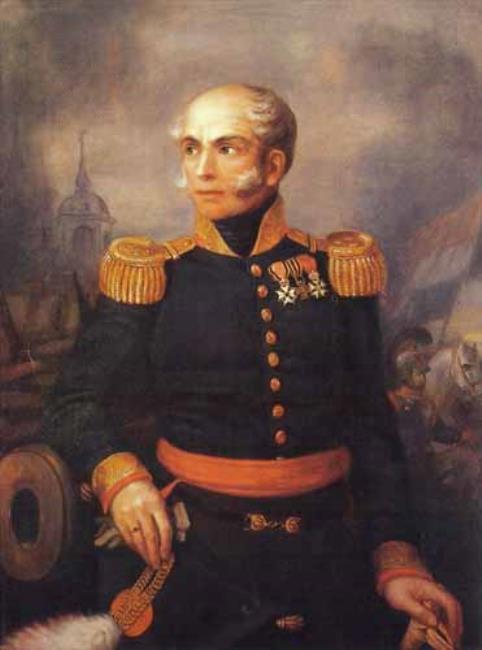
Bernard Dibbets
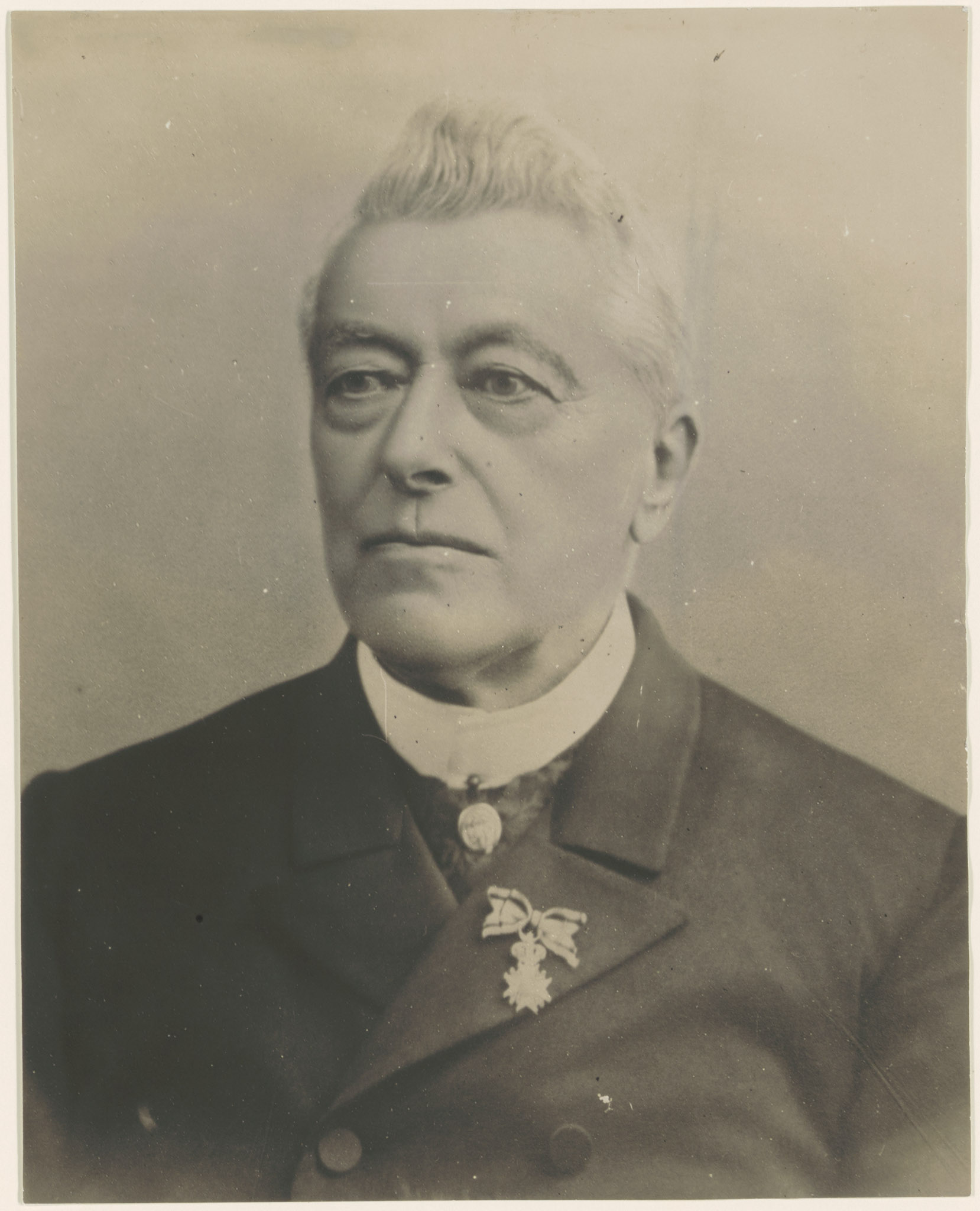
Nicolaas Bernhard Donkersloot
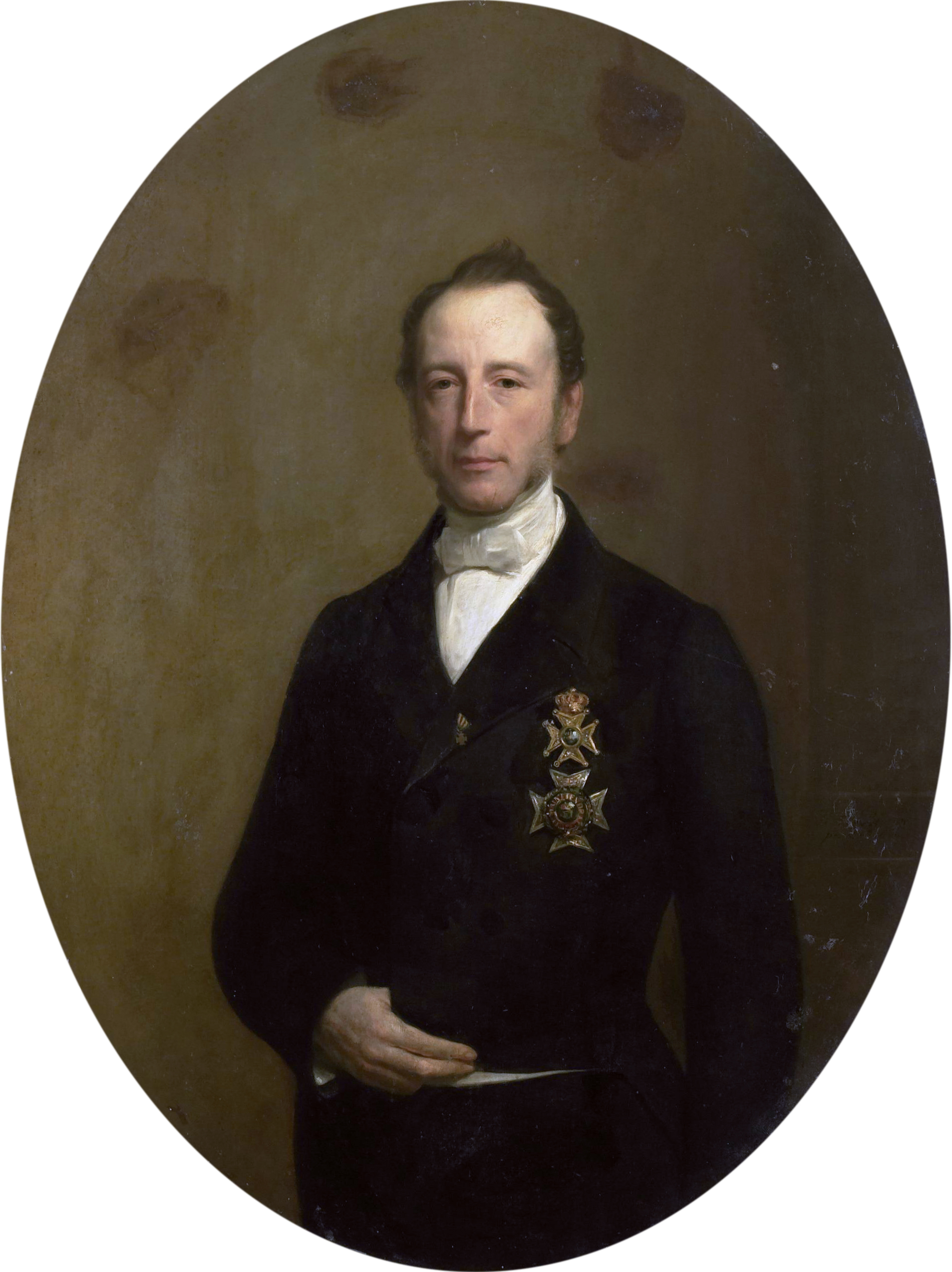
Albertus Jacobus Duymaer van Twist
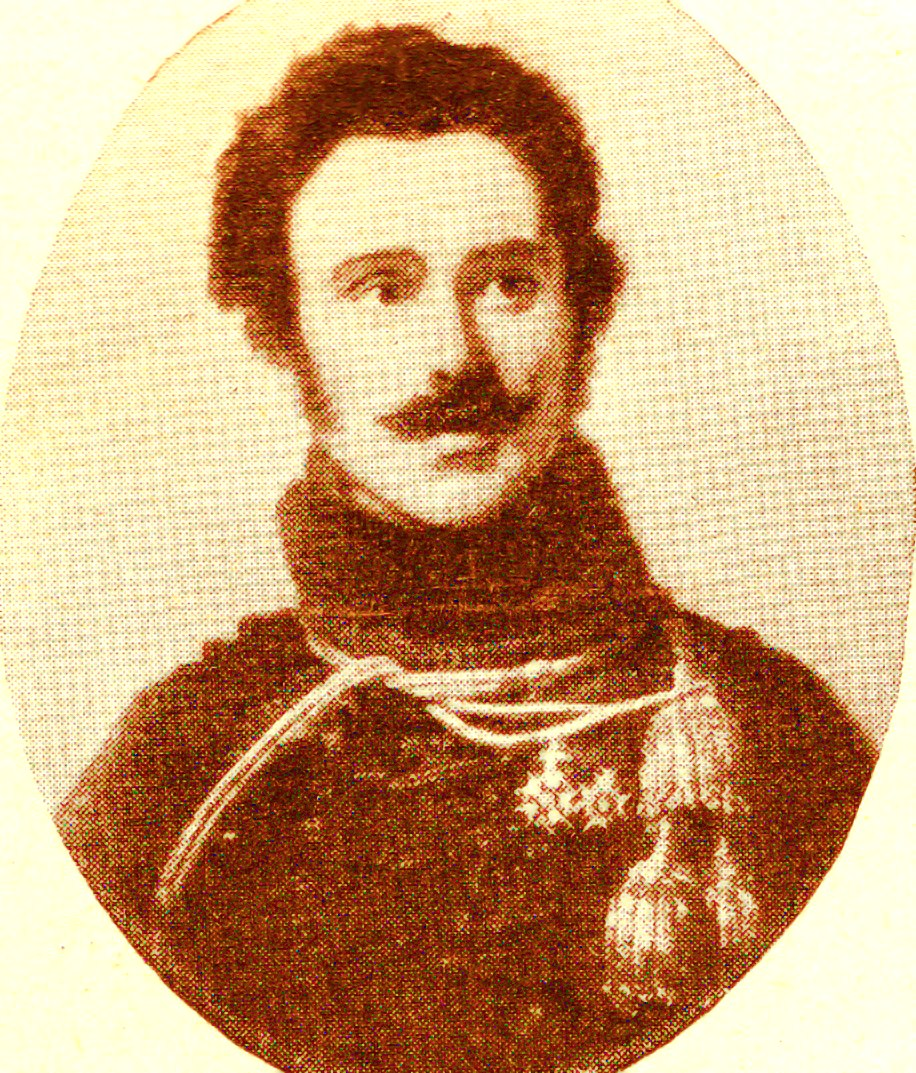
Jean François Dumonceau

## E

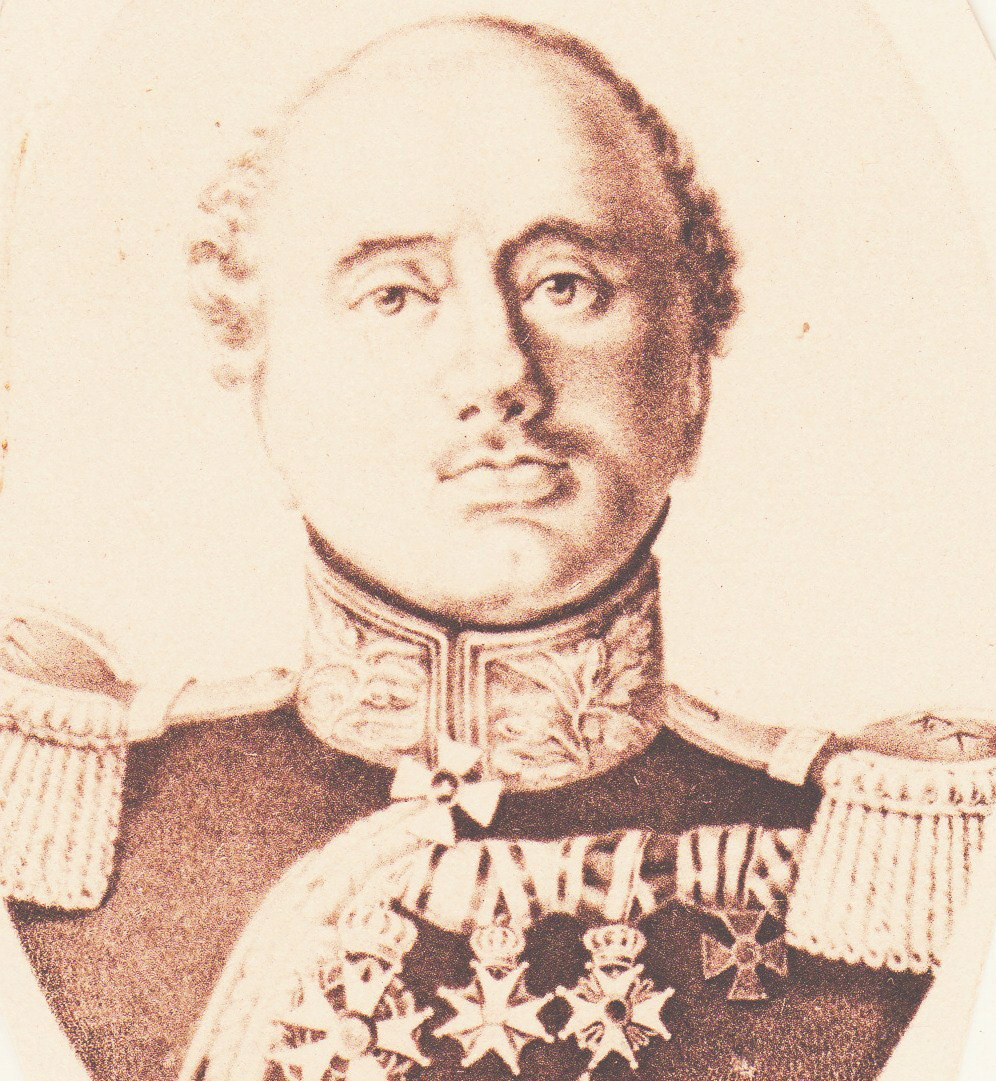
Jacob Nicolaes Everts

- Jacob Nicolaes Everts

## F
Derk Jans Froling 
Geboren te Bellingwolde, 03_-01-1812
Overleden te Winschoten, 09-12-1892
drager citadelmedaille 1830/1831
detail: latere echtgenote was marketenster.
| - Gerhardus Cornelis Fabius - Gerhard Jan Fabius - Petrus Rutgardus Falter - Clement de Favauge |

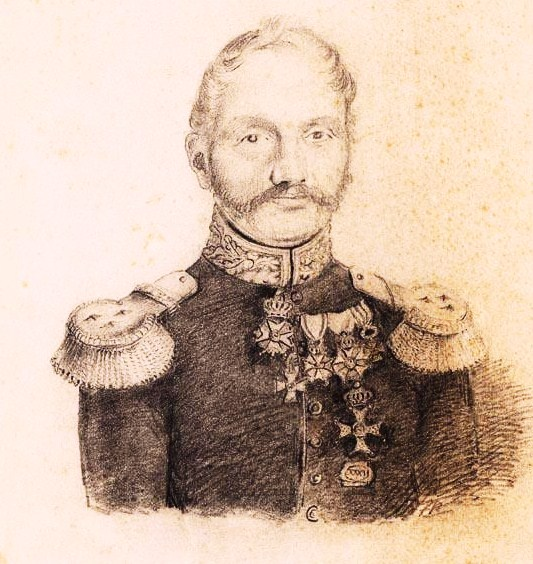
Petrus Rutgardus Falter

## G
| - Friedrich Balduin von Gagern - Nicolaas Christiaan de Galliëris - Louis Joseph Gantois - Josephus Jacobus van Geen - Mattheus van Geen | - Alexandre Gendebien - Étienne Maurice Gérard - Willem Theodore Gevers Deynoot - Adriaan Rudolph Willem Gey van Pittius | - Joan Lodewijk Gerhard Gregory - Jan Goeverneur - Joan Lodewijk Gerhard Gregory - Nicolaas Emanuel Frederik von Gumoëns |

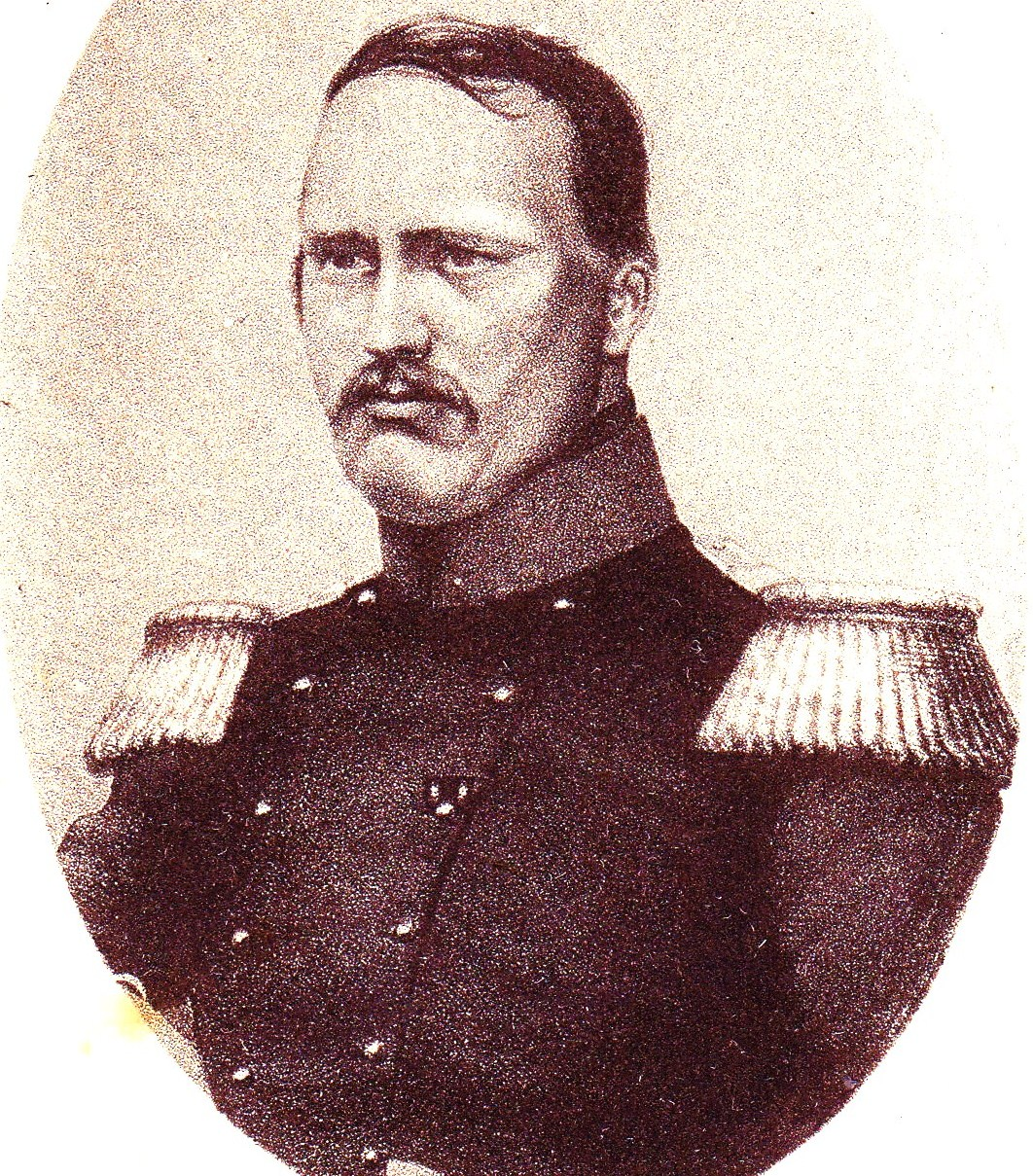
Friedrich Balduin von Gagern
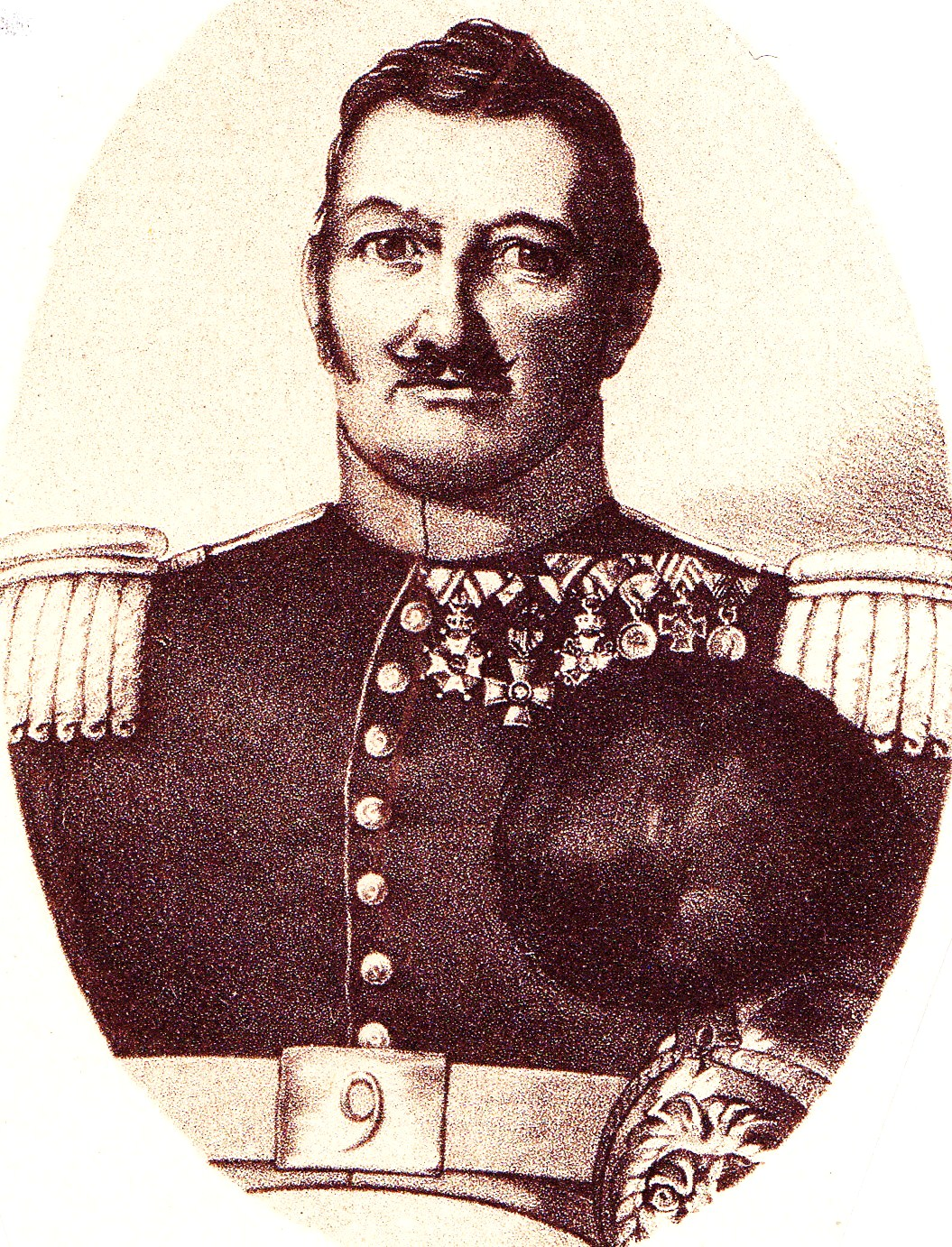
Nicolaas Christiaan de Galliëris
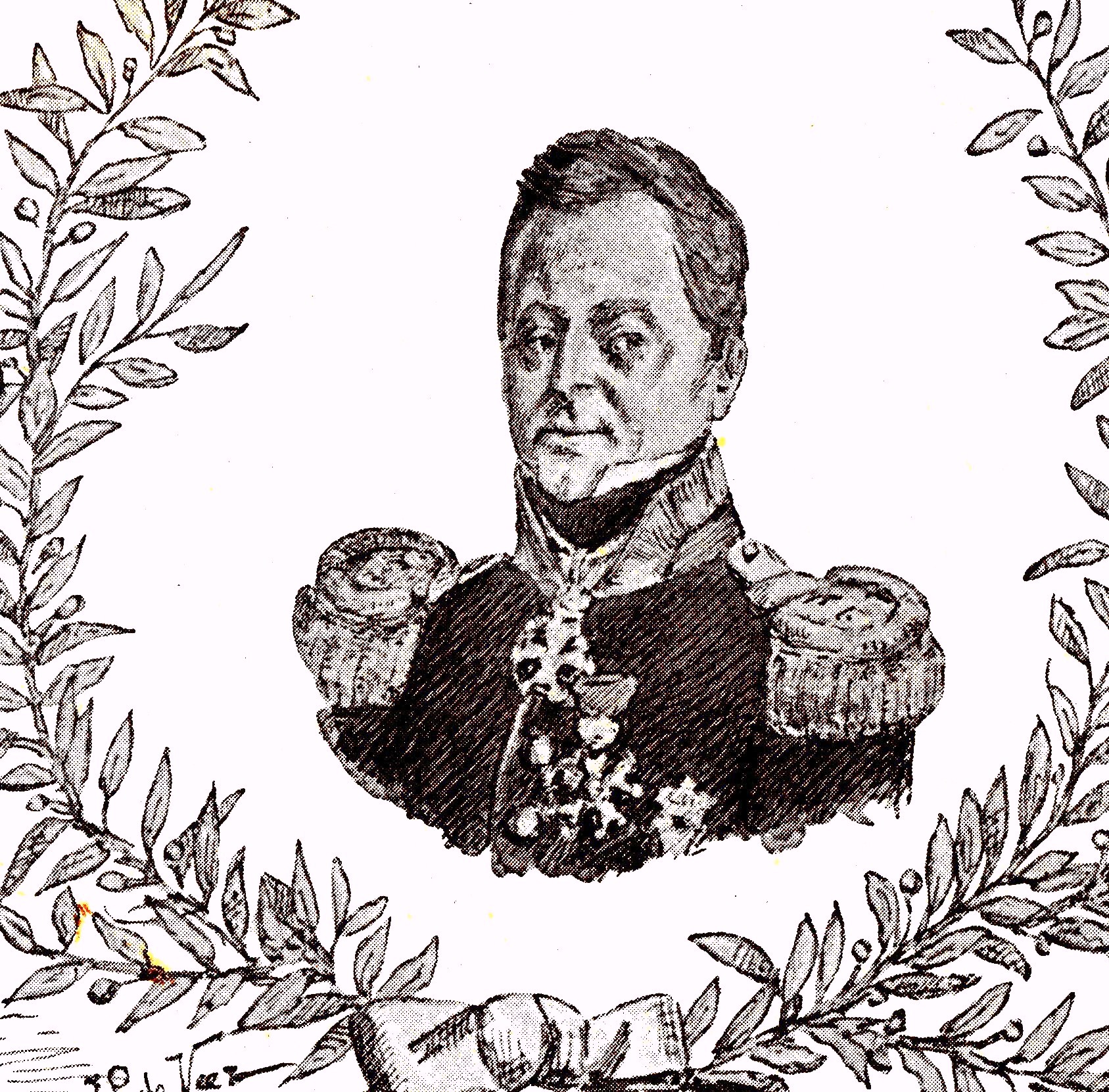
Josephus Jacobus van Geen
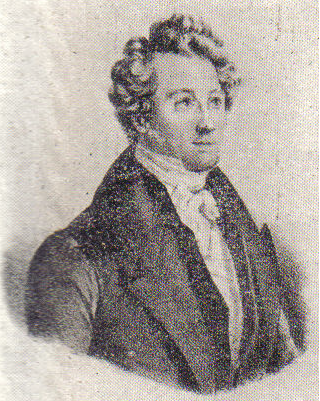
Alexandre Gendebien
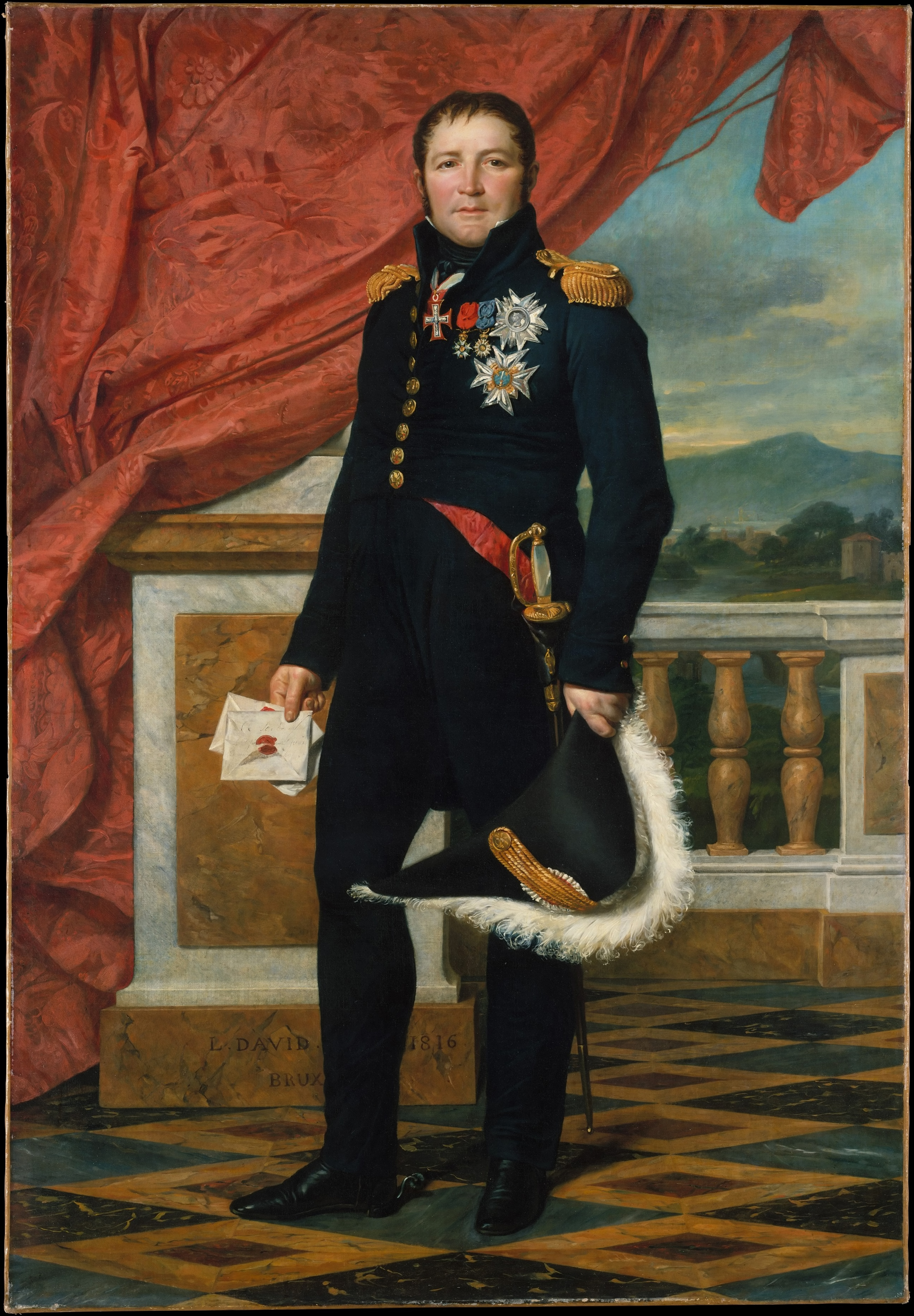
Étienne Maurice Gérard
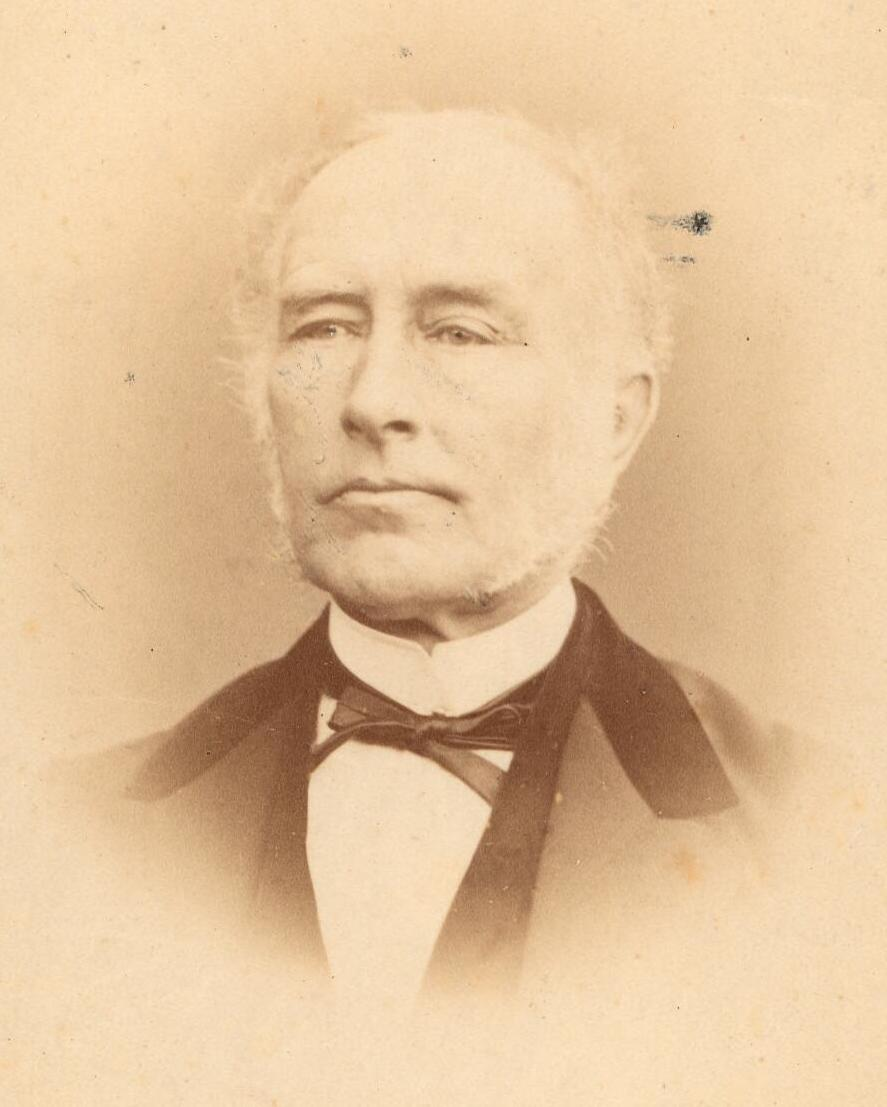
Willem Theodore Gevers Deynoot
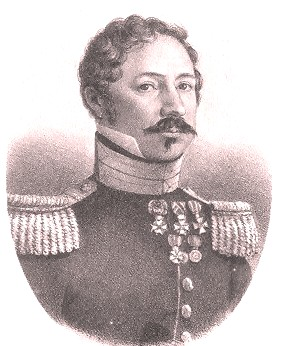
Adriaan Rudolph Willem Gey van Pittius
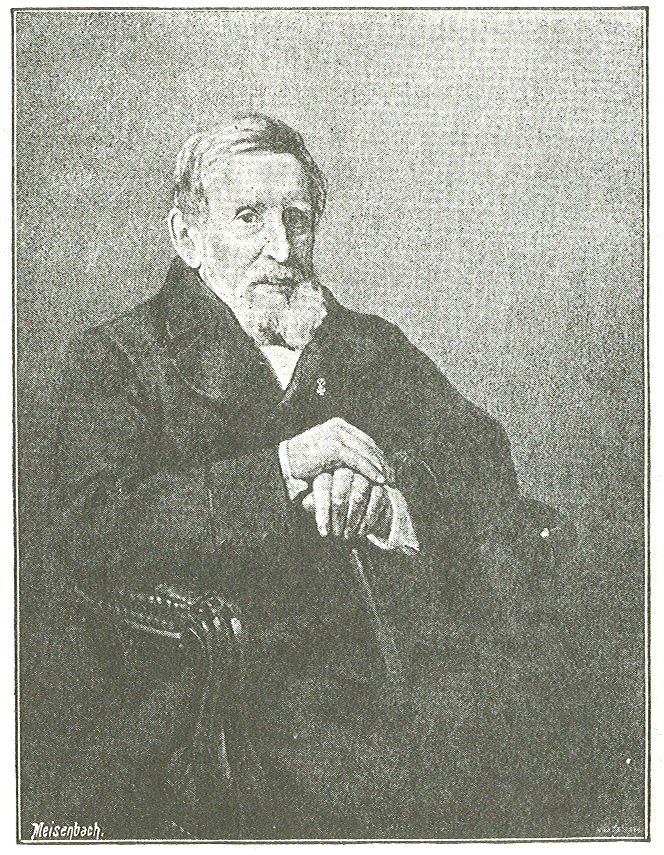
Jan Goeverneur
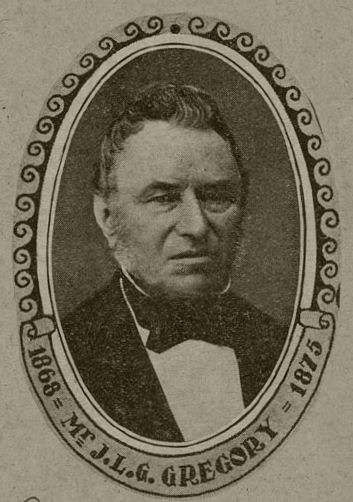
Joan Lodewijk Gerhard Gregory
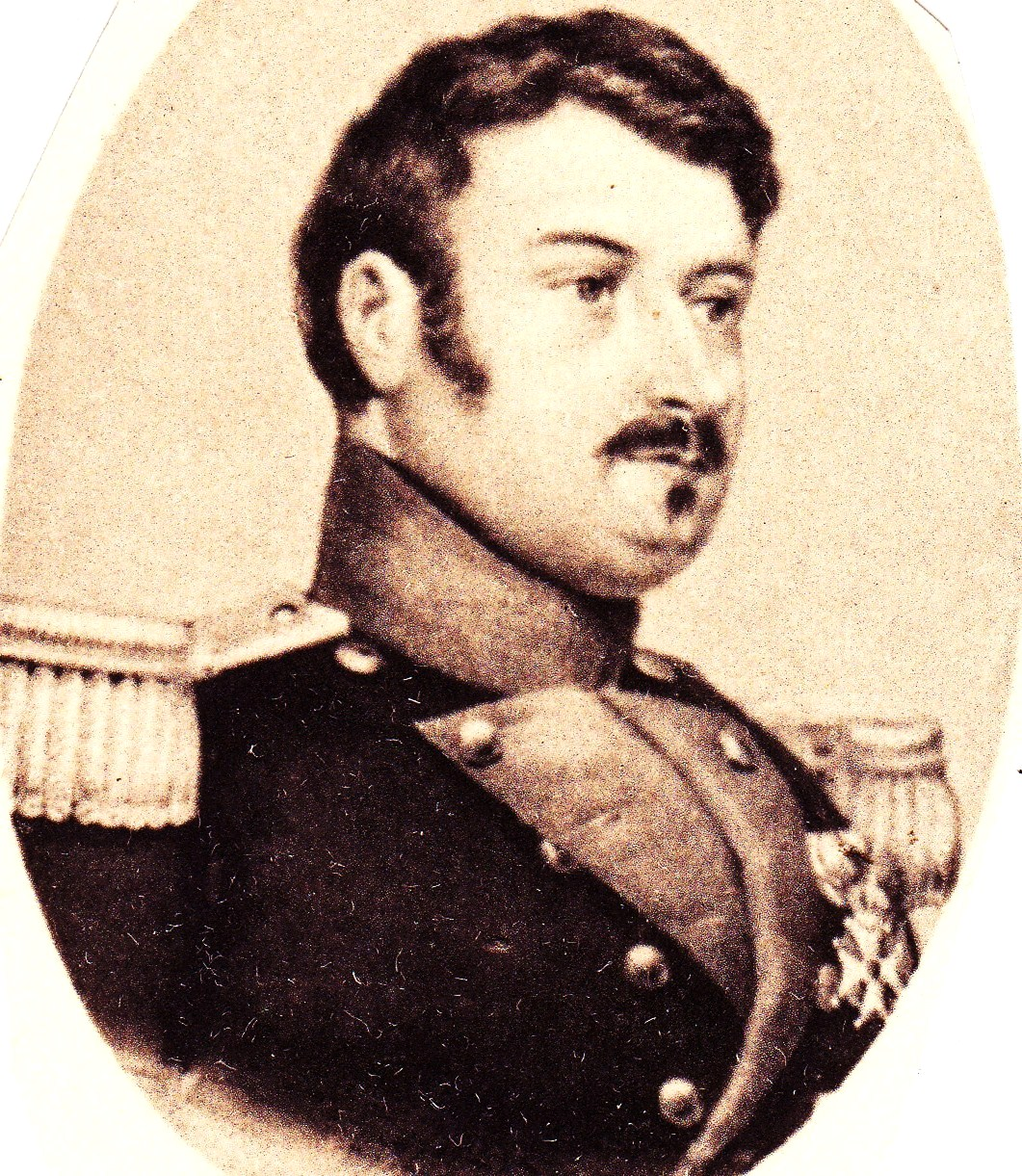
Nicolaas Emanuel Frederik von Gumoëns

## H
| - Cornelis de Haan - Johannes Petrus Hasebroek - Louis van Heiden Reinestein - Jacobus Hojel - Paulus Statius Reinier van Hooff | - Willem van der Hucht - Herman Ulrich Huguenin - Jan Hulst |

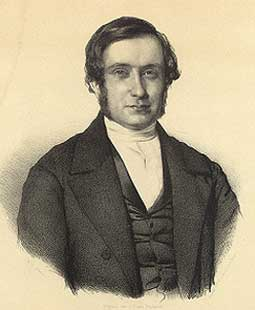
Johannes Petrus Hasebroek
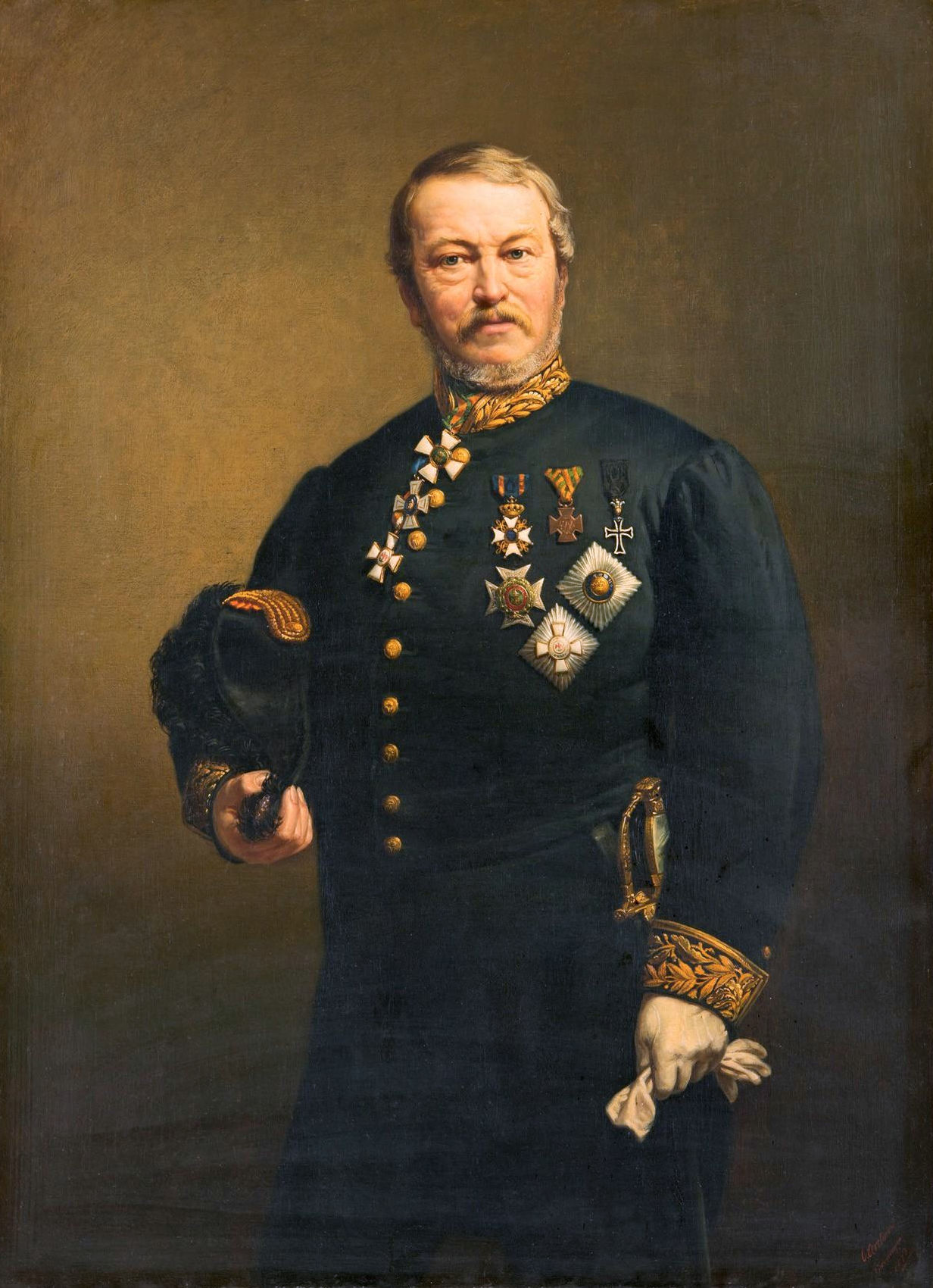
Louis van Heiden Reinestein
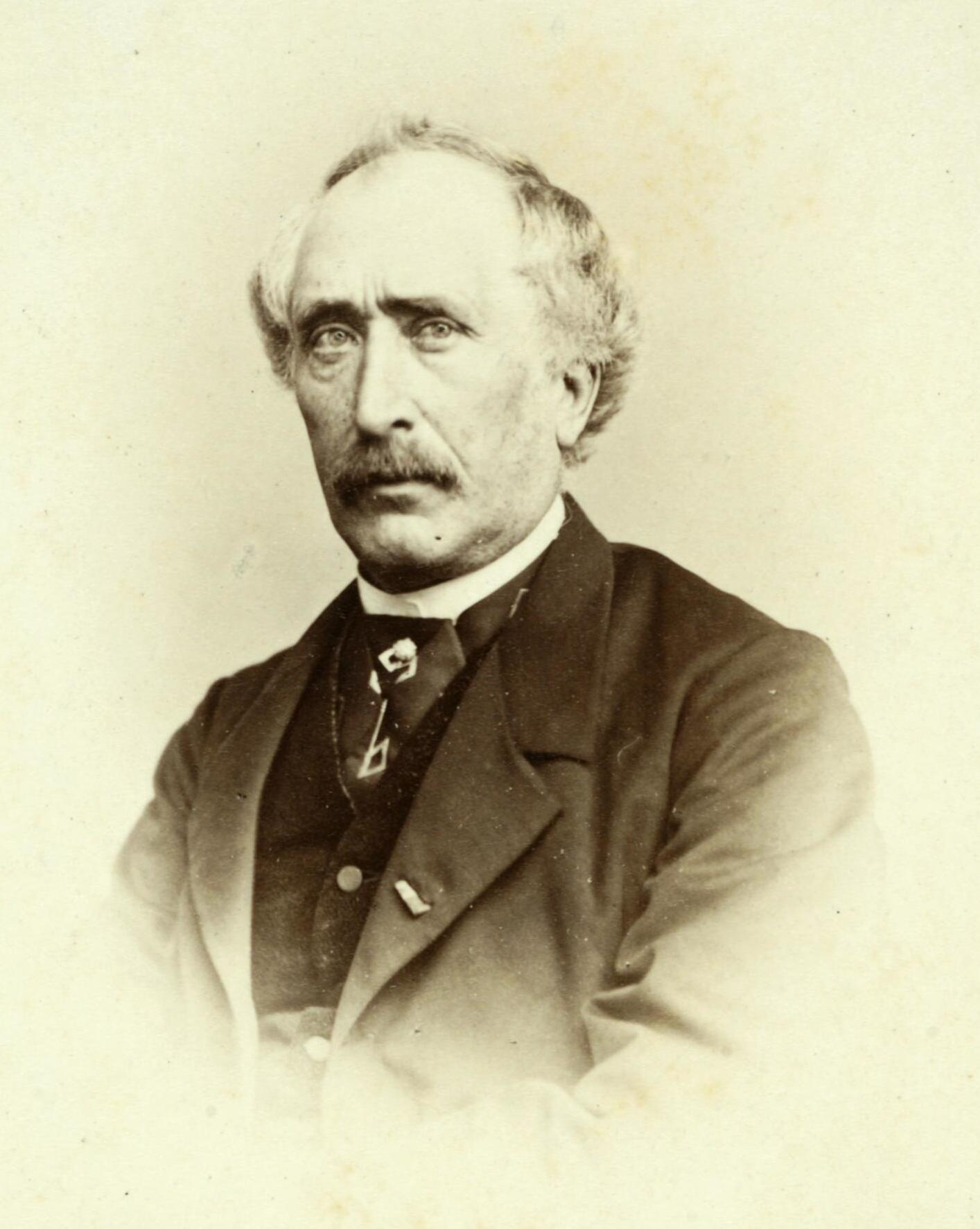
Willem van der Hucht
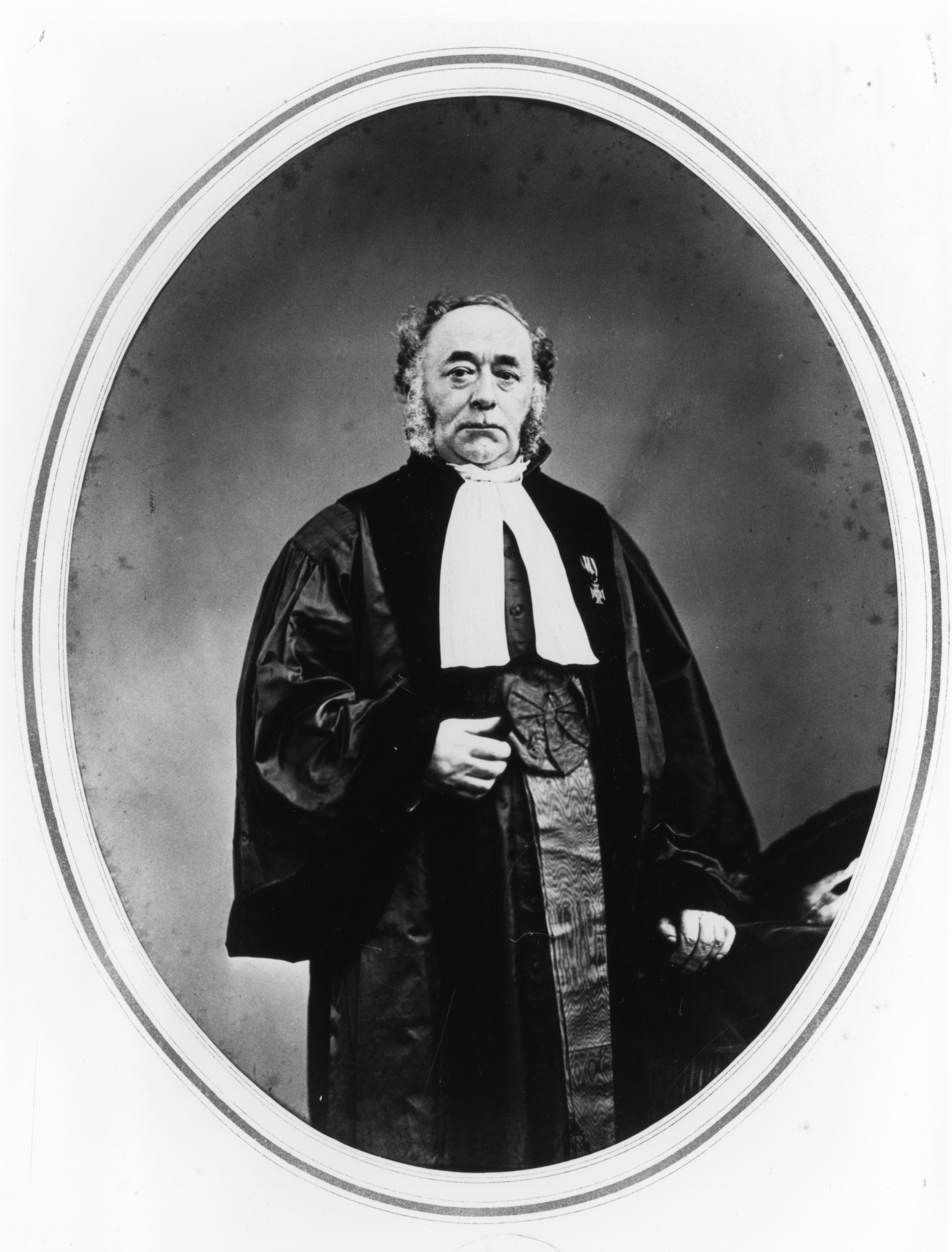
Herman Ulrich Huguenin

## I

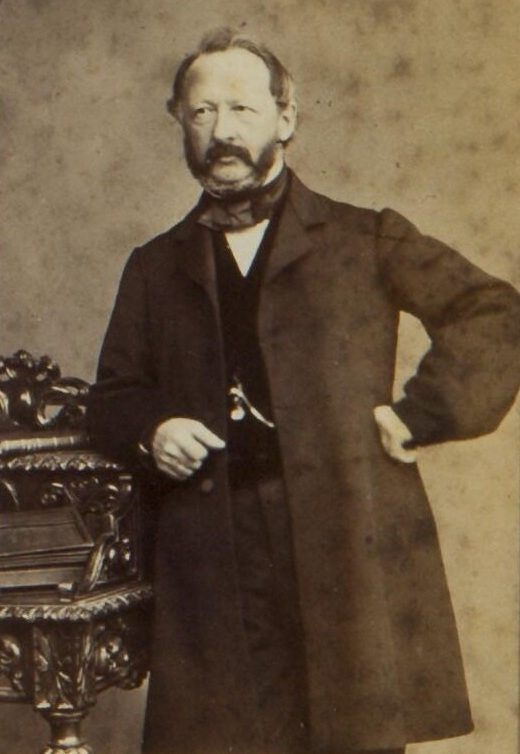
Gerhard Antony IJssel de Schepper
- Ferdinand Folef von Innhausen und Kniphausen
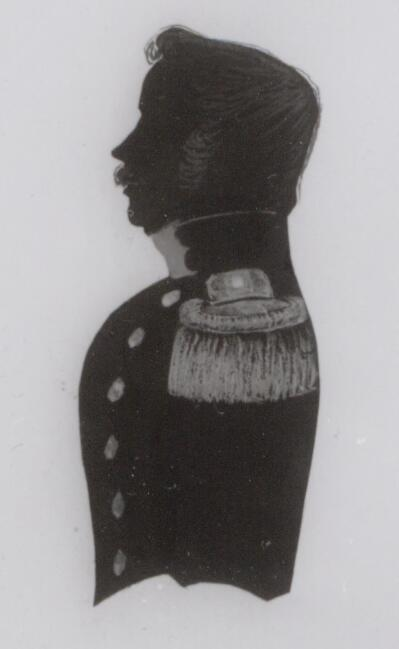
Jan Willem Cornelis van Ittersum

- Gerhard Antony IJssel de Schepper
- Jan Willem Cornelis van Ittersum

## K
| - Johannes Augustus Keurenaer - Nicolaas Pieter Jacob Kien - Rijnholt Antony Klerck | - Frederik Knotzer - Johannes Sixtus Gerhardus Koning - Martinus Kooijmans |

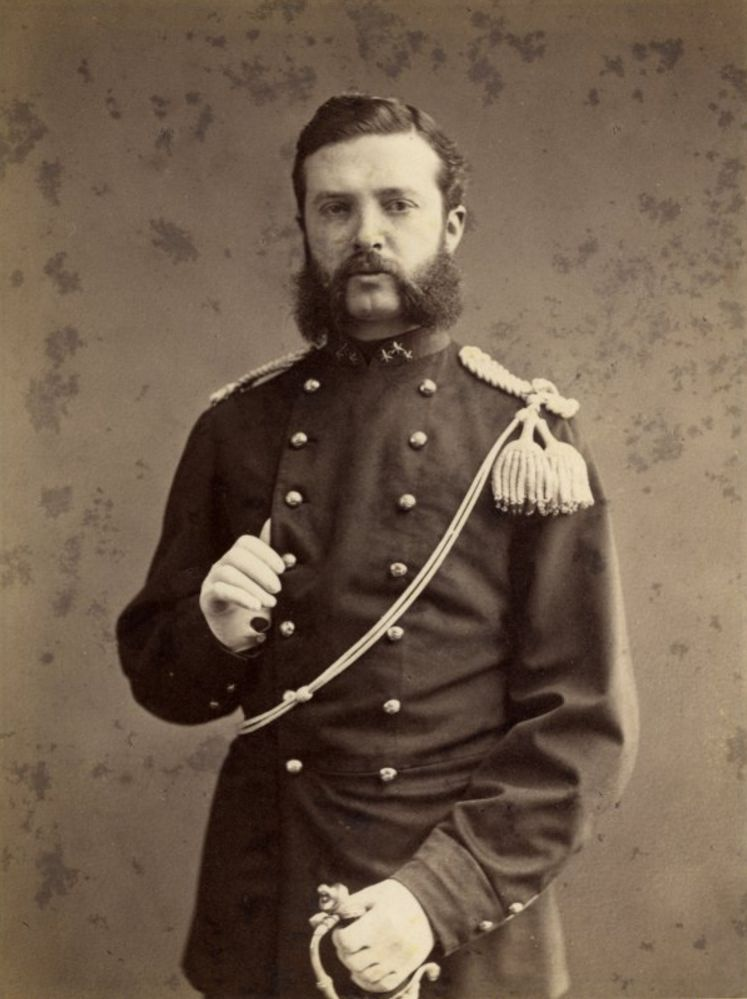
Johannes Augustus Keurenaer
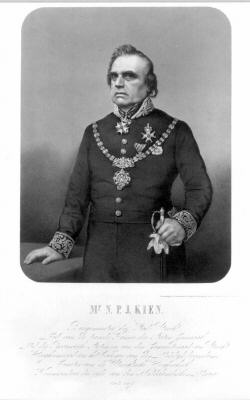
Nicolaas Pieter Jacob Kien
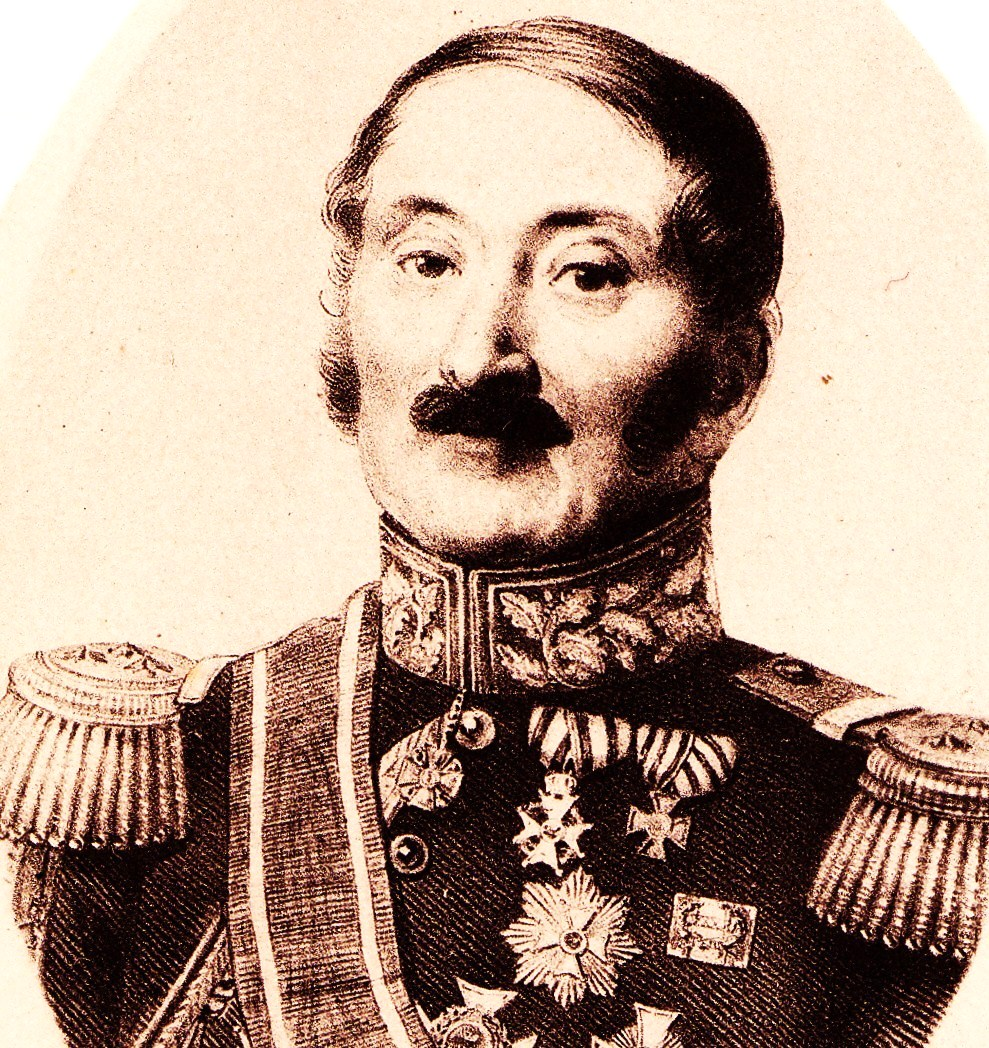
Rijnholt Antony Klerck
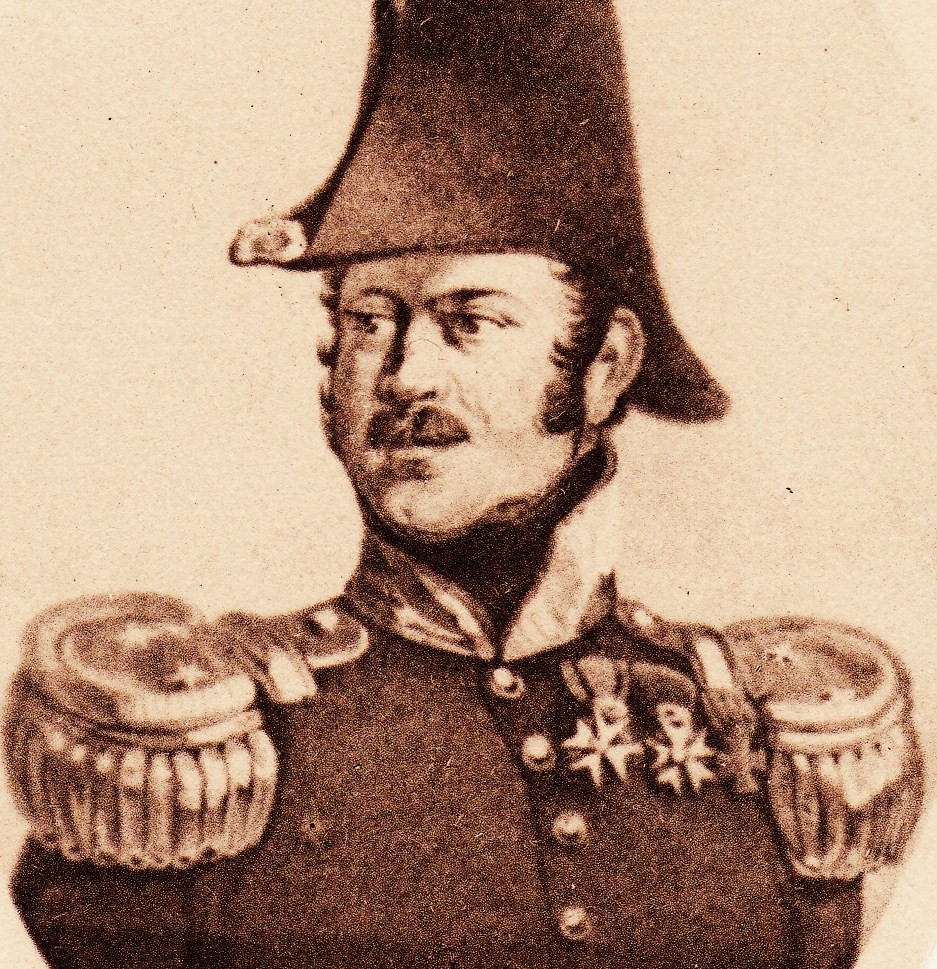
Frederik Knotzer
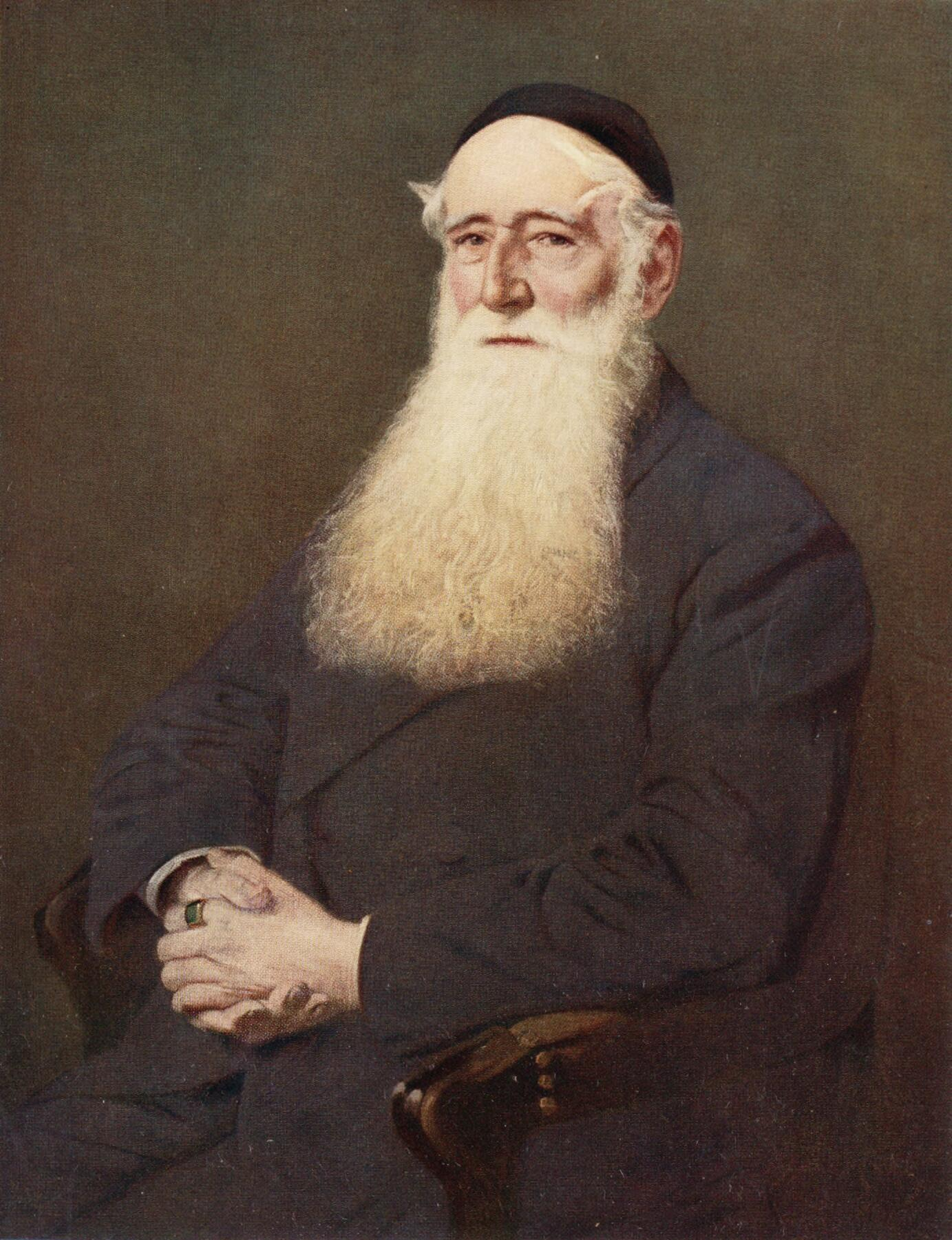
Johannes Sixtus Gerhardus Koning

## L
- Conrad Leemans
- Pieter Hendrik van Limburg Stirum
- Frederik Carel List
- Wilco Holdinga Lycklama à Nijeholt

Conrad Leemans
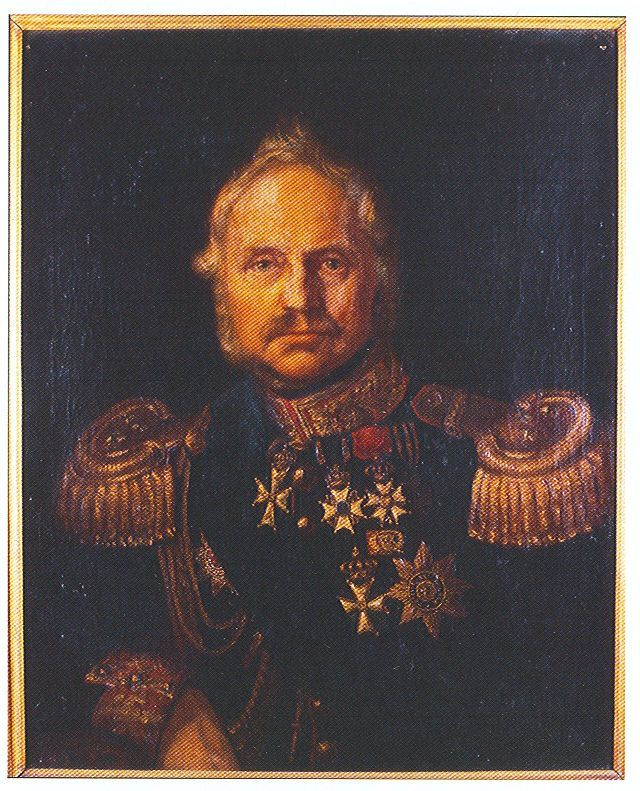
Frederik Carel List
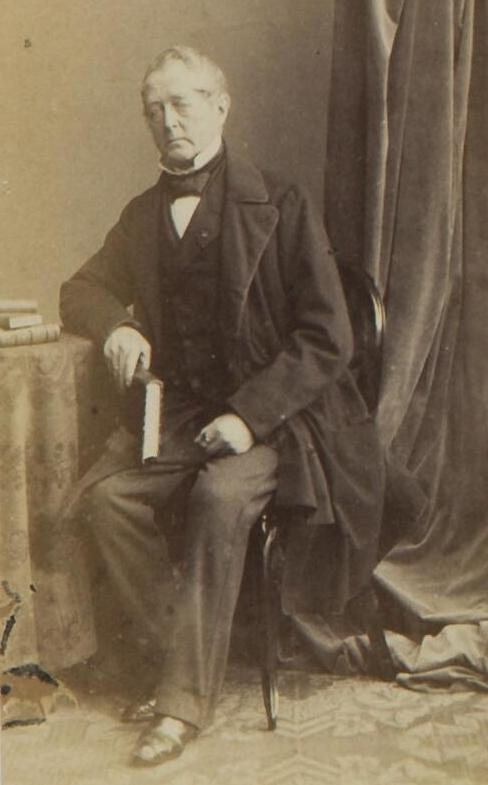
Wilco Holdinga Lycklama à Nijeholt

## M
| - Adriaan Jan Cornelis Maas Geesteranus (1805-1871) - Gerrit van Maaswaal - Norman MacLeod (1811-1896) - Antonius Mathijsen | - Adriaan Frans Meijer - Carel Hendrik Meijer - Simon Pierre François Meijer - Joachim Frederik Muller |

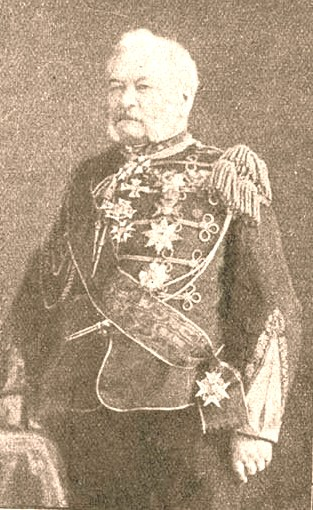
Norman MacLeod
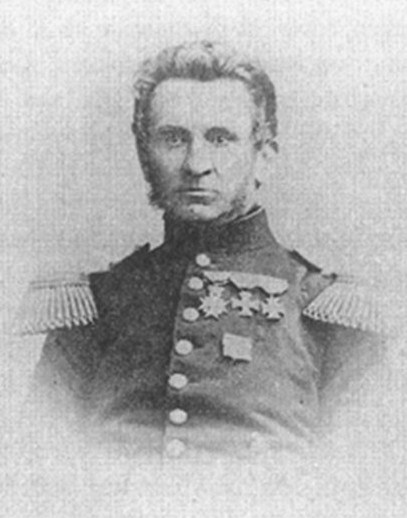
Antonius Mathijsen
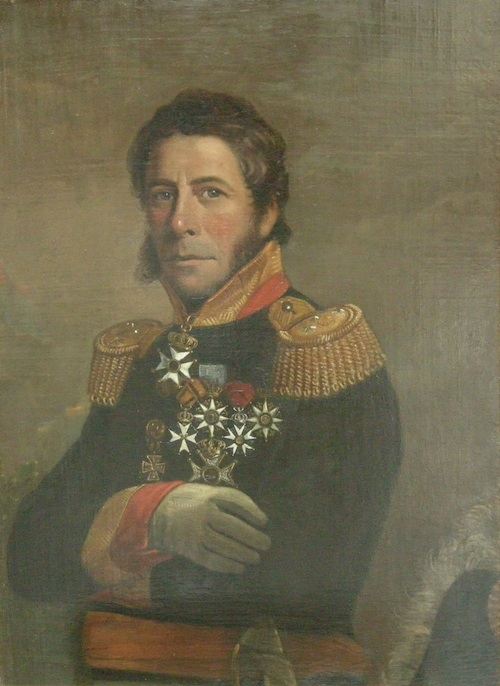
Adriaan Frans Meijer
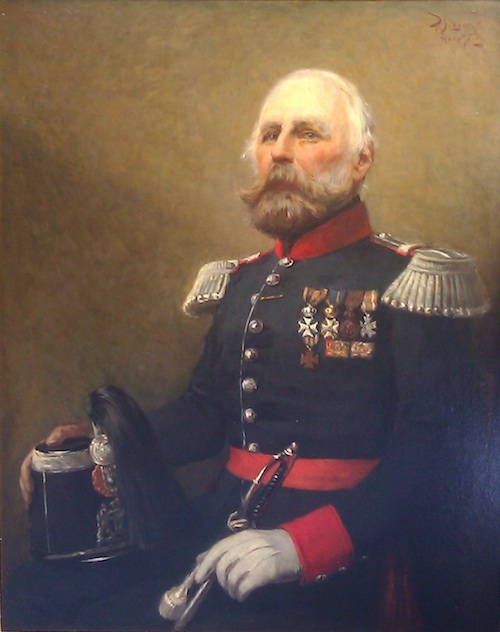
Carel Hendrik Meijer

## N
| - Jean de Neeff - Charles Nepveu - Charles Niellon - Petrus Simeon Noyon |

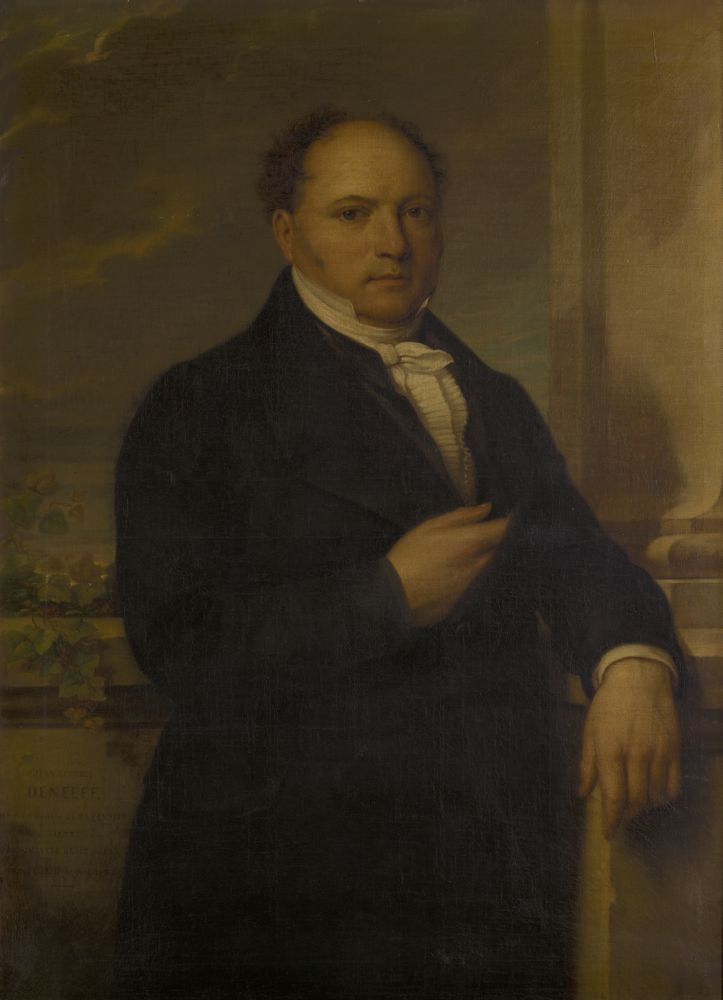
Jean de Neeff
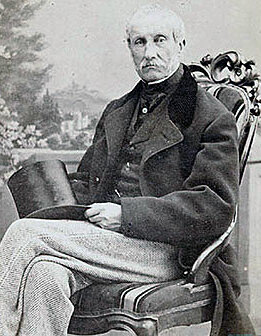
Charles Nepveu

## O
- Wiert Jochems Okkens
- Prins Frederik van Oranje-Nassau
- Prins Willem van Oranje-Nassau
- Ferdinand Filips van Orléans
- Johan Ortt van Schonauwen

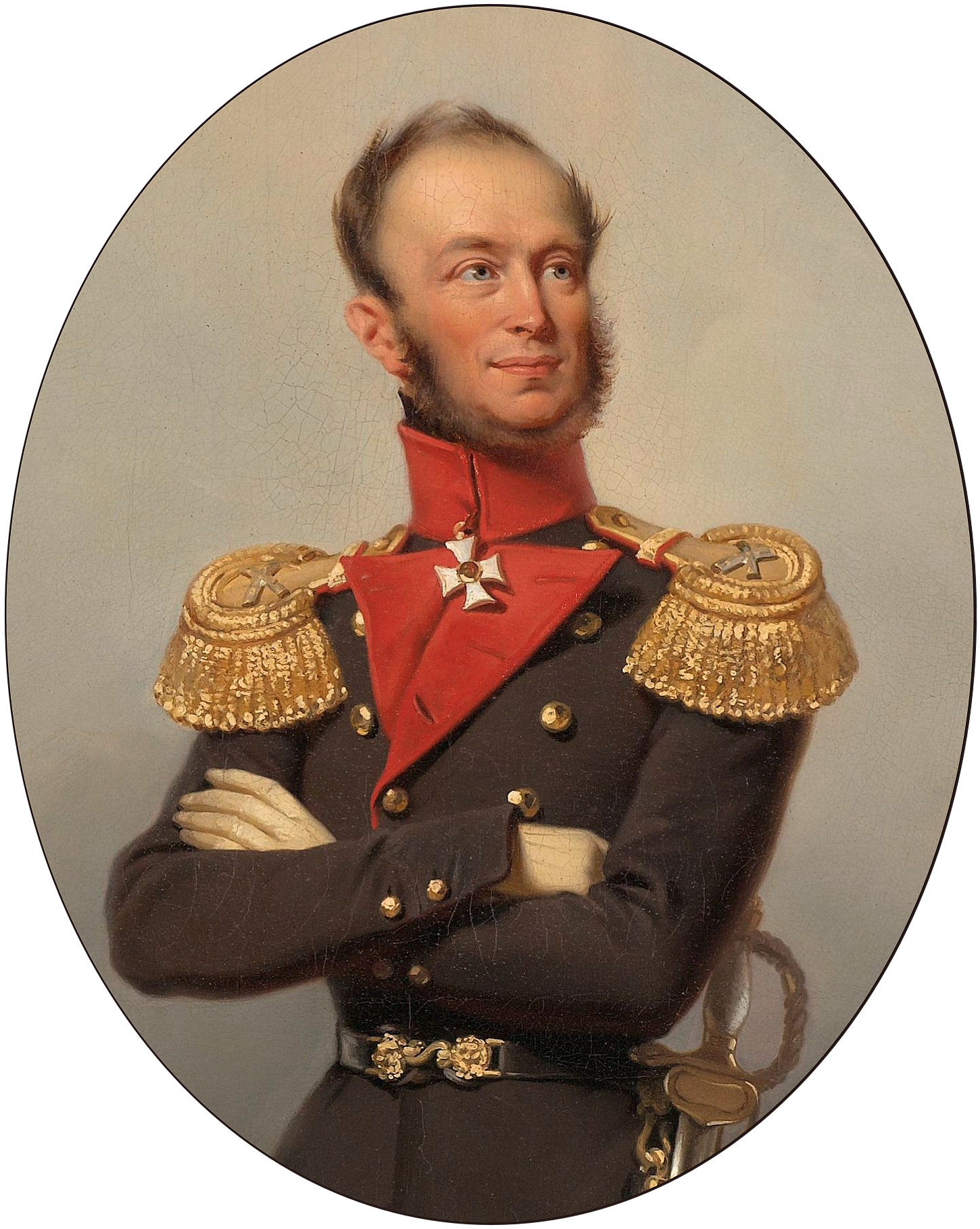
De Prins van Oranje
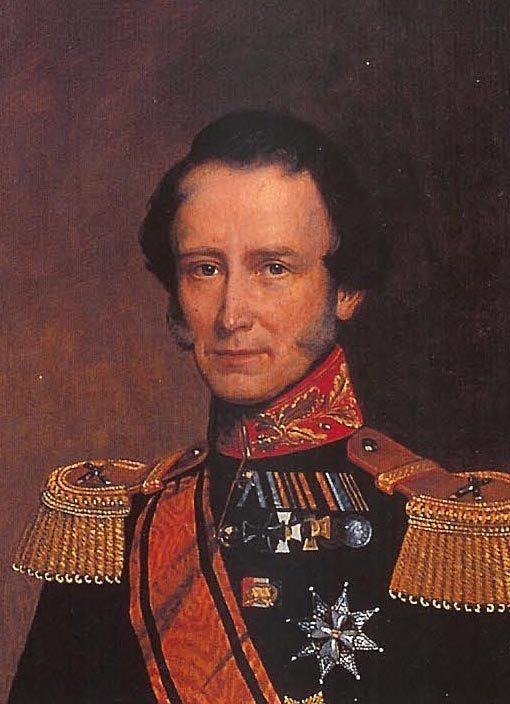
Prins Frederik der Nederlanden
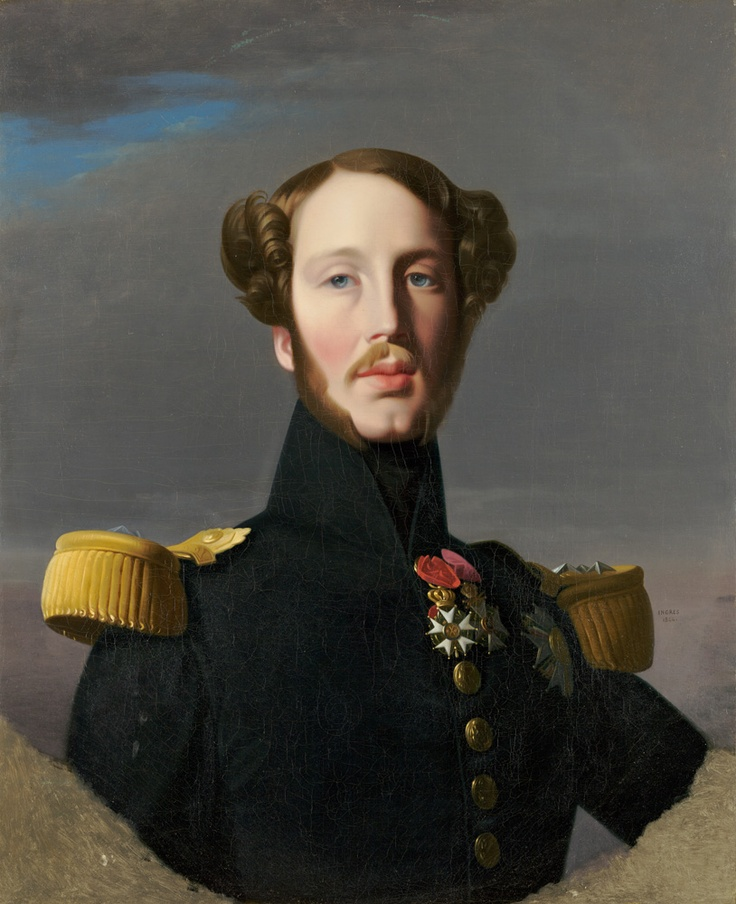
Ferdinand Filips van Orléans

## P

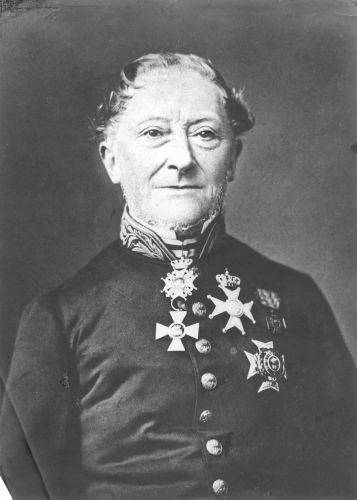
Jan Ernst van Panhuys
- Albertus Perk
- François Guillaume Peuchen
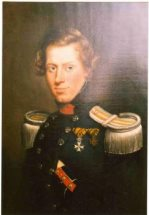
Pieter Prins

- Jan Ernst van Panhuys
- Pieter Prins

## Q
- Louis Robert de Quaita

## R
| - Anthony Gerhard Alexander van Rappard - Jacob Cornelis van Rijneveld | - Jan Theodoor van Rijswijck - Gerard Joseph Johannes Rochell - Abraham Rutgers van der Loeff |

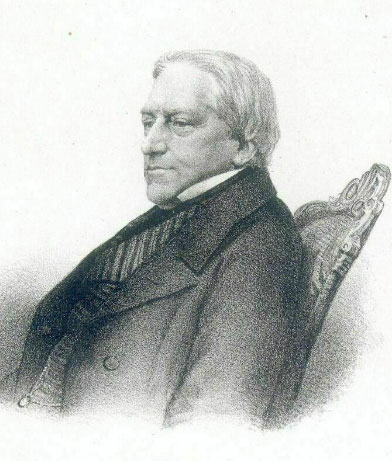
Anthony Gerhard Alexander van Rappard
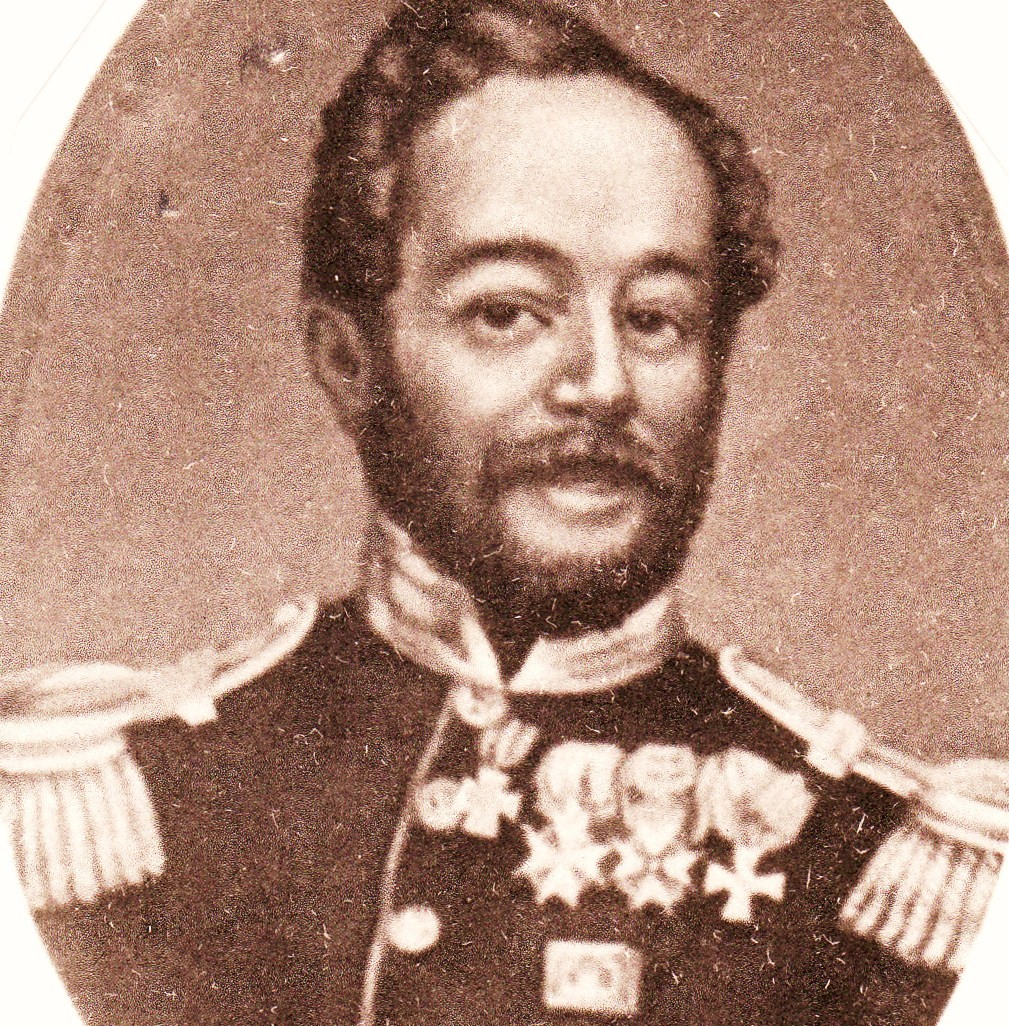
Jacob Cornelis van Rijneveld
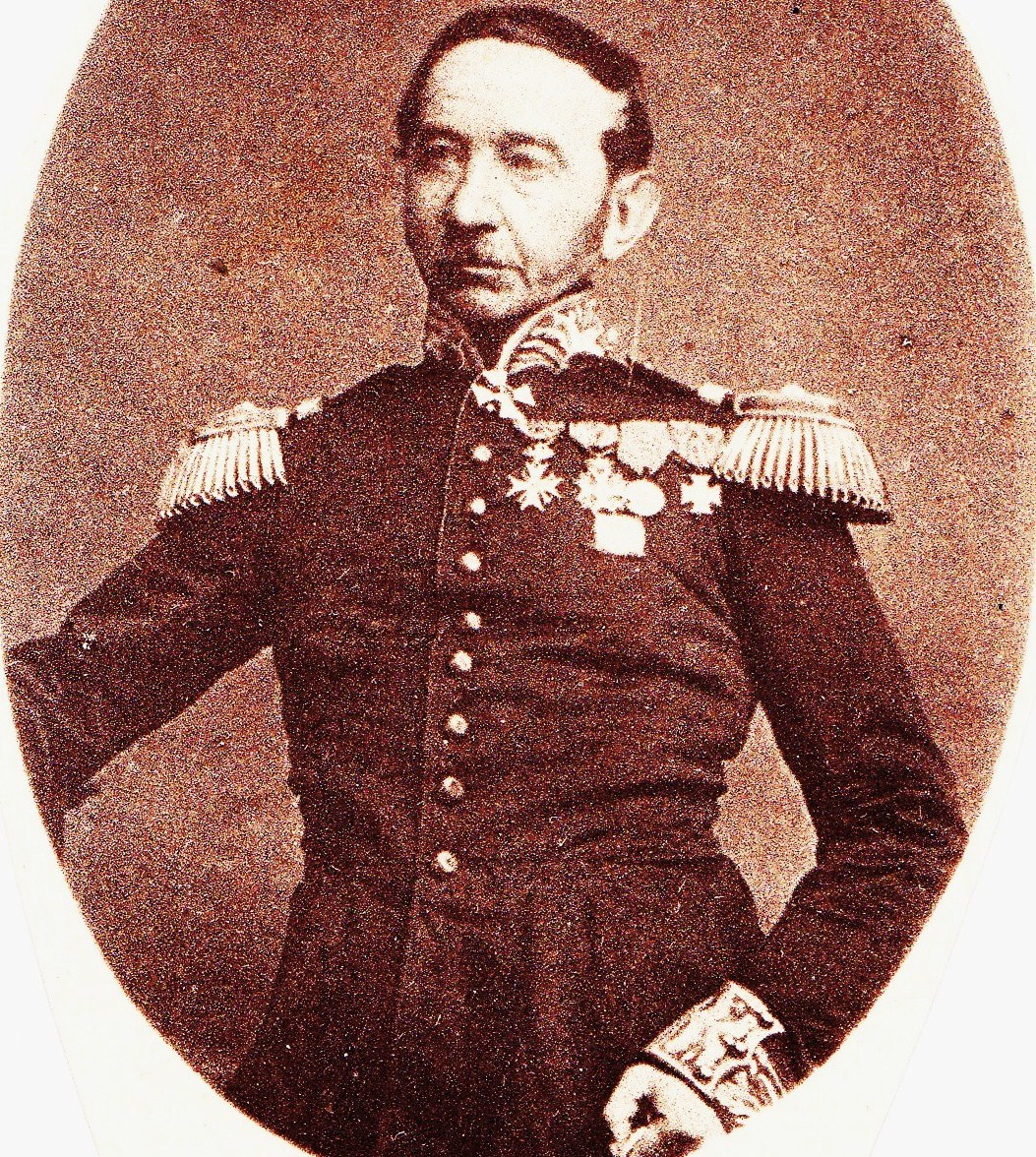
Gerard Joseph Johannes Rochell
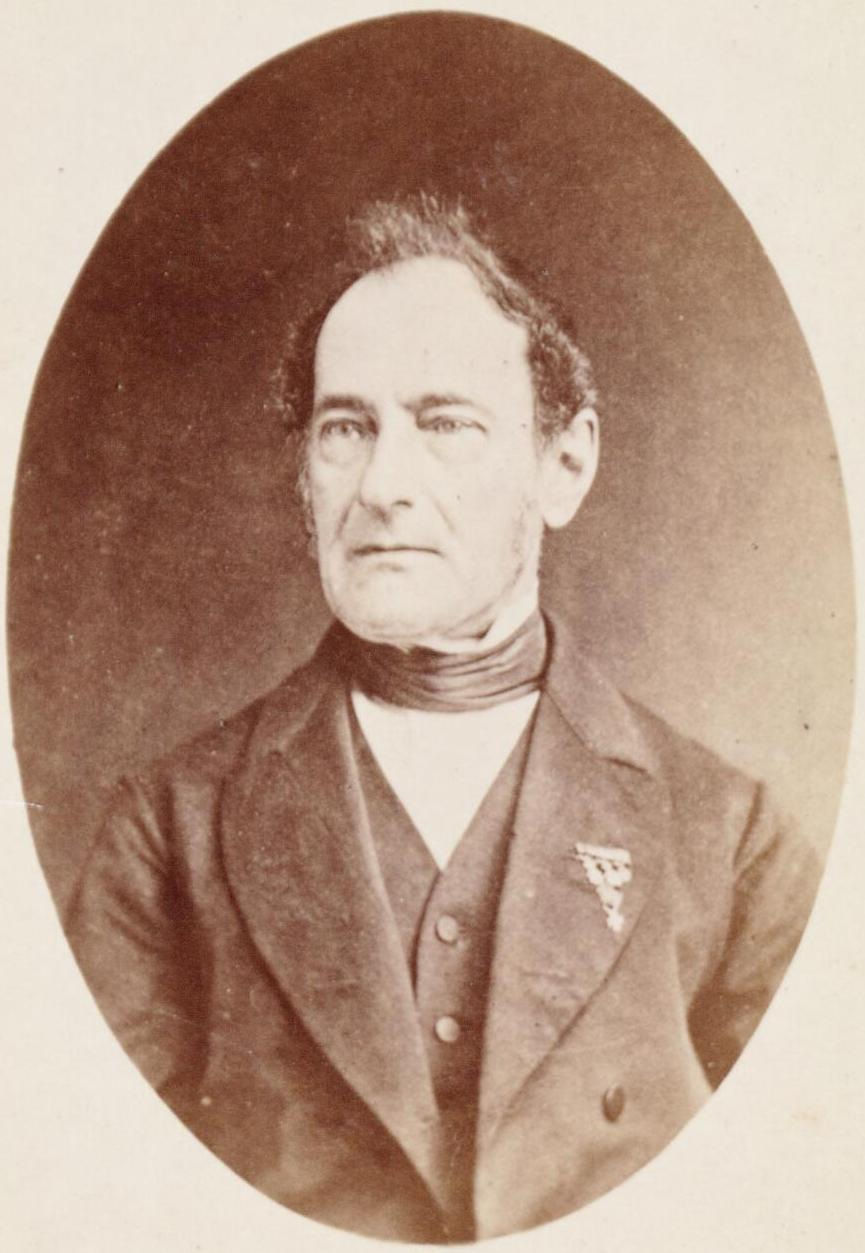
Abraham Rutgers van der Loeff

## S
| - Karel Bernhard van Saksen-Weimar-Eisenach - Jan Schummelketel - Abraham Schuurman - Theodoor de T'Serclaes de Wommersom - Jean Theodore Serraris - August Ludwig Wilhelm Christian Seyffardt - Coenraad Diderik Pontiaan Singendonck | - Johan de Sitter - Ludolph Anne Jan Wilt Sloet van de Beele - Bartholomeus Sloet tot Oldhuis - Johannes Cornelis Jacobus Smits - Louis Philip Jacob Snabilié - Johannes Theodorus van Spengler - Johannes Petrus Sprenger - Hendrik Springer | - Winand Staring - Maximiliaan Henry Steenberghe - Friedrich Stoecker - Frederic Henri Louis van Swieten - Jan van Swieten - Oncko Quirijn Jacob Johan van Swinderen |

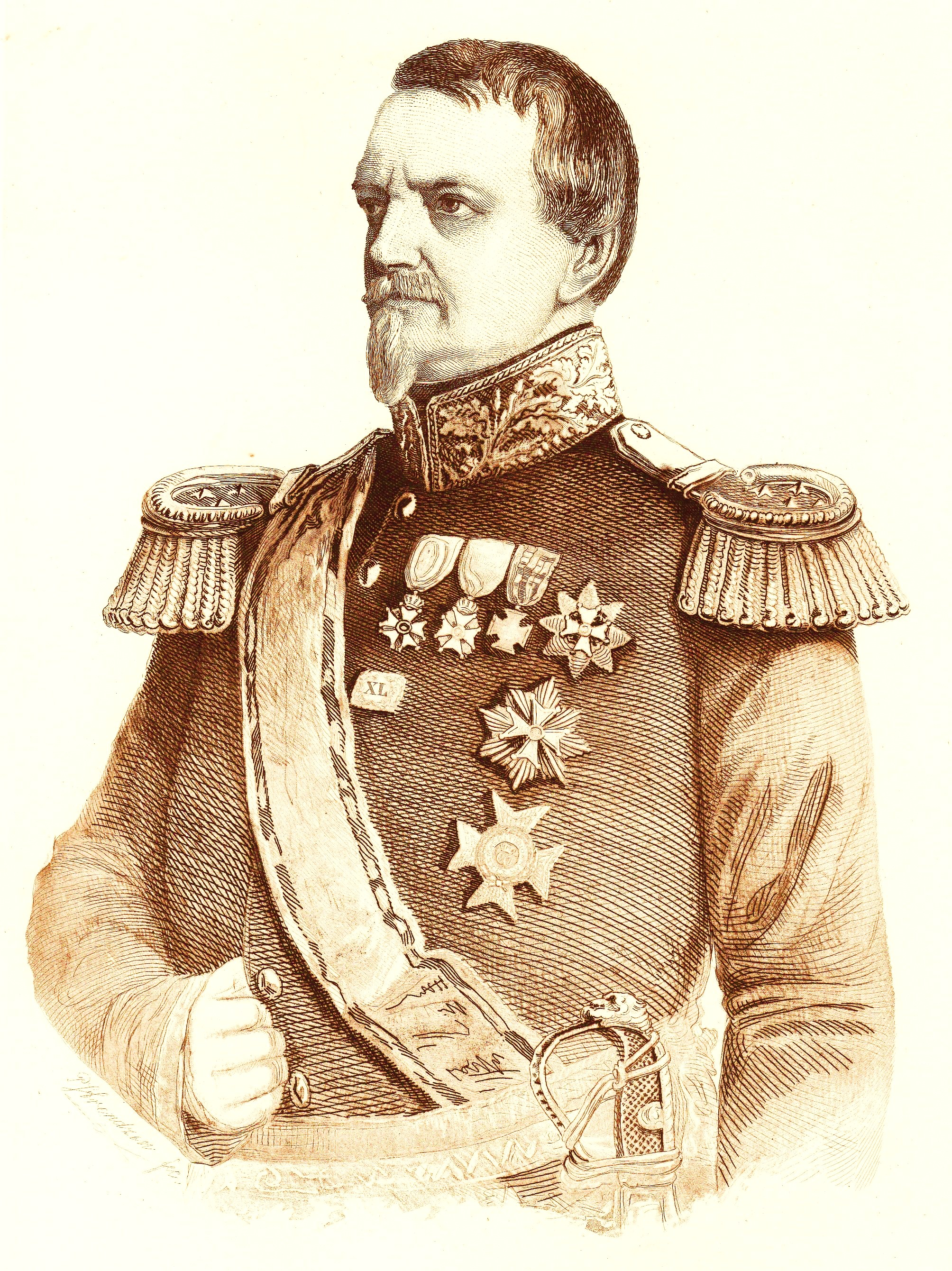
Karel Bernhard van Saksen-Weimar-Eisenach
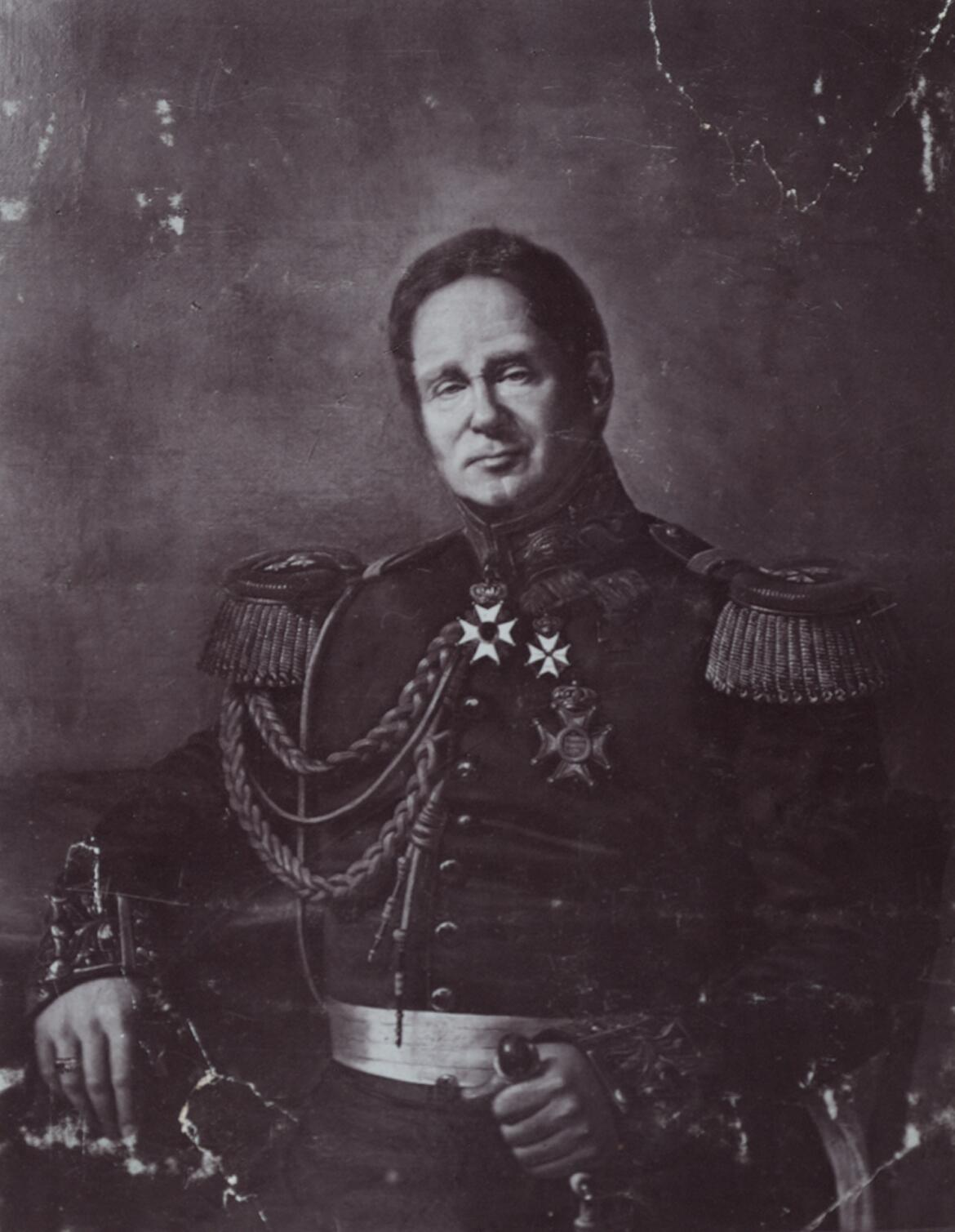
Abraham Schuurman
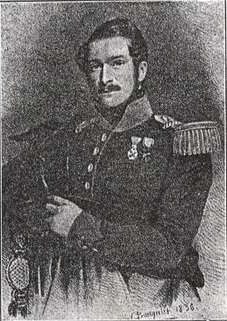
Theodoor de T'Serclaes de Wommersom
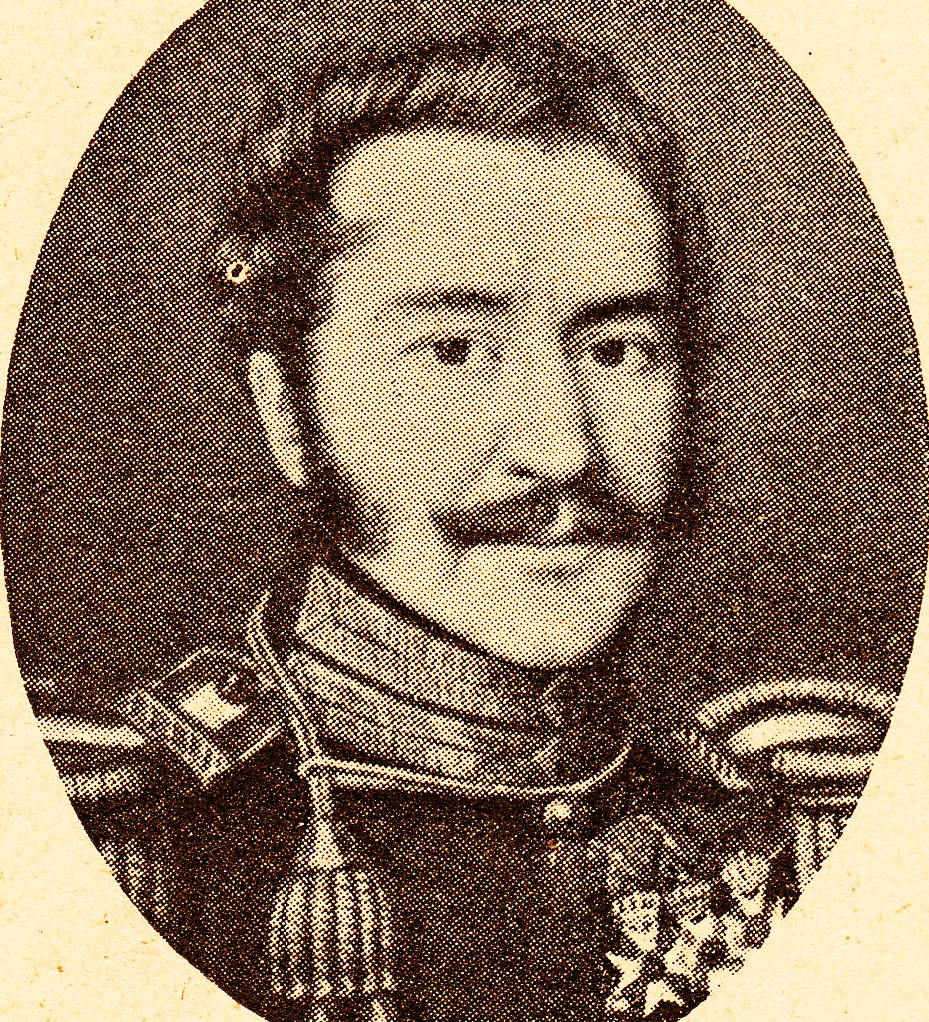
Jean Theodore Serraris
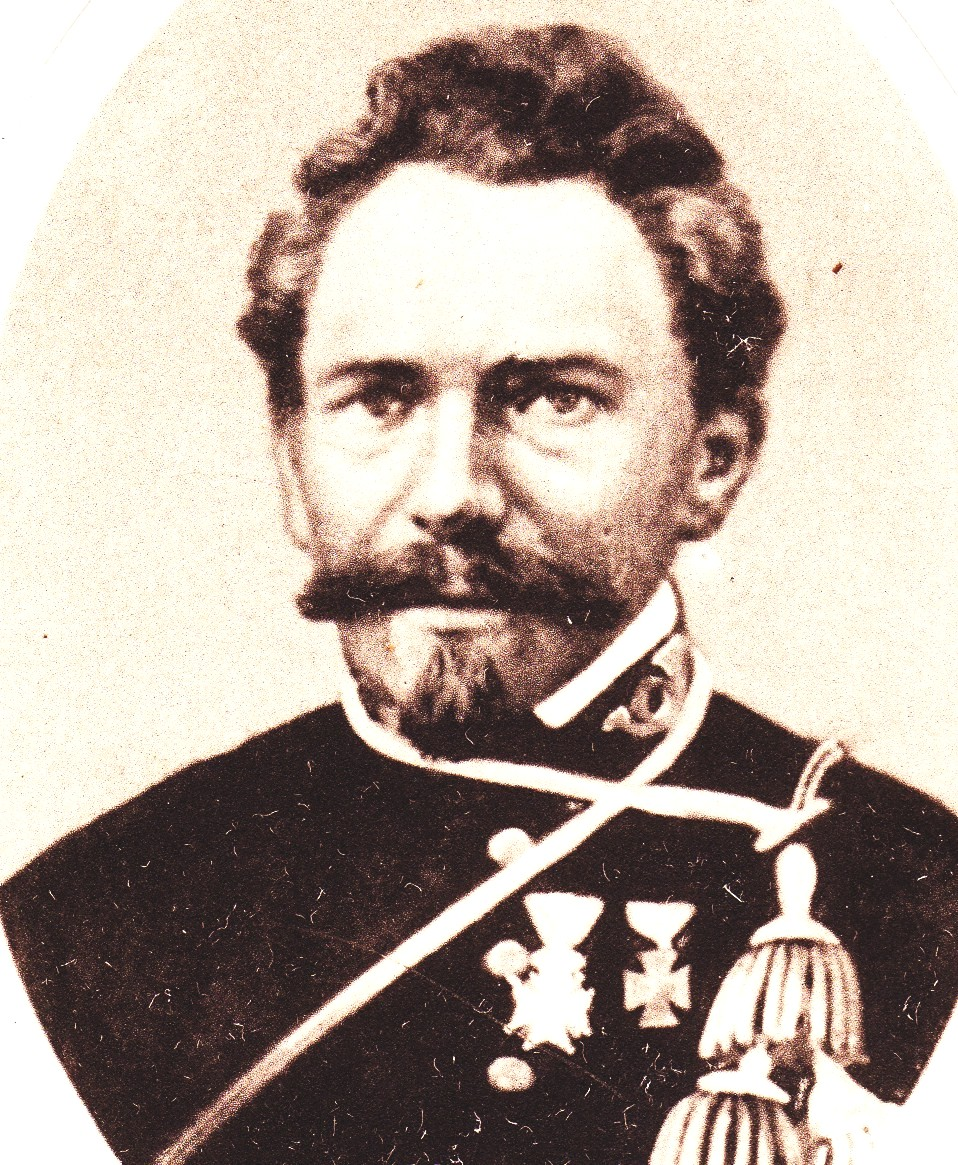
August Ludwig Wilhelm Christian Seyffardt
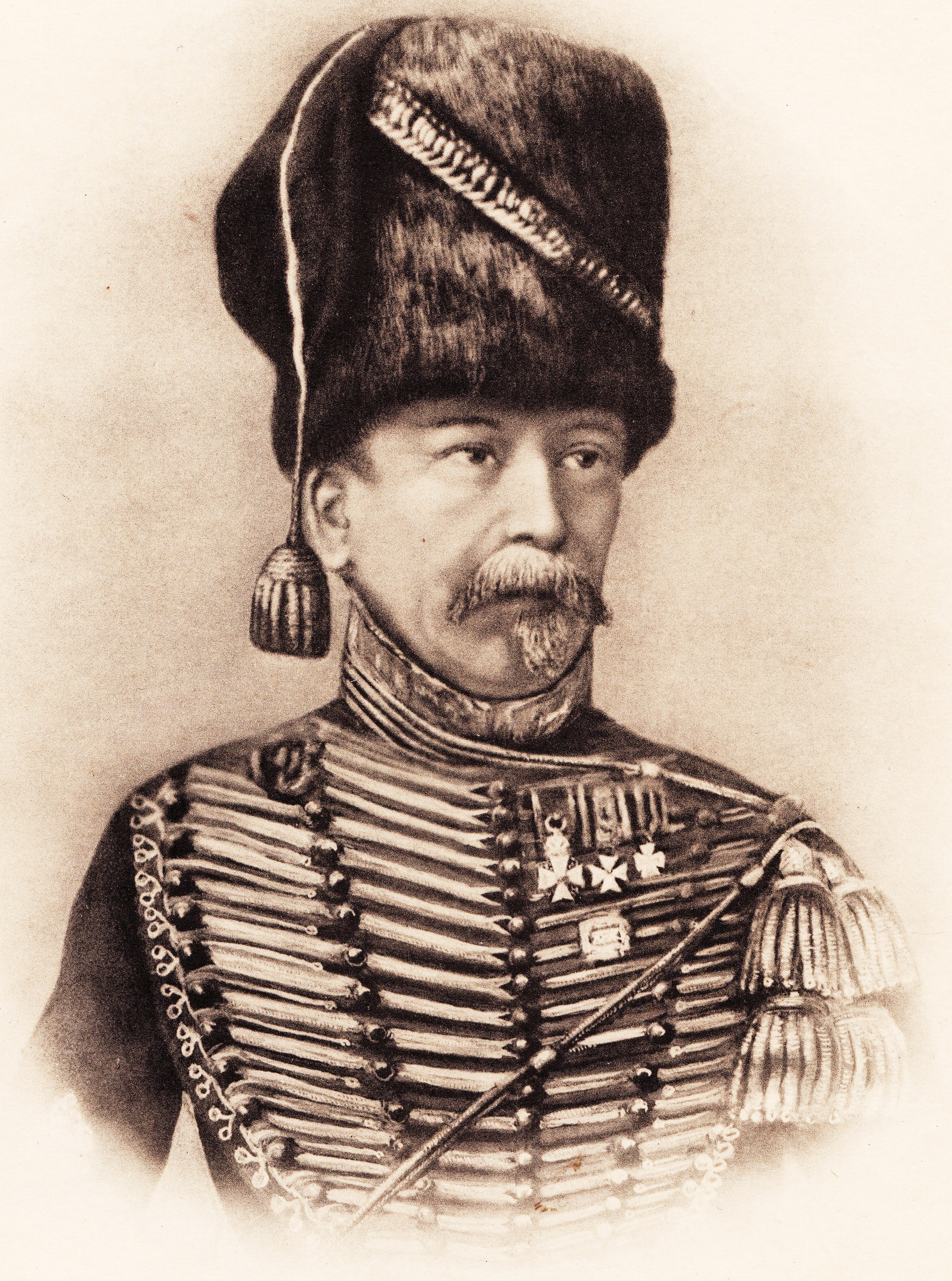
Coenraad Diderik Pontiaan Singendonck
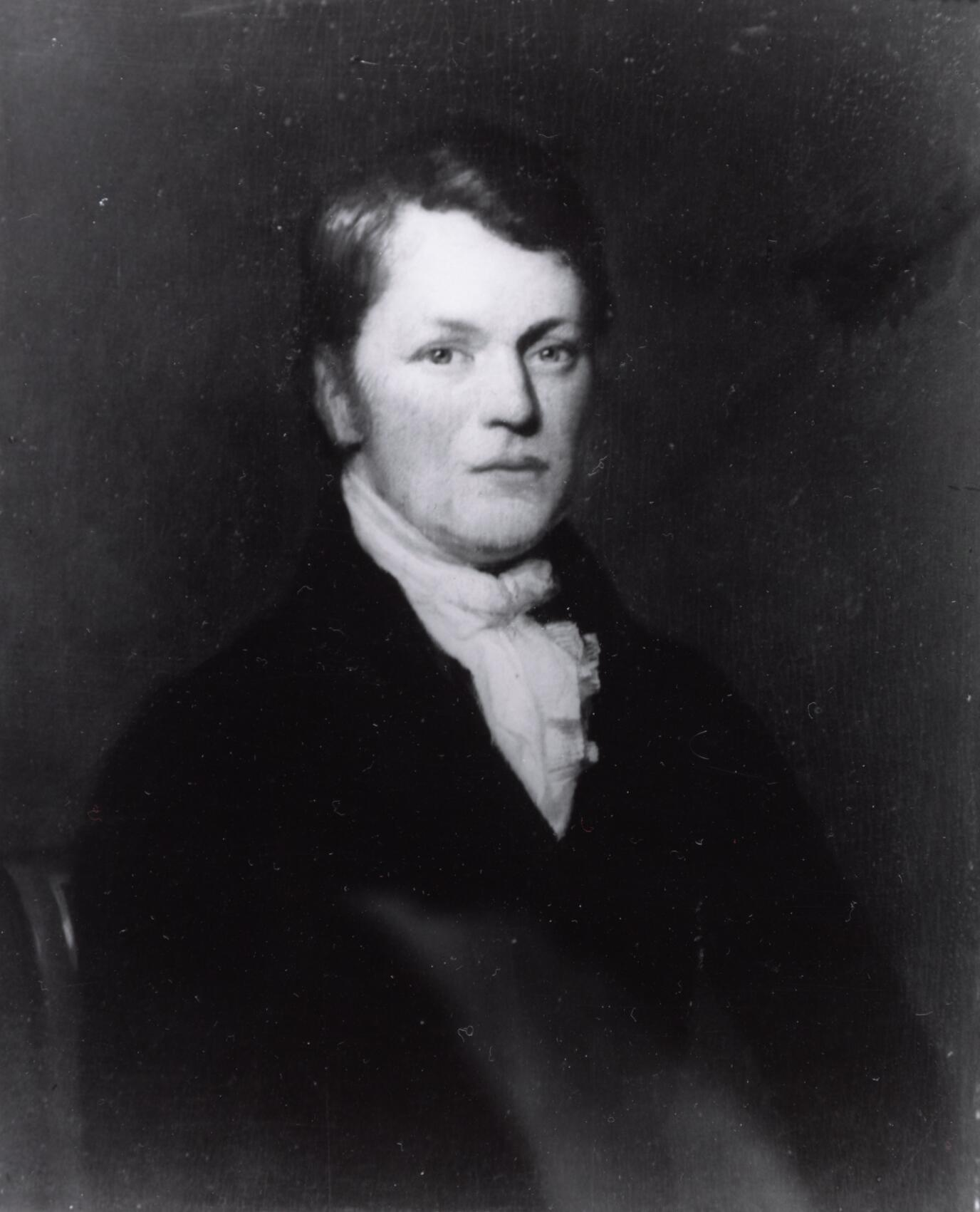
Johan de Sitter
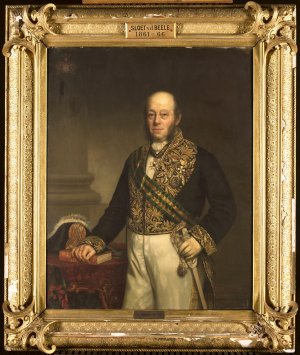
Ludolph Anne Jan Wilt Sloet van de Beele
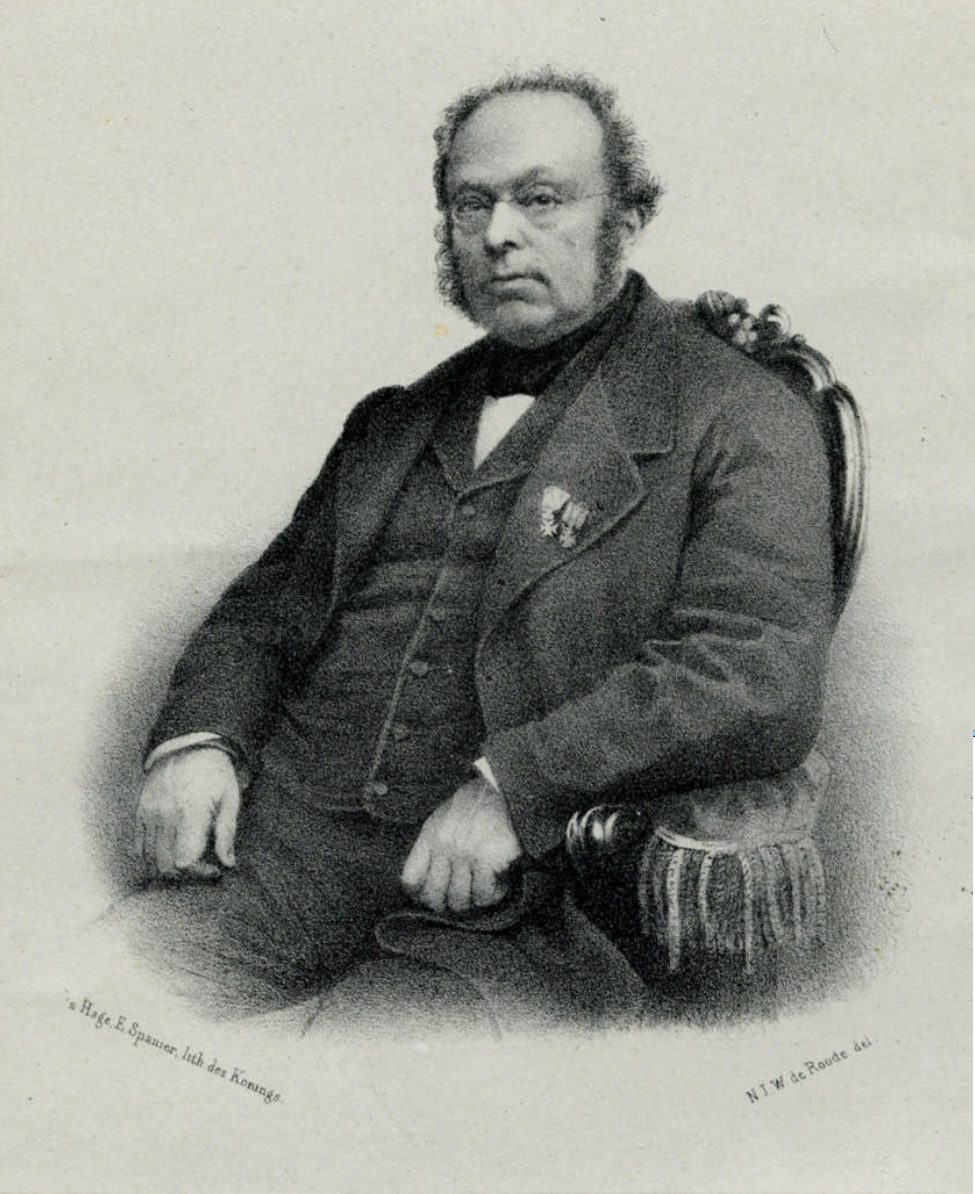
Bartholomeus Sloet tot Oldhuis
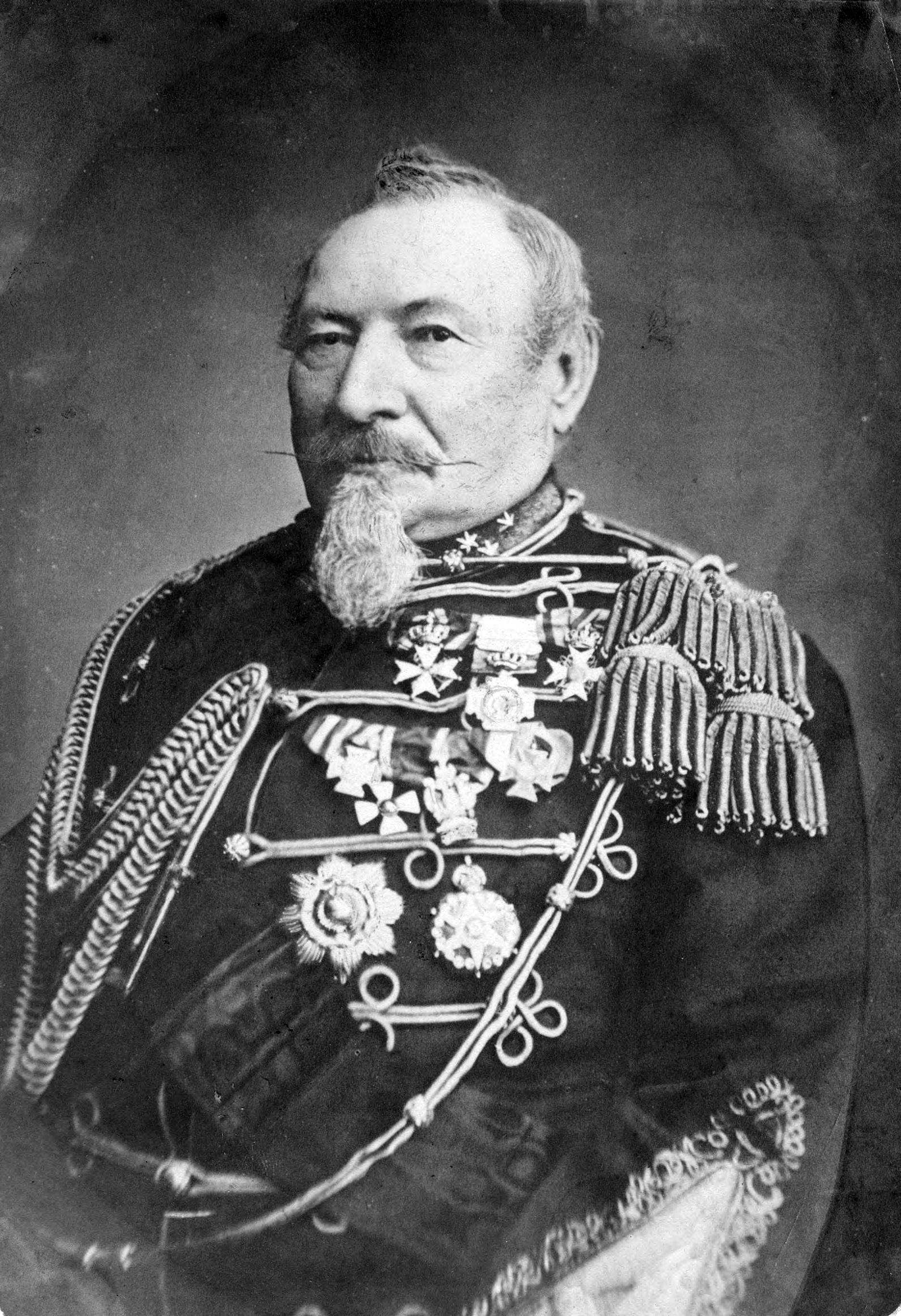
Johannes Cornelis Jacobus Smits
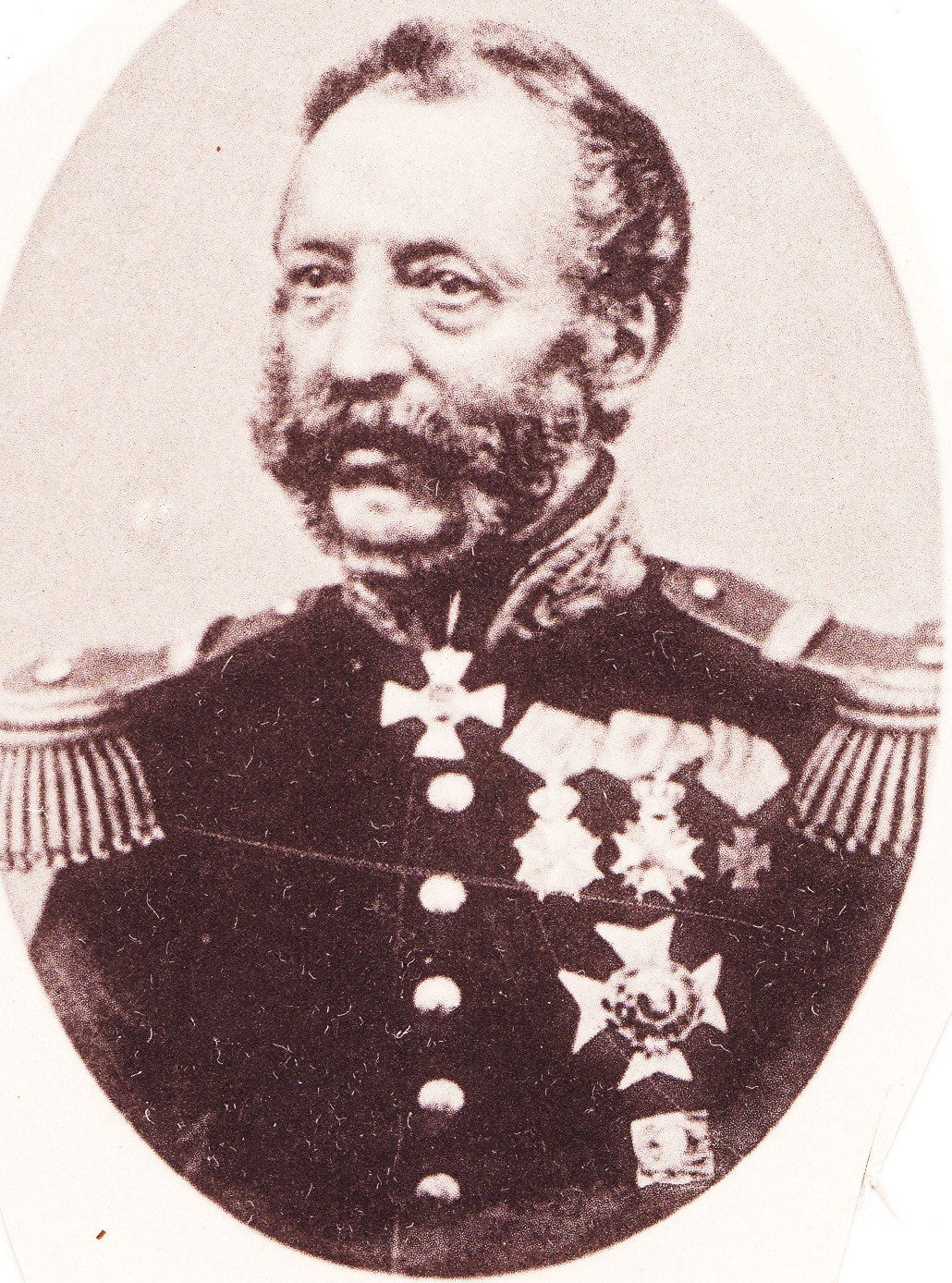
Louis Philip Jacob Snabilié
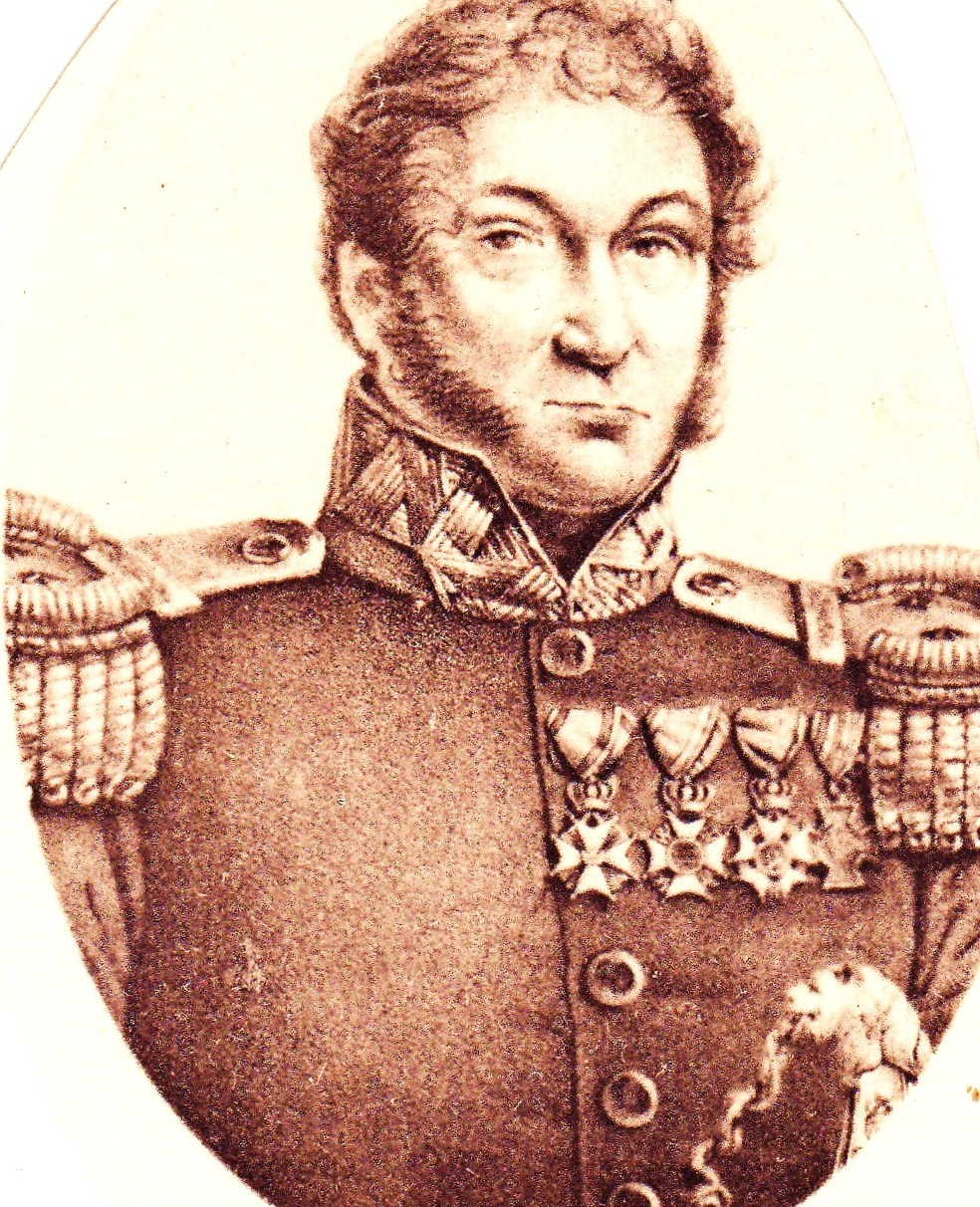
Johannes Petrus Sprenger
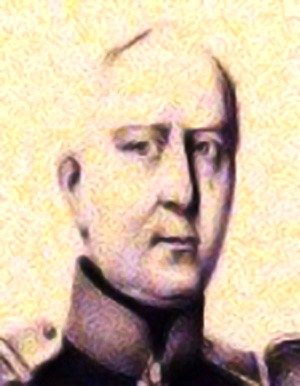
Johannes Theodorus van Spengler
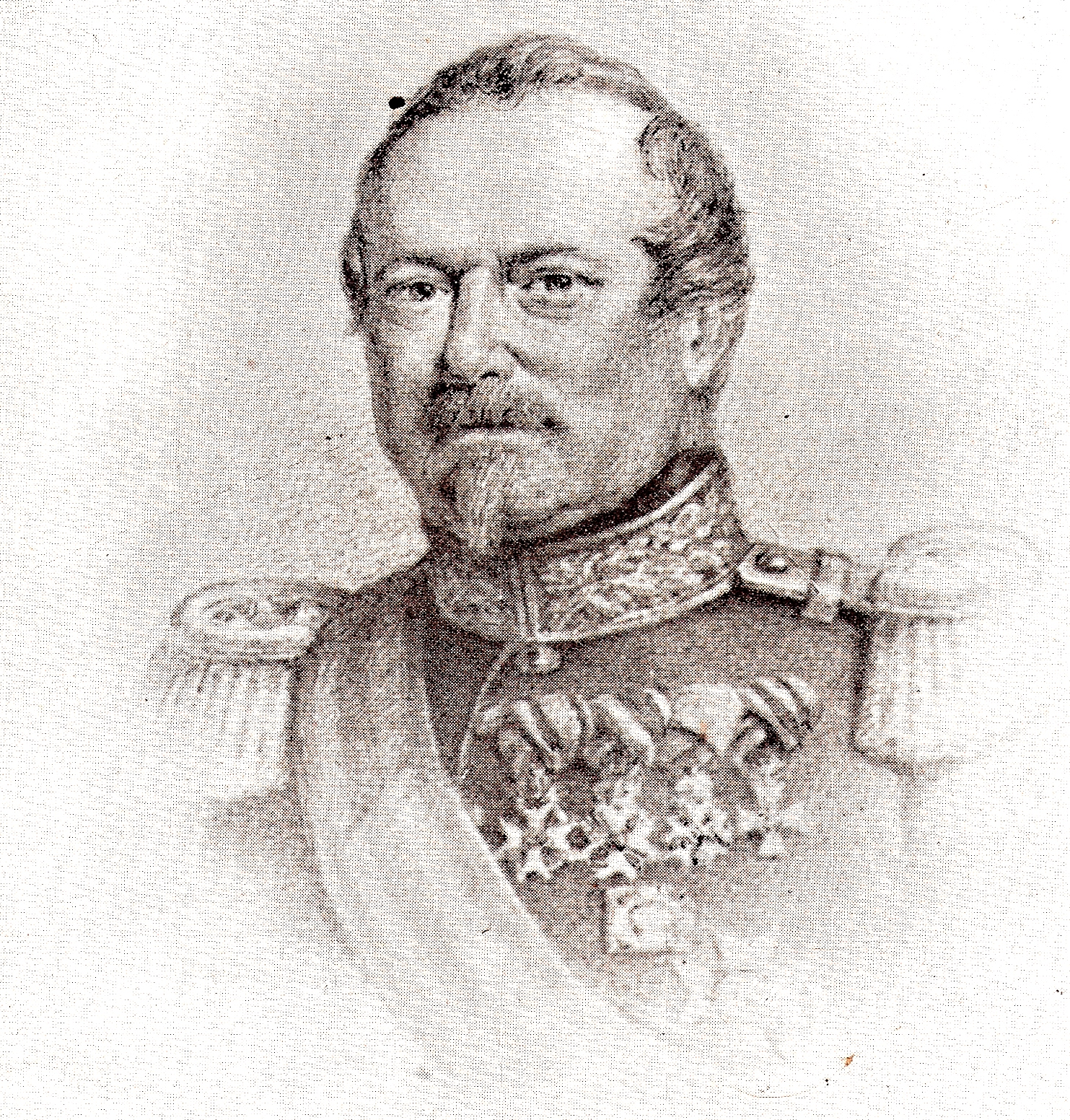
Maximiliaan Henry Steenberghe
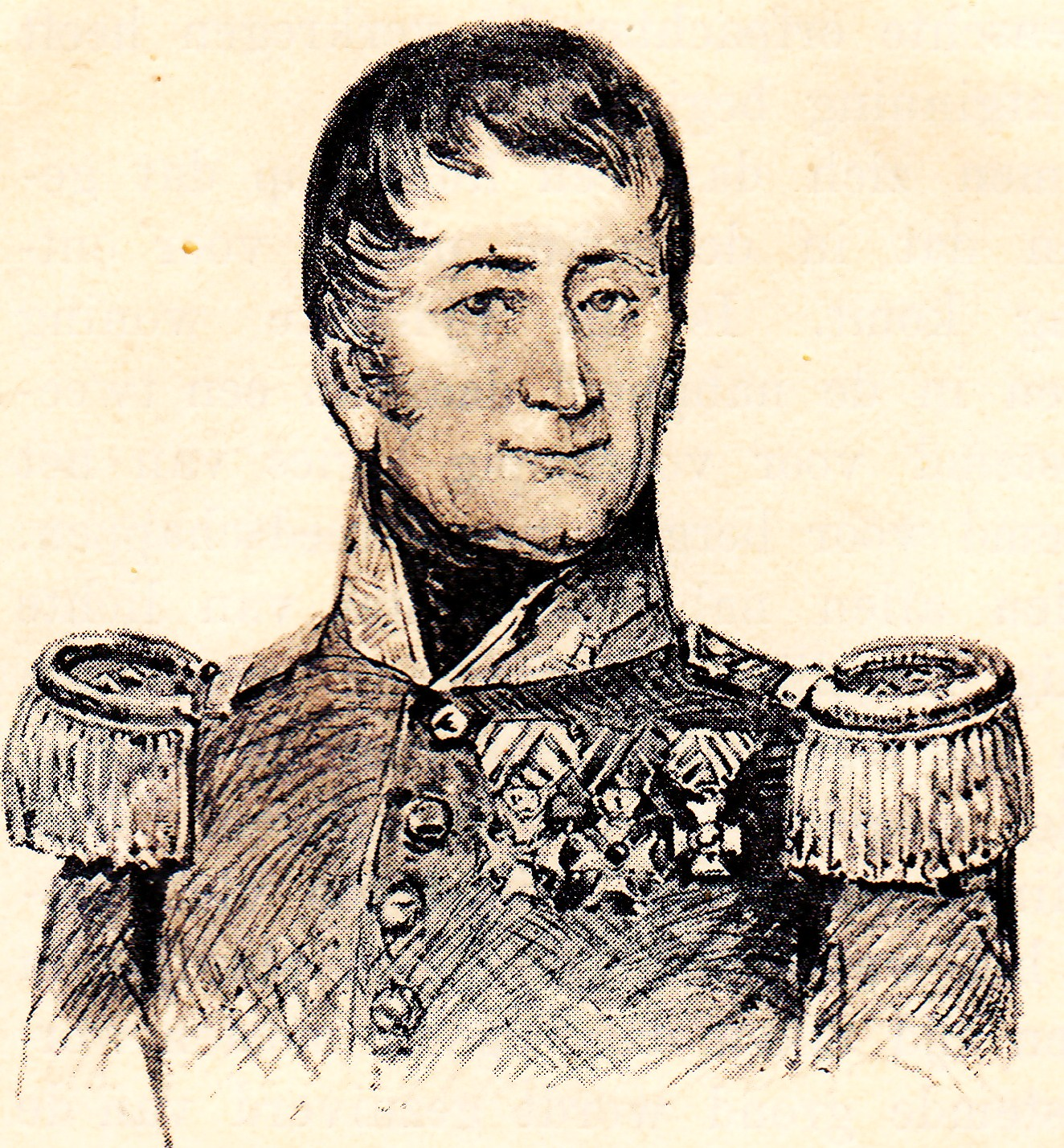
Friedrich Stoecker
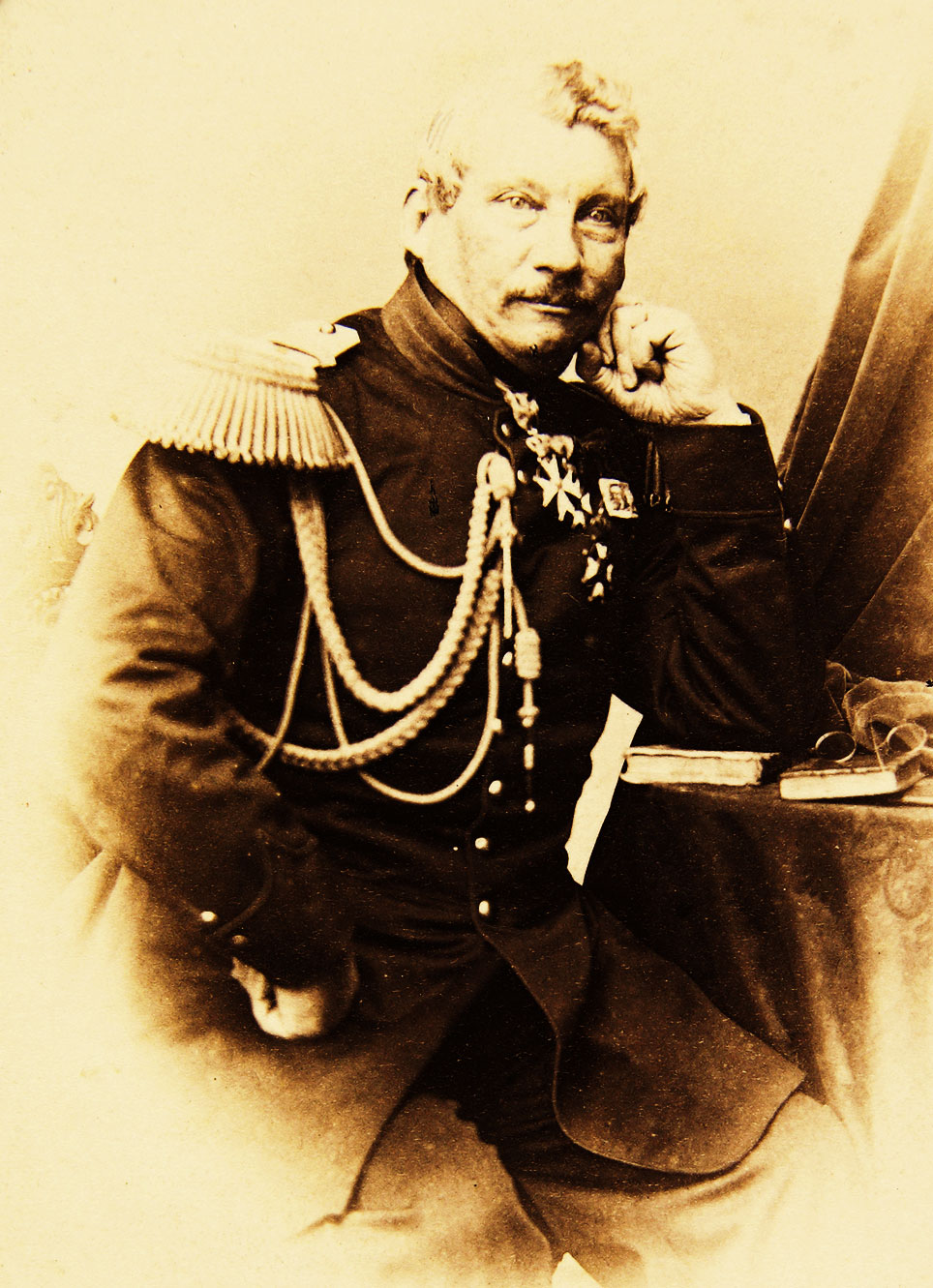
Jan van Swieten
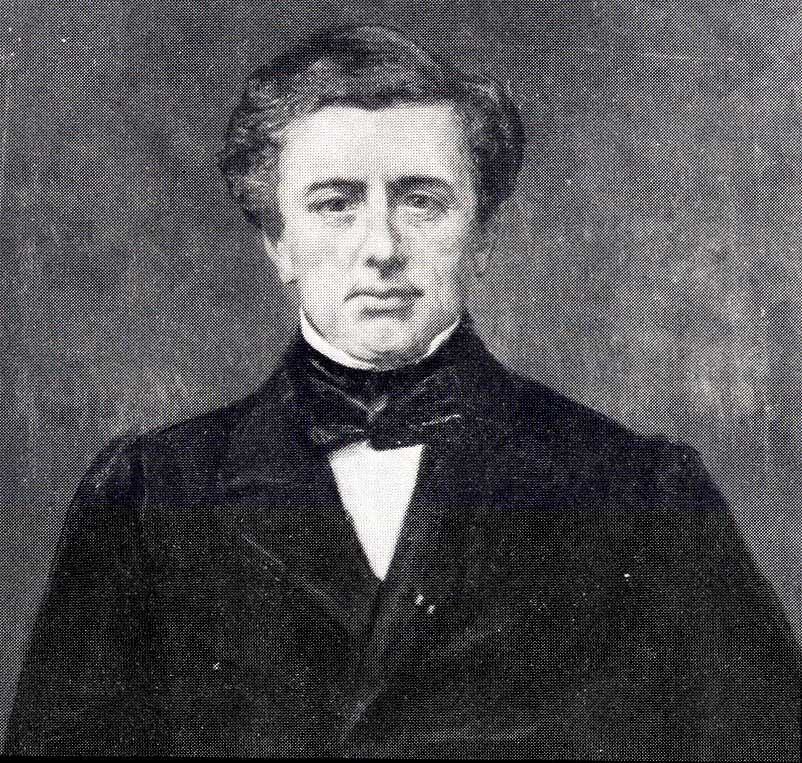
Oncko Quirijn Jacob Johan van Swinderen
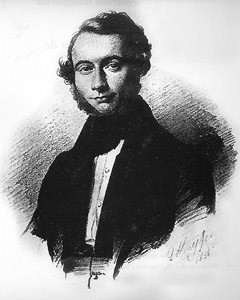
Winand Staring

## T
| - Albartus Telting - Pieter François Timmers Verhoeven - Leonard Jean Tindal | - Andries Jan Jacob des Tombe - Tjalling Petrus Tresling - Hendrik Rudolph Trip | - Albert Dominicus Trip van Zoudtlandt - Peter Marius Tutein Nolthenius - Vincent Johan Reinier van Tuyll van Serooskerken |

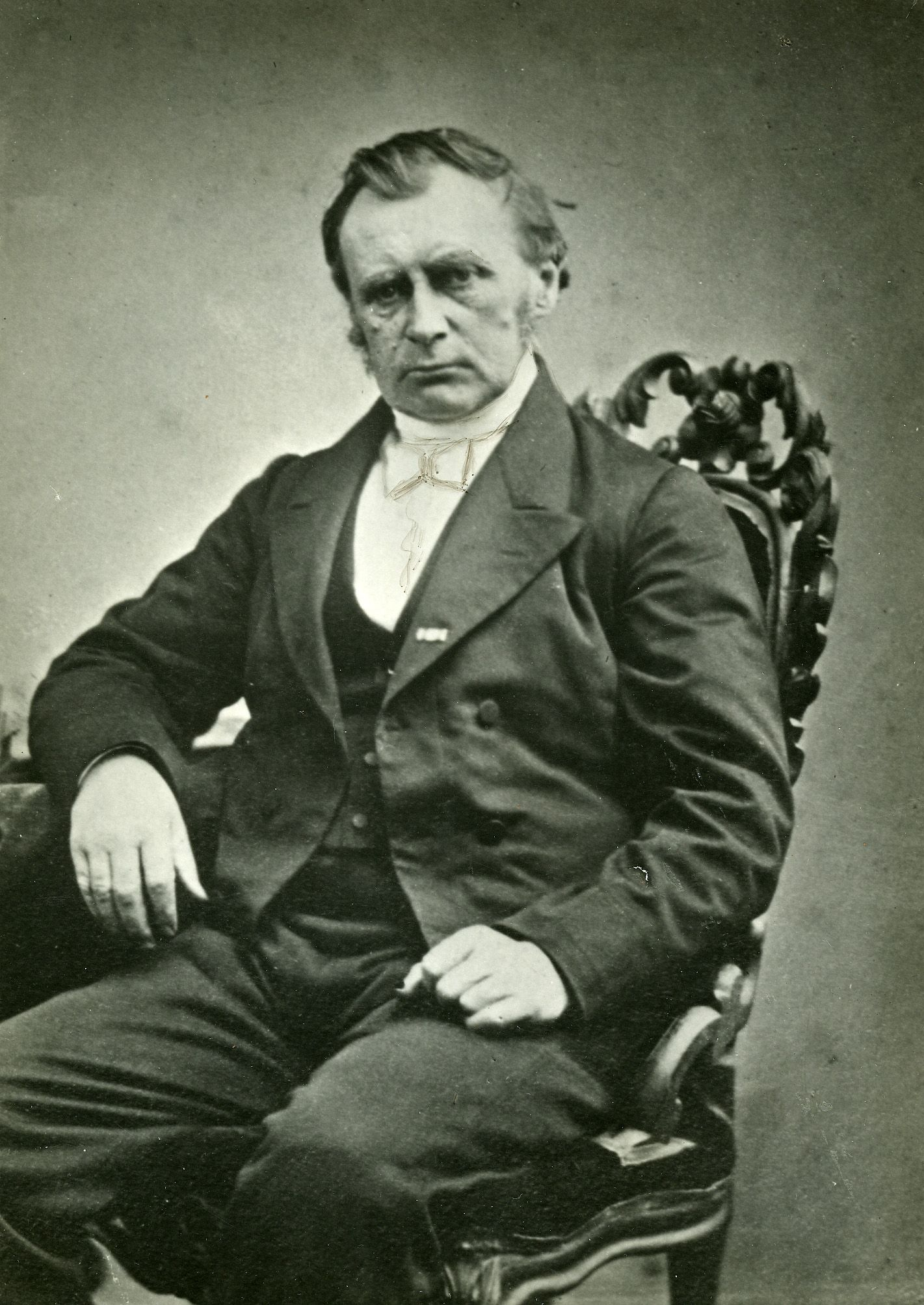
Albartus Telting
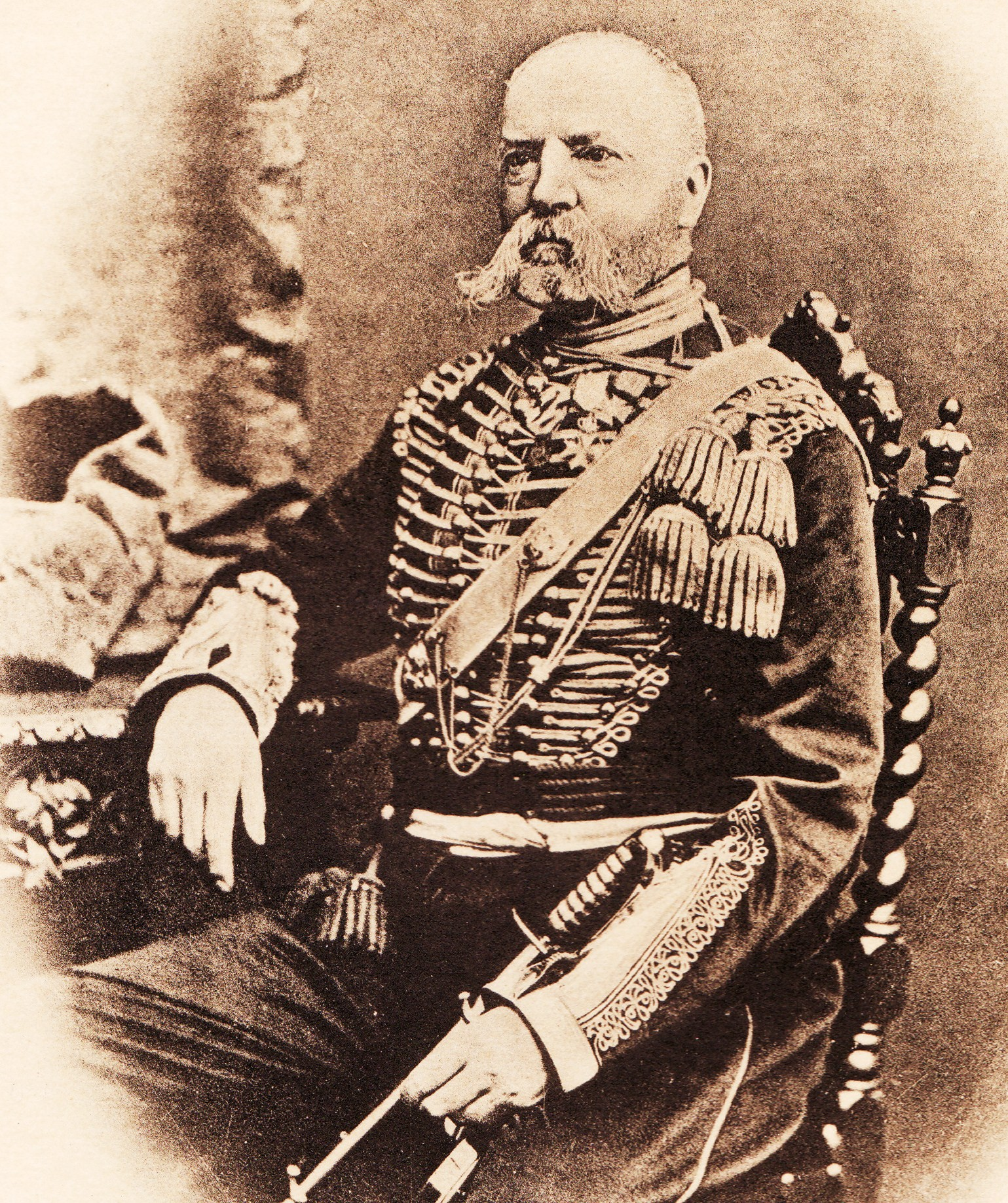
Leonard Jean Tindal
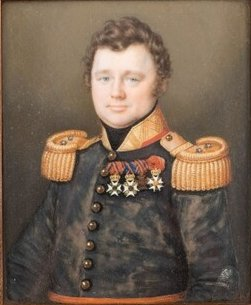
Andries Jan Jacob des Tombe
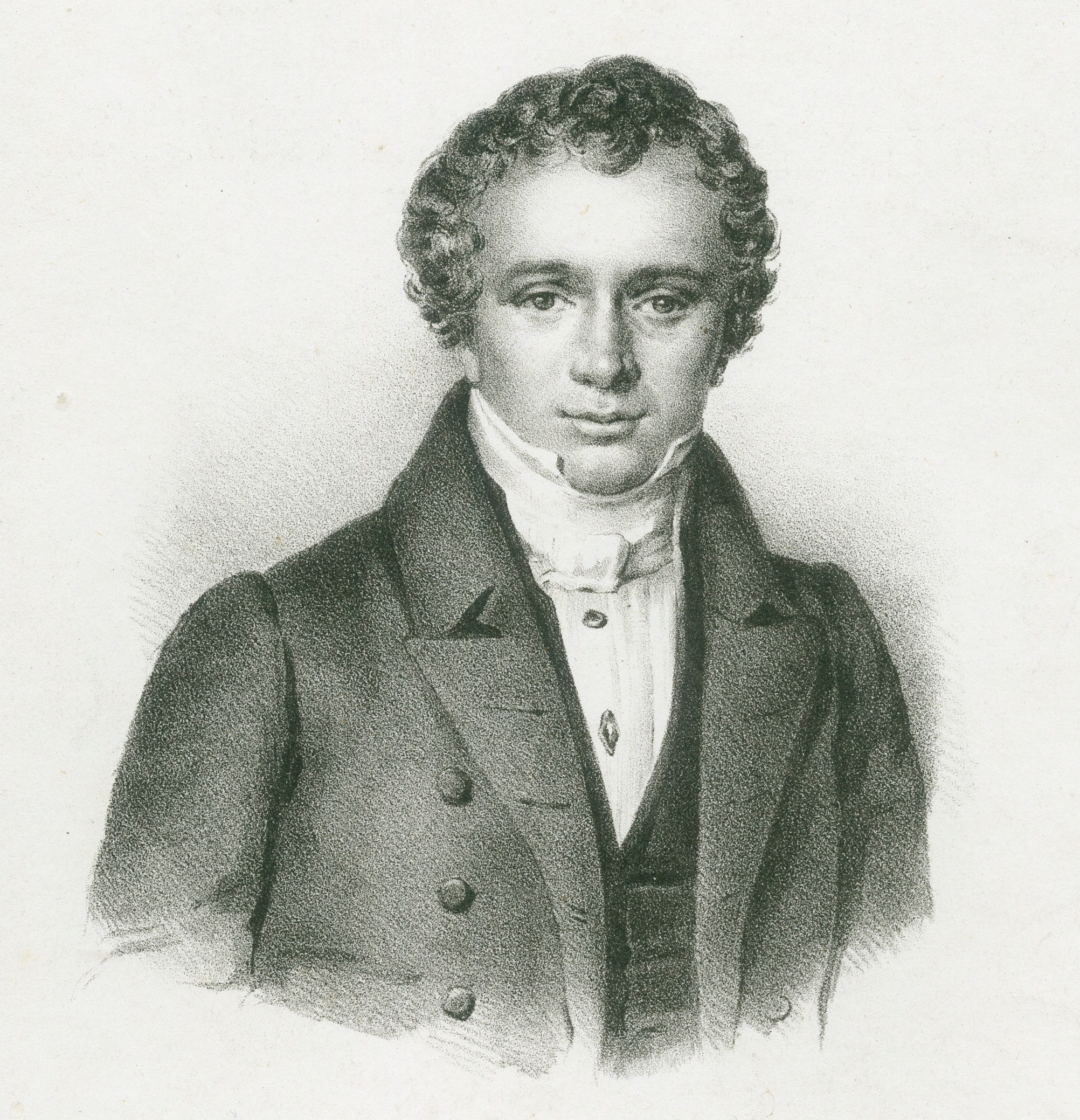
Tjalling Petrus Tresling
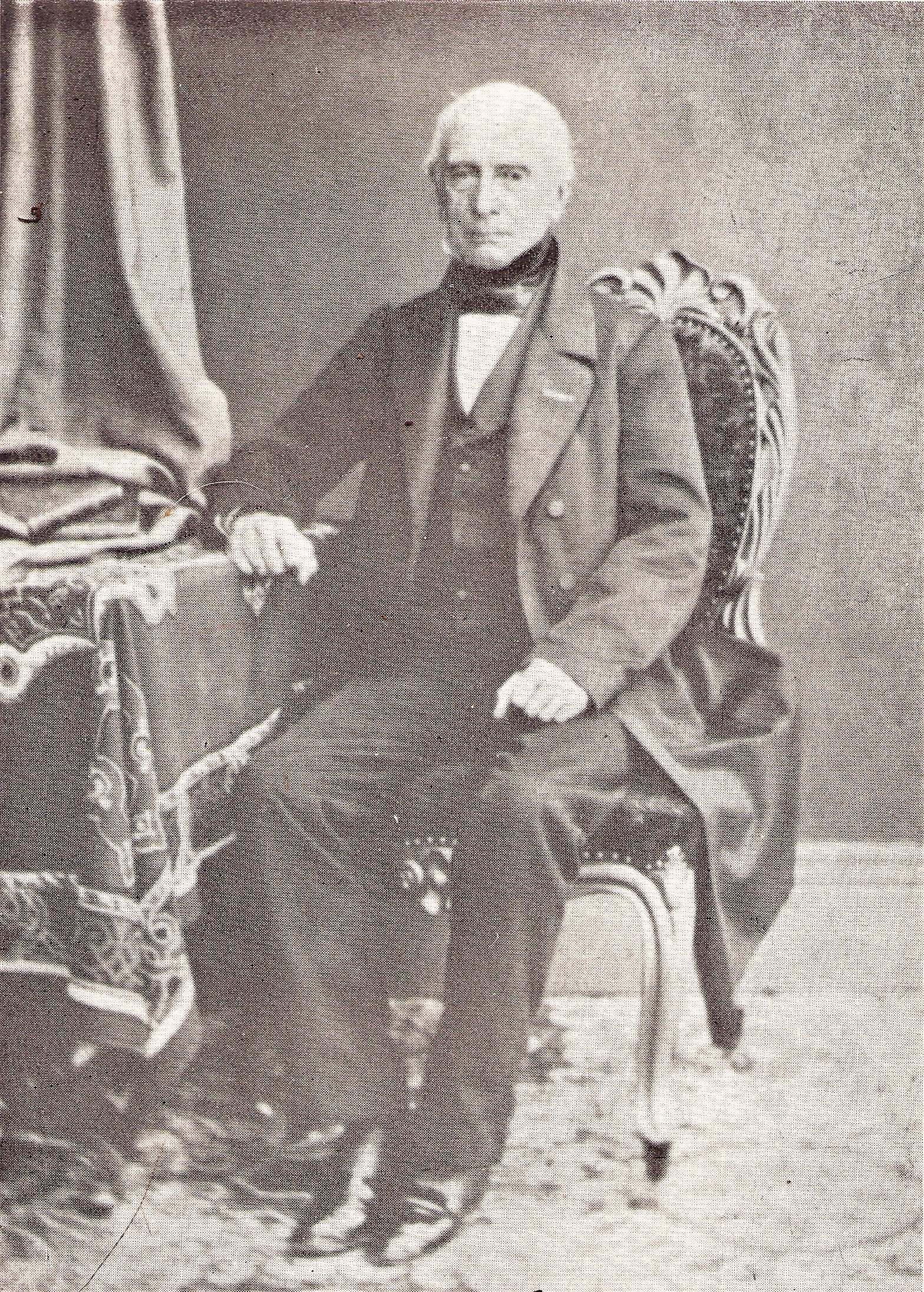
Hendrik Rudolph Trip
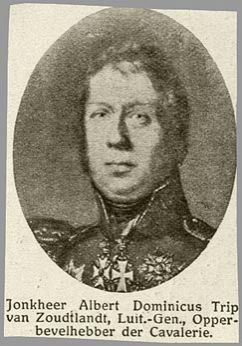
Albert Dominicus Trip van Zoudtlandt
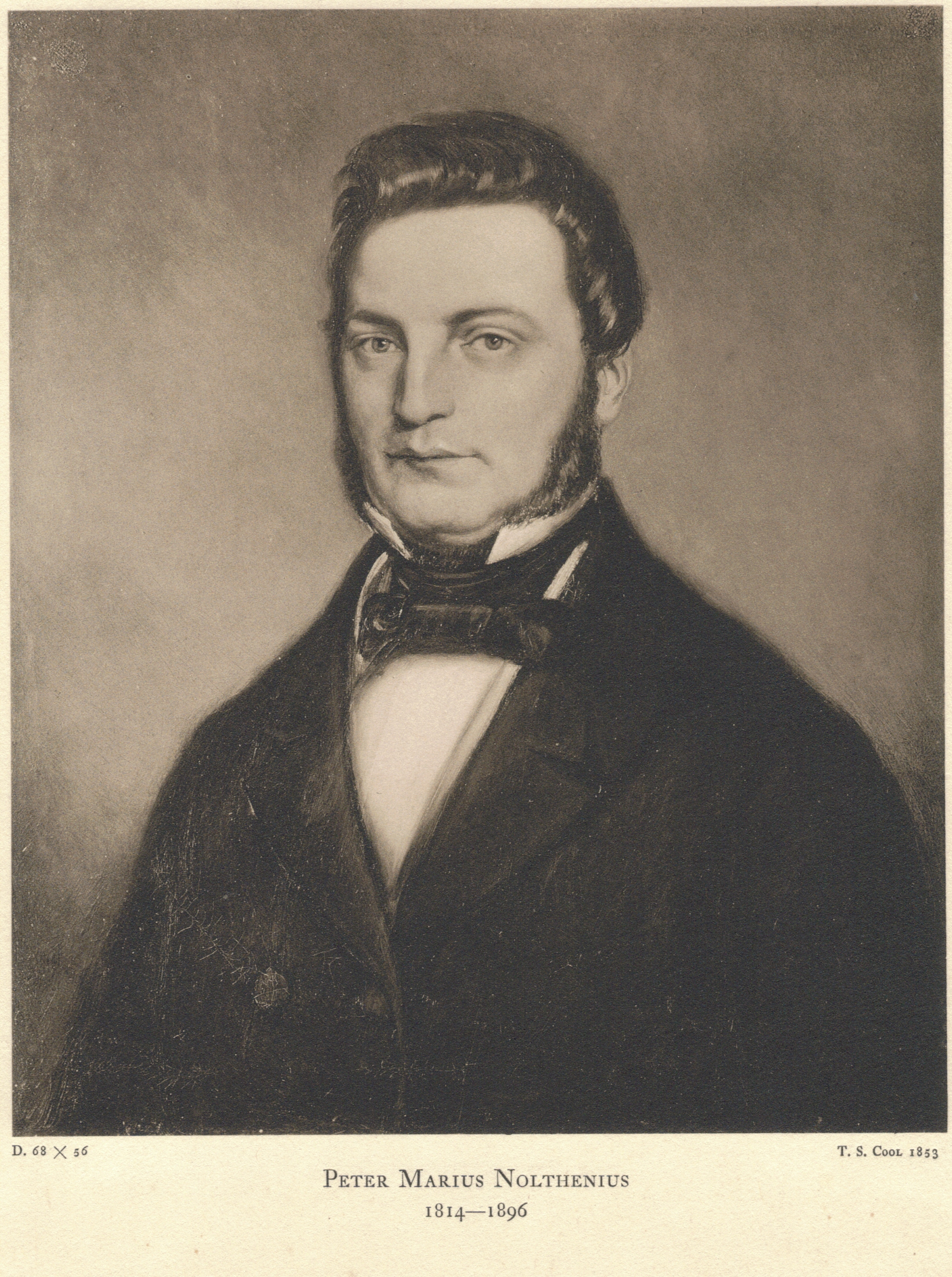
Peter Marius Tutein Nolthenius
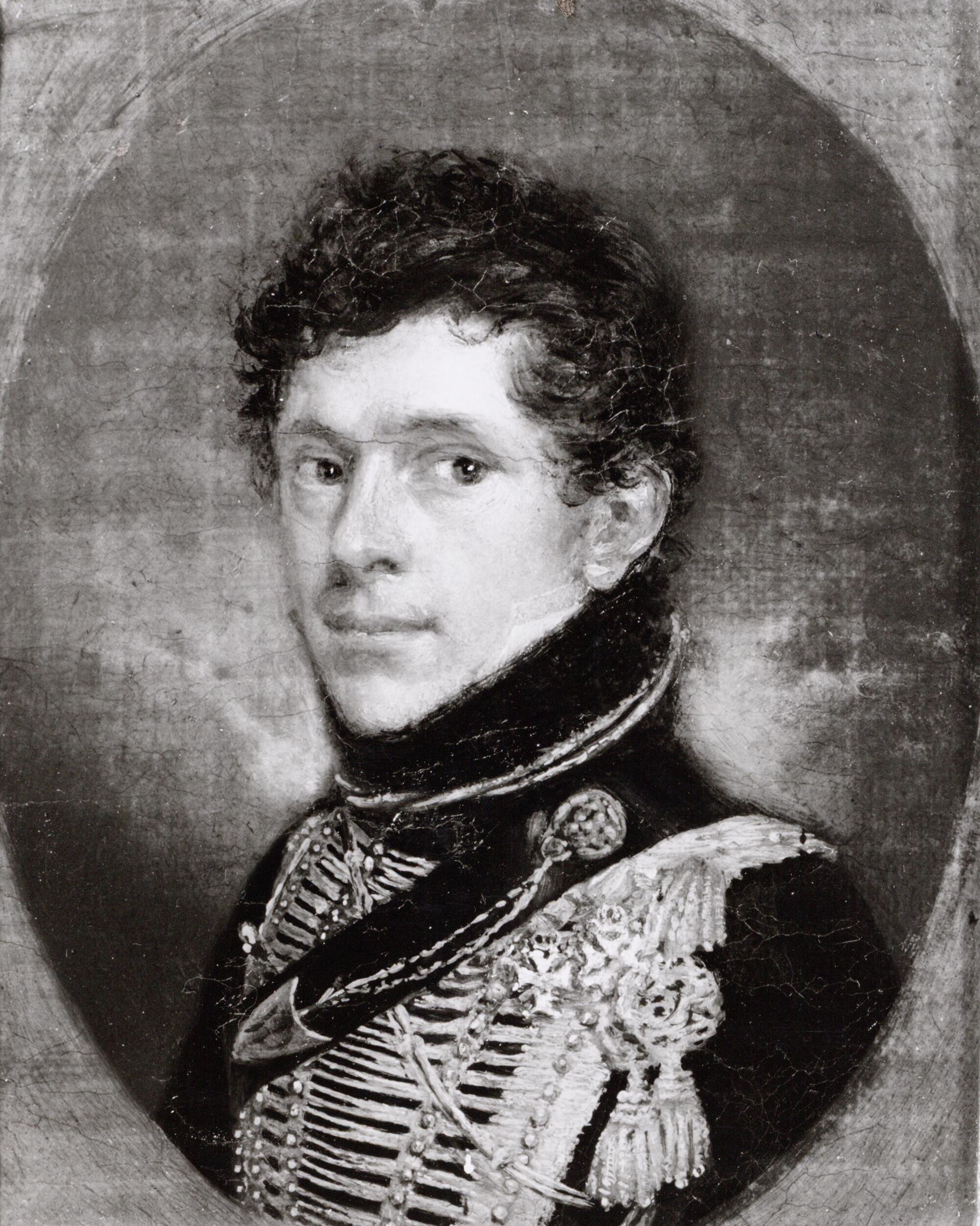
Vincent Johan Reinier van Tuyll van Serooskerken

## V
- Coenraad van Valkenburg
- Carl August Theodor Vogel

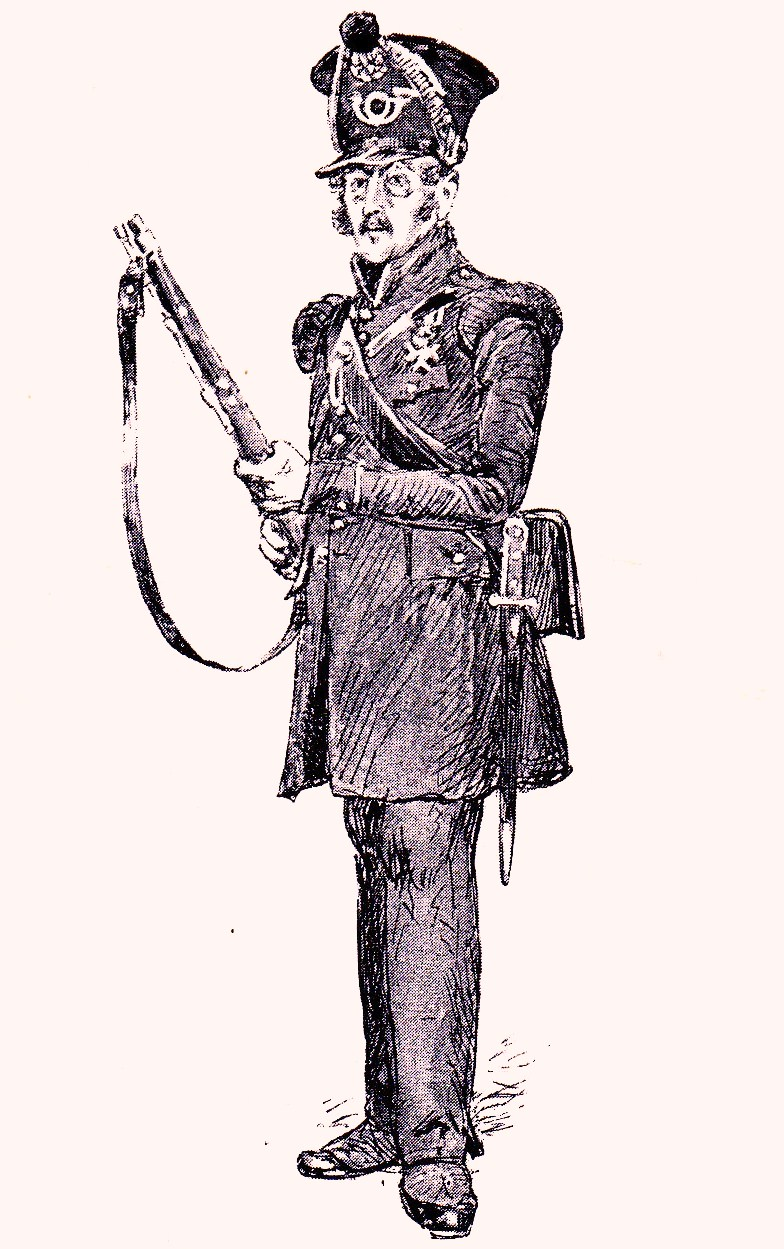
Daniël de Vos Brouwer

- Daniël de Vos Brouwer

## W
| - Hubertus Cato Waldeck - Pieter Frederik Waldeck - Jacobus Antony Waleson - Adriaan Walraven Engelen | - Isaak Wilhelm Walther - Christiaan Philip Winckel - Henri Wttewaall van Stoetwegen |

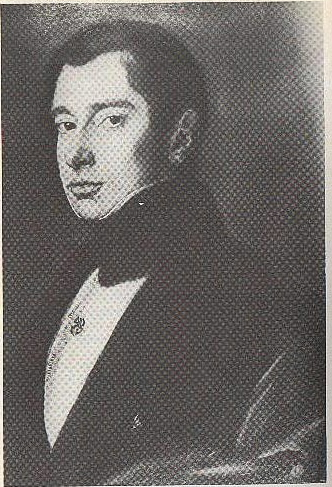
Hubertus Cato Waldeck
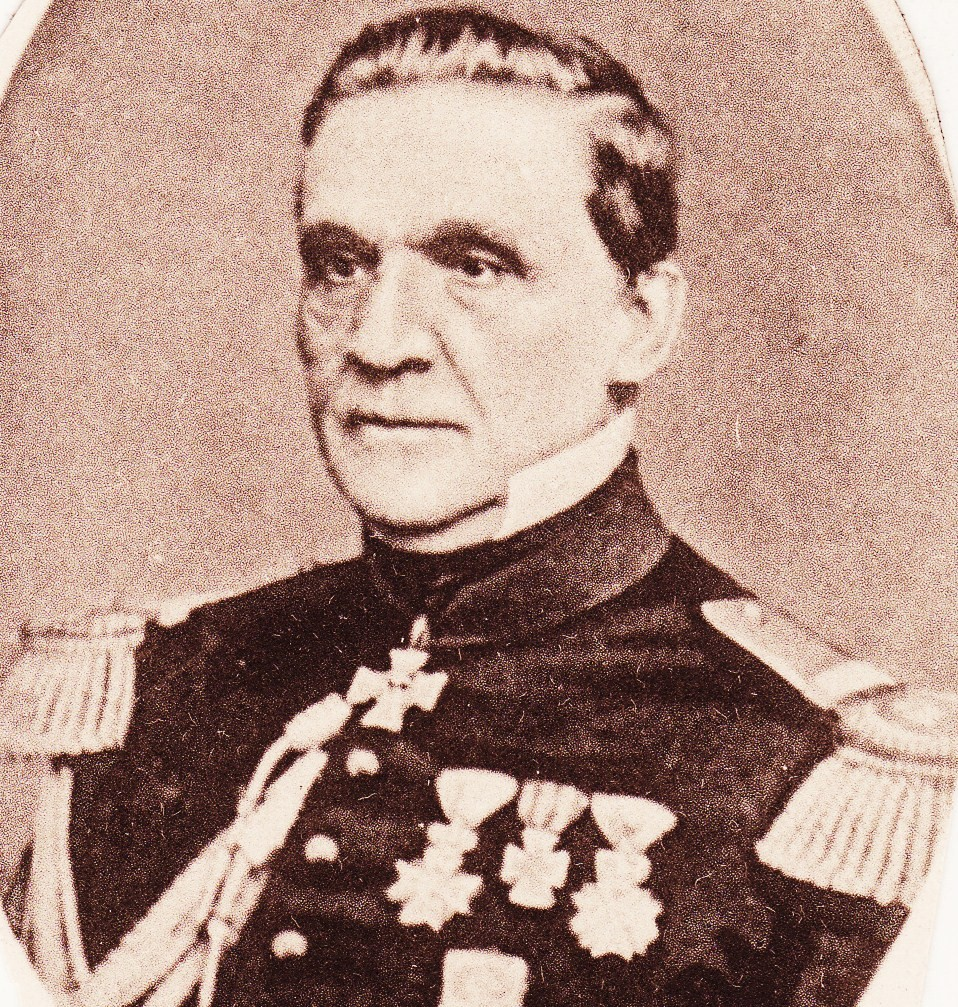
Jacobus Antony Waleson
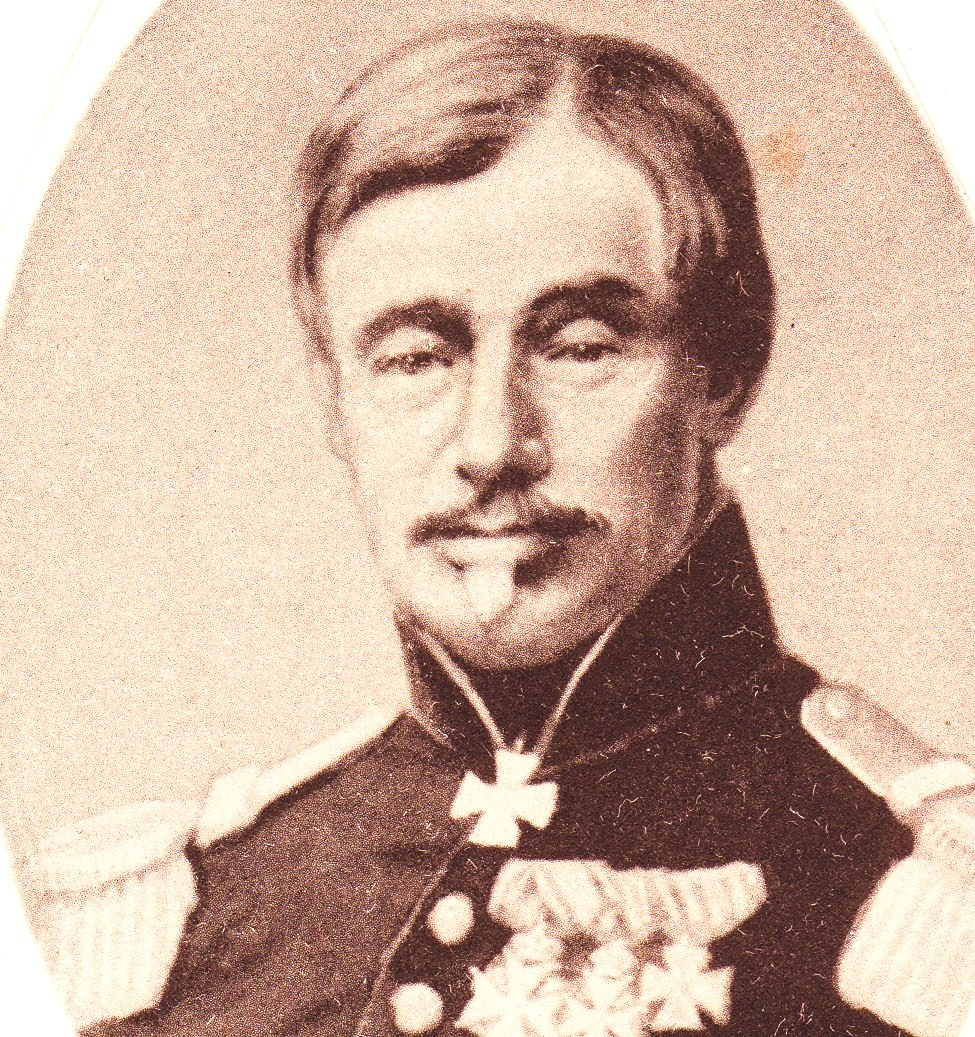
Isaak Wilhelm Walther
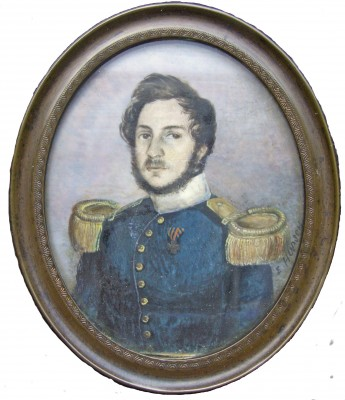
Christiaan Philip Winckel
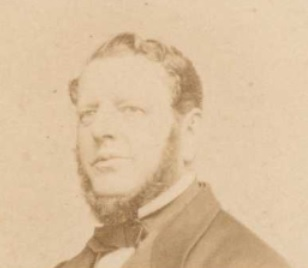
Henri Wttewaall van Stoetwegen

## Z
- Charles Annez de Zillebeke